# Historiografia do Reino medieval da Galiza

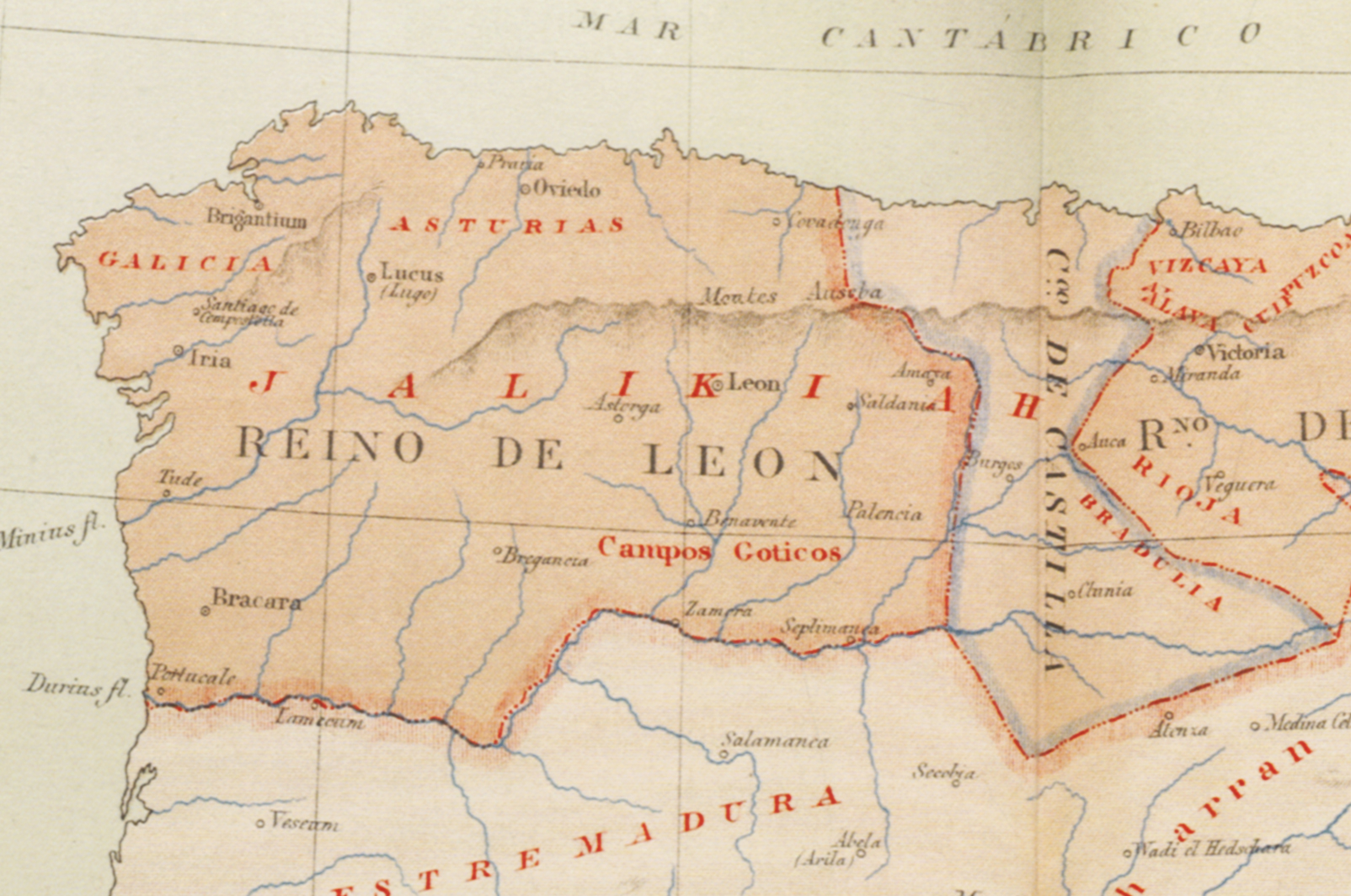
Mapa incluído na "Historia General de España" de Modesto Lafuente, ano 1850.
O autor traduz o termo árabe Jalikiah (Galicia/Galiza) como Reino de Leão.

A primeira referência historiográfica explícita à existência do reino da Galiza data do século VI, quando o bispo Gregório de Tours chamou de Galliciensim regnum o estado criado pelo povo germânico dos suevos na província romana da Galécia.
Este reino altomedieval perdurou, com dimensões e significados mutáveis, até o século XIX, quando, por meio de uma reforma administrativa, a organização tradicional da monarquia espanhola em reinos foi substituída por uma estrutura provincial centralizada.
No entanto, historiadores espanhóis contemporâneaos alteraram referências ao reino da Galiza para reino das Astúrias e reino de Leão, apresentando a Galiza como um espaço subsidiário sem importância. Esta interpretação foi contestada por alguns estudiosos galegos e reconhecida por outros historiadores.

## O reino da Galiza na documentação histórica medieval
A denominação "reino da Galiza", inicialmente usada para designar o reino Suevo, passou na islamização da Hispânia visigótica a representar todo o território peninsular cristão, excetuando a Marca Hispânica franca. Com o surgimento de novas entidades políticas no século XII (Portugal, Castela, Leão), o território foi diminuindo, e no século XV, após a separação do Bierzo, tinha aproximadamente o tamanho da atual Comunidade Autónoma Galega.

### Período germânico. Referências documentais (c. V-VII)

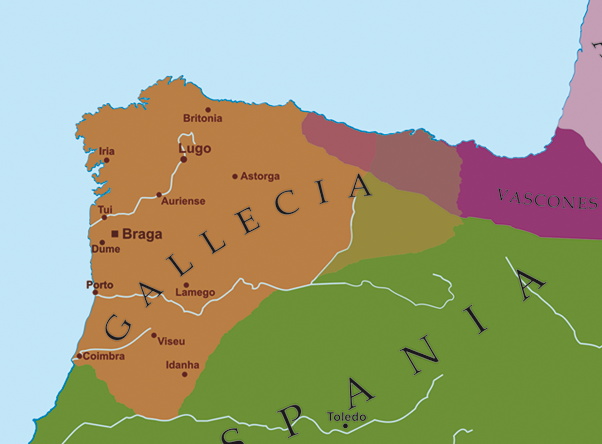
Bispados do Reino da Galiza.
Século VI : Braga, Porto, Lamego, Coimbra, Dumio, Lugo, Ourense, Astorga, Iria, Britónia, Tui, Idaña, Viseu.

No ano 411, Roma chegou a um acordo (foedus) com os suevos, pelo qual a província da Galécia lhe foi cedida para se assentarem. Este referente foi assumido pelos novos governantes, como se deduz da inscrição "MVNITA GALLICA", presente em moedas da época. No século VI, o clérigo francês Gregorio de Tours († 594), em sua obra Historia Francorum, já nomeava os domínios suábios como " Galliciensim regnum".
Nos seus territórios, historiadores como Orósio (†420) e Idácio (†469) incluíam as Astúrias, Astorga e a planície leonesa Terra de Campos"Campos Gallaeciae". Isidoro de Sevilha († 636) no século VII volta a indicar que as Astúrias estão dentro da Galiza. As dimensões do reino galego são confirmadas pelos bispos do concílio de Braga e concílio de Lugo, e da lista das sedes incluídas no parrochiale suevum (ca. 569), onde os bispados estão incluídos na "regione" galega.
Em 585, a monarquia visigótica incorporou aos seus domínios o reino da Galiza, como é recolhido na crónica de Afonso III. Este facto não significou o desaparecimento do reino galego (como o chama o poeta Fortunato [† ca. 600]): O Liber Iudiciorum visigótico divide o território gótico em três áreas: Espanha, Gália e Galícia.
Essa distinção também aparece em concílios visigodos (em 589 são estabelecidas orações para as igrejas da Espanha, Gália e Galícia, e em 683 um decreto fiscal diferença entre os mesmo espaços territoriais para a sua aplicação), e na crónica de João de Biclaro († 621), que diferencia a "província da Galécia" da "província dos godos" e concorda em apontar os bispos da Espanha, Gália e da Galiza.

### O reino dos cristãos. Referências documentais (c. VIII-XI)

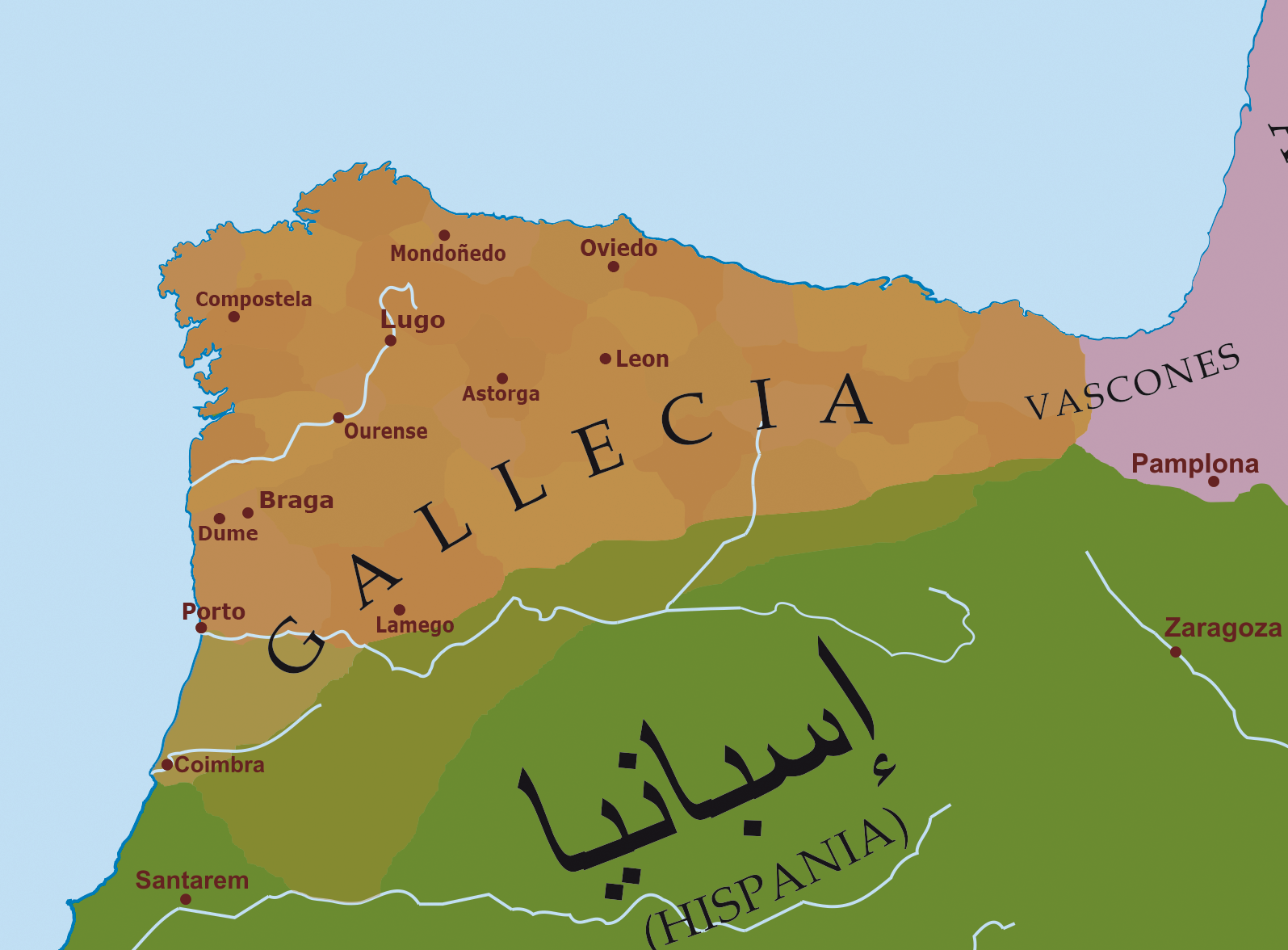
Bispados do Reino da Galiza.
Século IX: Braga (metrópole), Dumio, Porto, Tui, Ourense, Iria, Lugo, Britónia e Astorga.

No início do século VIII, o Islã se espalhou pela Península, pondo fim ao reino visigótico. A ocupação islâmica não chegou à Galiza, onde as estruturas sociais e religiosas se mantiveram inalteradas. Nestes séculos, a documentação medieval inclui ainda referências a uma moeda galega própria: o soldo ou sólido galego. Estes sólidos "de uso na nossa terra" aparecem referidos, sob diferentes variantes: gallicanos, gallicenses, gallicanus, nos cartulários das igrejas galegas até ao século XII.
Esses fatos, ignorados pela historiografia tradicional espanhola, aparecem refletidos nas crônicas cristãs e muçulmanas. Sigeberto de Gembloux († 1112) mencionou a Galícia como a terceira parte da Hispania que nem visigodos nem sarracenos conseguiram submeter; o rei granadino Abedalá ibne Bologuine († ca. 1090) recordou que Al-Andalus era cristão até que os árabes os confinaram na Galícia; Geórgio Agrícola († 1555) ressaltou que apenas a Galícia resistiu à invasão sarracena; e Almacari († 1632) afirmou que, na época, Al-Andalus dominou tudo, "exceto o país da Galiza".
A Península Ibérica manteve assim a mesma divisão territorial em três áreas do período germânico: a Galiza, o reino dos cristãos; Espanha muçulmana, herdeira do reino visigótico e marca hispânica do império franco. No contexto deste quadro político, abundam as referências à Galiza e ao seu território:

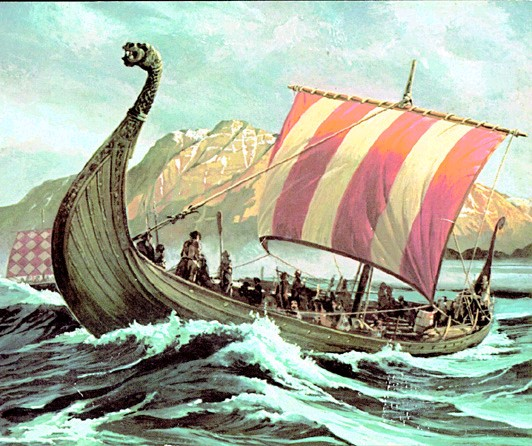
Drakkar. Os normandos dividiram a península ibérica em três espaços políticos: Galizuland, Spanland e Skarland.

- Documentação de origem cristã, que divide a Península Ibérica entre Galécia,[41] Hispânia[42] e a Marca Hispânica do Império Carolíngio:

Os bispos da Galiza assistiram ao Concílio de Frankfurt (794) juntamente com os da Itália, Gótia e Aquitânia, e de lá o papa Adriano I († 795) emitiu um documento dirigido ao clero da Galiza e da Espanha, isto é, o clero galaico e o moçárabe . Os bispos galegos também estão presentes no Concílio de Attigny (874). Na obra do monge Beato de Liébana († 798), Santiago é creditado com a evangelização da Galícia, não da Hispânia. Um texto moçárabe chamado Nomina Ovetensis (780 ) incluído na chamada Nomina Sedium Episcopalium lista os bispados galegos do século VIII. No século seguinte, a crónica albeldense faz o mesmo (881), o que nos permite traçar os limites territoriais da Galiza e comparar a continuidade com a época sueva. Alguns limites que a documentação do século X coloca no rio Cea, chegando a sul até ao rio Mondego, Coimbra e o mosteiro fortaleza de Lorvão. O valor referencial da Galiza é claro e preciso no conjunto da cristandade medieval, com numerosos exemplos associados sobretudo ao fenómeno das peregrinações jacobeias. Por exemplo, a viagem do monge arménio Simeão de Mântua († 1016), que no ano 983 fez uma peregrinação “por vários lugares da Galiza conhecendo a fama do rei (Bermudo II)”. Além das fronteiras tradicionais, no ano de 956, um monge franco coleta nos Anais de St. Gallen que a batalha de Barranco, produzida em 939 a sul do rio Douro, no sopé da actual província de Soria, ocorreu na "região da Galiza".
- Documentação de origem escandinava, que divide a Península Ibérica entre a Galiza (Galizuland),[56] Espanha ( Spanland)[57] e a marca franca (Skarland):[40]

A primeira incursão normanda atingiu a costa galega em 844. depois de invadir Toulouse. Há dezesseis sagas em que se fala da Galiza, às vezes com o nome de Jakobsland, a "terra de Santiago" e dos reis galegos. Por exemplo, a saga dos Jarls das Órcades (Saga Orkneyinga), a saga dos filhos de Magno III da Noruega († 1103) (Saga Magnússona) ou a saga dos descendentes de Canuto II († 1035) (Knytlinga Saga). Neste último, é narrada a história de Ulv Galiciefarer que "foi como um viking para o oeste e devastou a Galiza com um rico butim, razão pela qual foi chamado de Ulf, o Galego".

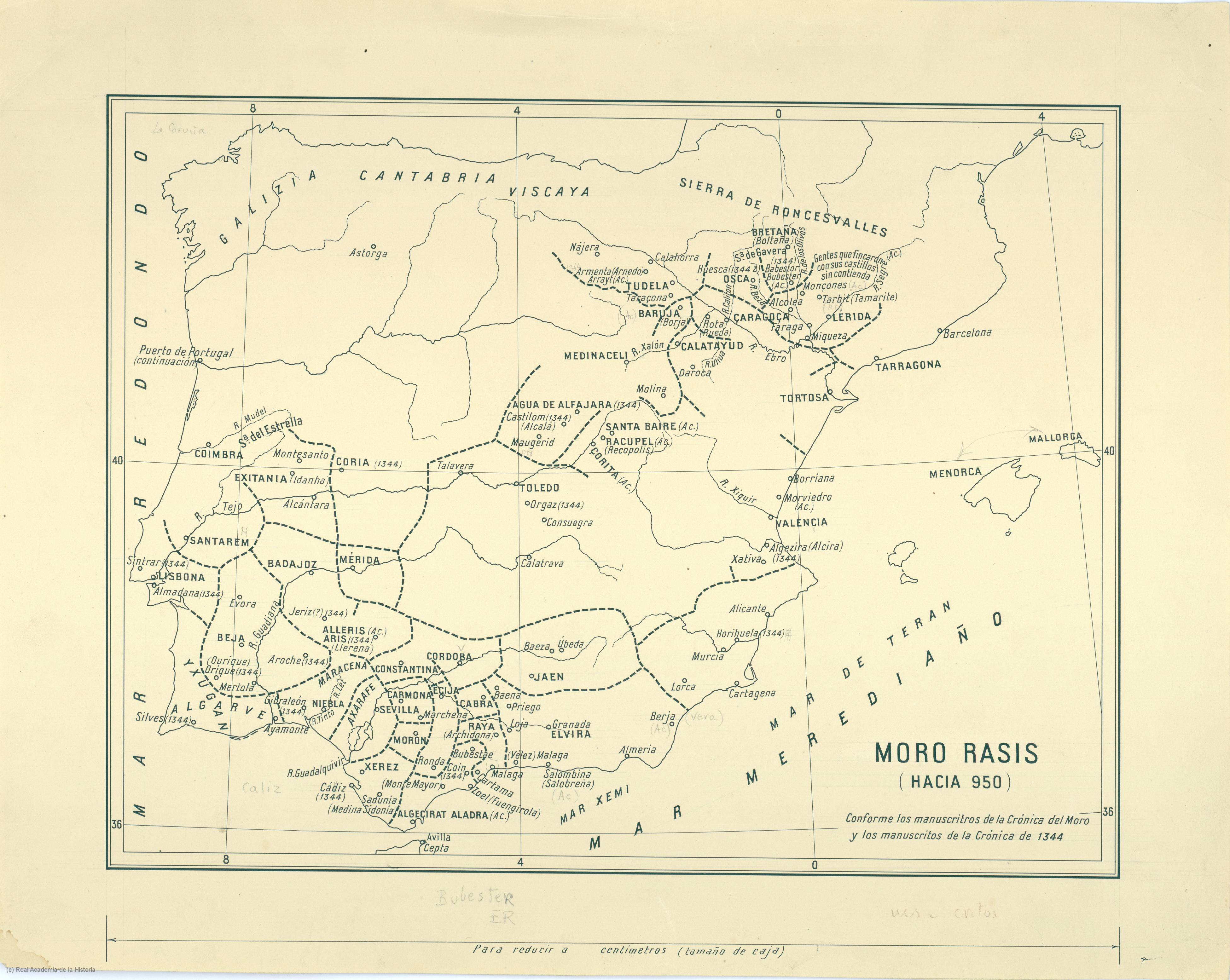
Península Ibérica segundo a Crónica do Mouro Rasis (†955).

- Documentação de origem muçulmana, que divide a Península Ibérica entre a Galiza (Jiliquia),[65] Espanha (Alandalus)[66] e os territórios pirenaicos dos francos (Ifranje):[67]

No Ajbar machmúa, uma compilação de textos árabes dos séculos VIII a XI, os cristãos da península ocidental são chamados de galegos (al-yalaliqa) e a Galiza é o seu reino. O historiador e geógrafo Iacubi († 897/8) registra em Kitāb al-buldān (Livro dos Países) que Mérida faz fronteira com o território dos galegos. O geógrafo Almaçudi († 956) fala dos galegos e seus povos vizinhos: francos, eslavos, lombardos etc., citando-os como o maior perigo para Al-Andalus e narrando como Abderramão III, rei de Espanha, marchou contra Zamora. O persa Alistacri († 957) descreve em seu Kitāb al-Masālik al-mamālik (Livro dos caminhos e reinos) a fronteira de Alandalus incluindo Zamora e Oviedo como cidades galegas. O árabe ibne Haucal († 988) aponta a Galiza entre os reinos cristãos europeus que lhe são reconhecíveis, dividindo a Península entre esta e a Espanha muçulmana, citando como cidades galegas Oviedo, Zamora e Leão e colocando Lisboa como a fronteira sul Alandalusi († 1070) coloca os galegos entre as nações em que divide o mundo conhecido. Ibne Haiane († 1075) cita Clunia como "primeira fronteira de Yilliqiyya" no leste e Coimbra no sul. O geógrafo Dreses, na sua descrição do mundo de 1150 intitulada Nuzhat al-mushtāq fi'khtirāq al-āfāq (Livro de agradáveis viagens a terras distantes), também conhecido como o Livro de Rogério (Kitāb Rūŷar) relata que as cidades de León, Segóvia, Burgos e Soria dependem da Galícia. O geógrafo Iacute, que viveu entre 1179 e 1229 e compôs o Kitāb Mu'jam al-Buldān (Dicionário de Países) entre 1224 e 1228, localiza Yilliqiyya "perto da costa do oceano, no extremo noroeste de al-Andalus". Outros autores árabes mais seródios, mas que baseiam suas obras em crônicas anteriores continuam na mesma linha; assim: ibne Caldune († 1406) cita os galegos entre as nações vizinhas de Alandalus, e Alhimiari († 1495) narra a batalha de Simancas (939) situando-a em território galego (fontes cristãs fazem o mesmo) e indicando que "entre as nações com as quais os habitantes do Al-Andalus estavam em conflito, a galega era a mais poderosa".

### Desintegração do reino. Referências documentais (c. XI-XIII)

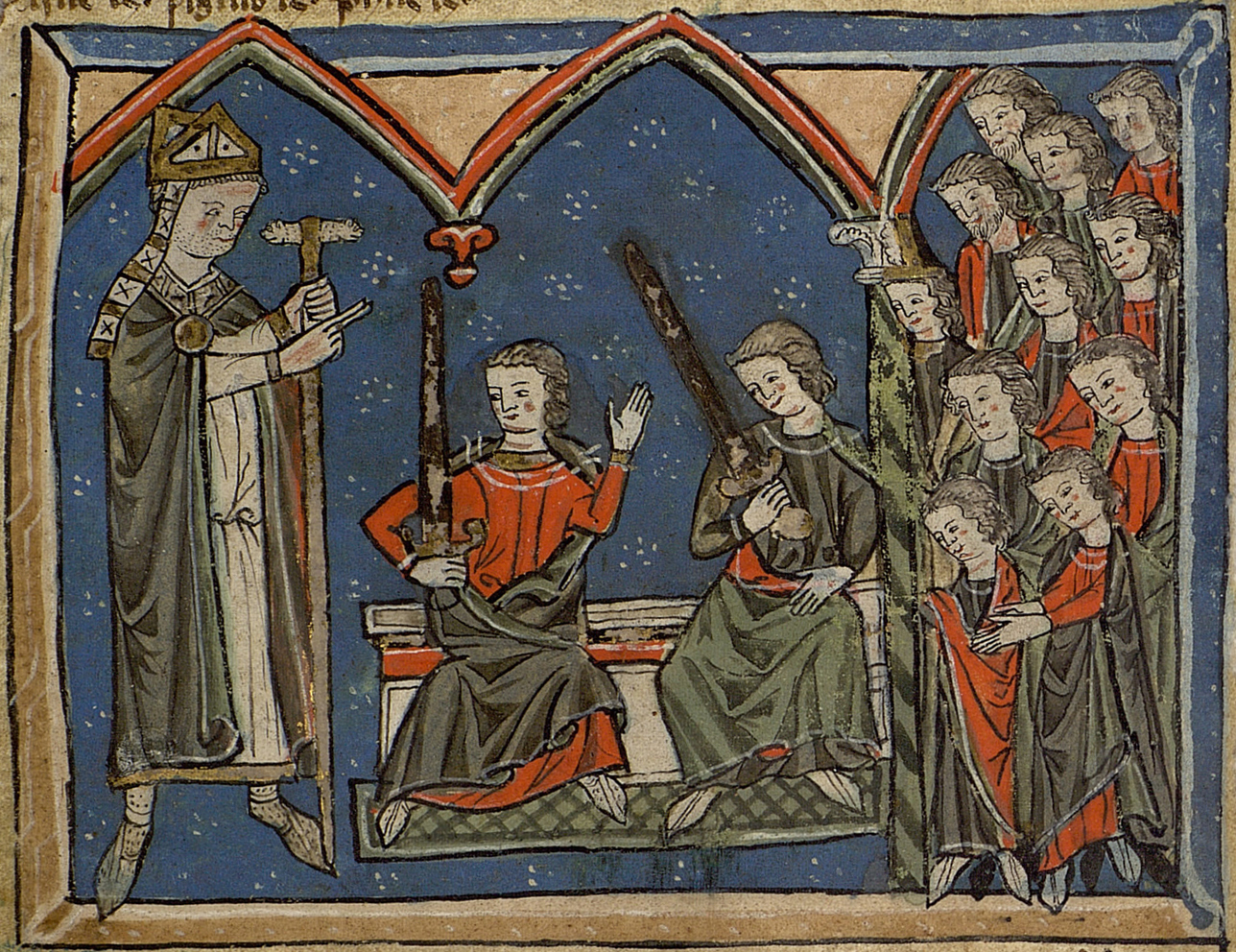
Bispo Diego Xelmírez.
A Historia Compostellana, livro sobre a vida do prelado e os acontecimentos políticos do seu tempo, nunca menciona a existência de um reino de León.

Desde o século XI, a documentação histórica evidencia uma diferenciação progressiva entre as áreas geográficas que compunham o reino galego. Embora ainda sobreviva a distinção tradicional entre a Galiza, reino cristão, e a Espanha, território muçulmano, observável, por exemplo, numa missiva diplomática de Urbano II († 1099), uma nova toponímia política vai surgindo nos documentos: Leão, Castela, Portugal. Assim o testemunha o geógrafo e historiador andaluz Al-Bakri († 1094), que nesta altura divide a Galiza em 4 regiões: Galiza propriamente dita ou nuclear; Astúrias, que dizem dever o seu nome ao rio Astura (Esla); Portugal, pequeno enclave entre Braga e Porto; e Castela (onde inclui Leão). Esta diferenciação territorial acelerou-se em finais do século XI quando D. Afonso VI alterou os limites políticos ao juntar a taifa de Toledo aos seus domínios. A partir deste momento Afonso começa a aparecer na documentação histórica não só como rei galego mas também como rei de Espanha. 
O processo de fragmentação política continuou no século XII quando, pelas mãos do "pérfido galego" Afonso Henriques, se deu a divisão de Portugal. Um reino que no final do século XI foi concebido como mais um dos territórios da Galiza. Ele ainda era lembrado como tal no século XIII pelo cronista navarro Ximenez de Rada († 1247 ).
Da mesma forma, as terras de Castela foram separadas do reino comum aquando da morte de D. Afonso VII († 1157). Naquela época seu império foi dividido entre seus filhos a pedido do conde galego Fernan Peres de Traba. Sancho recebeu Castela e Toledo e Fernando "toda a Galiza, todas as Astúrias de Oviedo, as cidades e terras de Leão, Astorga, Toro, Zamora e Salamanca". Ou seja, a Galiza, as Astúrias e cinco cidades, com as suas terras circundantes, localizadas fora do maciço galego.
Também neste século Leom/Leão deixou de ser considerada nas fontes uma zona especificamente galega. A "terra de foris" , o inicial " territorivm legionense" associado à corte real do século X, foi individualizada num processo gradual, aparecendo agora na documentação como um território separado localizado após os Alpes galegos "Galitie Alpes". Sem que seja possível determinar com clareza uma geografia própria de Leão, separável da Galiza, os documentos limitam-se a apontar o carácter como sede real e nunca atribuem tal denominação a todo o território. Formando por vezes, já nos séculos seguintes, um conjunto territorial denominado na diplomacia Galiza-Leom. Apesar da interpretação do período estabelecida pela historiografia espanhola, que contempla a existência exclusiva de um "reino de Leão". a documentação contemporânea manteve a Galiza como nome do reino.

O reino da Galiza é mencionado nos itinerários dos cruzados a caminho da Terra Santa e a Galiza mencionada entre as nações chamadas à defesa de Jerusalém pelo Papa Pascoal II.

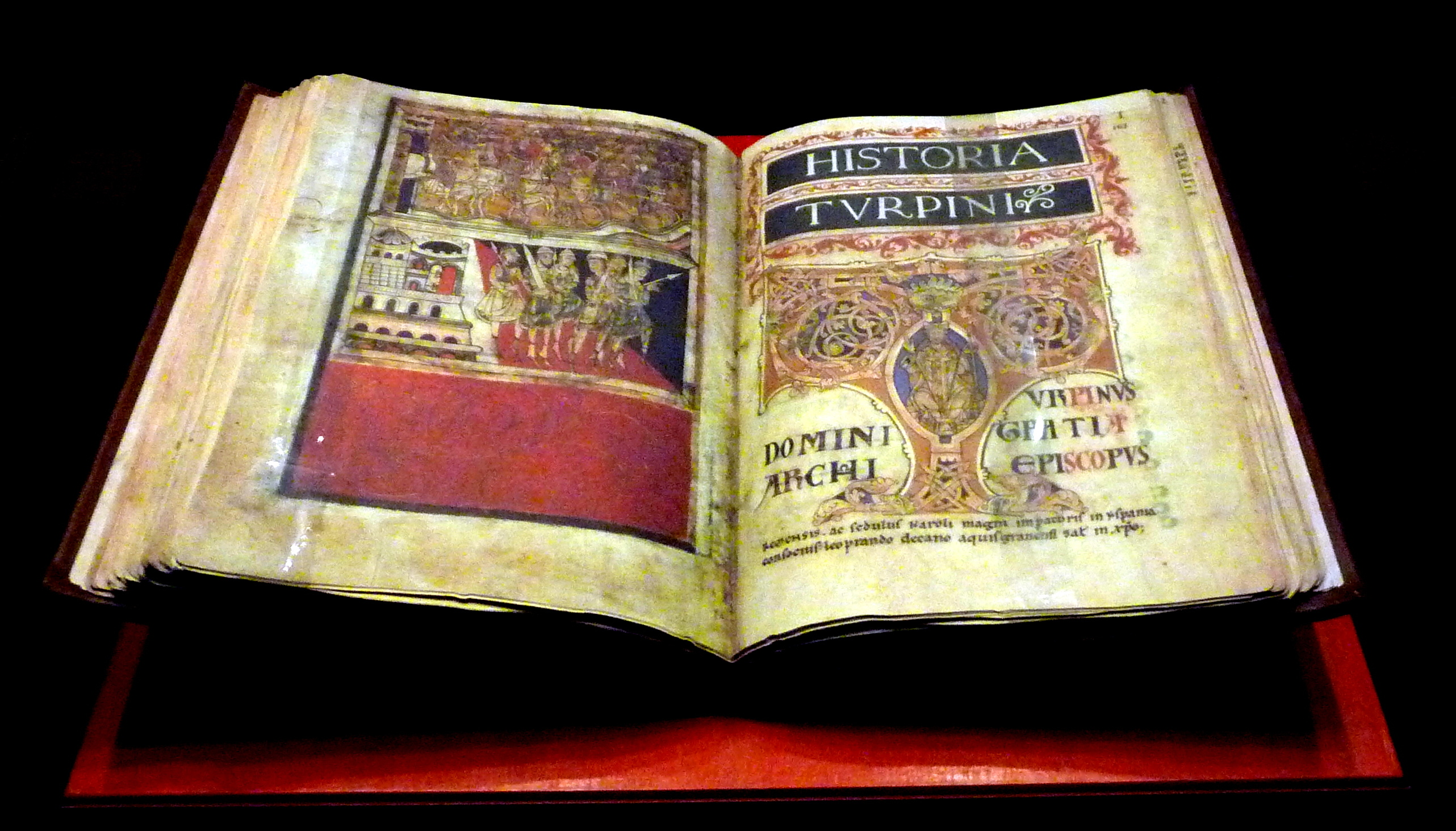
Códice Calixtino. No texto, que chama Afonso VII de "imperador de Espanha e da Galiza", não há referências ao reino de Leão.

- Na Crónica de Sampiro (c. XI), recolhida na chamada Crónica Silense (c. XII), aparece a primeira referência explícita à existência de um reino de León. Este manuscrito, que foi o grande construtor da identidade da cidade de León como sede régia, propósito para o qual também Silense viria a contribuir mais tarde,[112] refere-se assim pela primeira vez ao "Legionis regnum".[113] Ainda que entre as duas crónicas se fazem cinquenta e duas menções a León,[114] a maioria é como cidade.[115] Além disso, na primeira metade do texto Sampirense, até o reinado de Ordonho III (951-956), Zamora também apresenta um número significativo de aparições, nas quais aparece com os mesmos atributos régios que são atribuídos à cidade de próprio Leão.[116] Por outro lado, o texto do Silense, hoje também chamado de Historia legionense, deixa claro que o reino da Galiza é o objeto de sua narrativa, porque assim o reino é constantemente chamado,[117] e também é o reino que aparece mais citado (vinte e oito).[114] Adicionalmente, Bermudo II[118][119] e Afonso V[120][121] são mencionados como reis da Galiza, entre outros.

- A Historia Compostelana, narrativa dos principais acontecimentos políticos do reino entre os anos de 1100 e 1140, não faz qualquer referência à existência de um reino leonês.[83] No texto, o reino galego aparece sob o nome de "regnum Hispanie " em vinte ocasiões, quando inclui as terras espanholas conquistadas aos muçulmanos (Taifa de Toledo), e como "regnum Gallaecie" em dezessete ocasiões, quando se refere ao tradicional reino galego.[122] A história também menciona o "regnum Aragoniae" três vezes, e uma vez o "regnum Toleti " e o "regno Portugalensi"; não existem mais reinos na crônica gelmiriana.[123]

- O Codex Calixtinus também não contém nenhuma referência ao reino de Leão. Em seu livro IV, a Historia Turpini, as vilas e cidades da Galiza (e da Yspania) são listadas sem incluir Leóm entre elas.[124] No livro V, conhecido como o Guia do Peregrino, atribuído ao monge francês Aymeric Picaud, são detalhados os dias e localidades do seu percurso até Santiago, fazendo apenas uma referência mínima a Léom.[111]

- Na Chronographia do monge belga Sigeberto de Gembloux († 1112), crónica universal dos acontecimentos mais importantes entre os anos 379 e 1111, consta que "o reino que é a terceira parte da Hispânia, a que chamamos Galiza [ ...] continua intacta, que com a proteção de Deus permanece inexpugnável".[36]

- A Chronica Adefonsi Imperatoris, escrita entre 1153 e 1157, reflete as mudanças políticas no território. No ano de 1139, quando o imperador Afonso VII inicia a campanha militar contra o castelo de Oreja, reúne a "milícias de toda a Galiza, da terra de Leão e de Castela".[125] No Poema de Almería (ca. 1147), épico anexo à crónica, é sublinhada a primazia do território galego sobre os demais domínios imperiais ao descrever a ordem de marcha dos exércitos.[126][127] Os galegos lideram a expedição seguida pela cavalaria da cidade de León, a "urbis legionis".[128]

- A Galiza é mencionada na crónica do monge alemão Ekkehard de Aura († 1126), entre as nações que atenderam ao apelo do Papa Pascual II para reforçar a recente conquista de Jerusalém.[109]

- Num texto das Ilhas Britânicas, os Annales Cambriae ou Cameracenses, são listados três impérios cristãos para o ano de 1159: o germânico, o bizantino e o galego.[129][130]

- Na Narratio de Itinere Navali,[131] itinerário dos cruzados do ano de 1189, são descritos cinco reinos na Península Ibérica: Aragão, Navarra, o dos espanhóis (muçulmanos), a Galiza e Portugal.[108]

- Os textos épicos franceses dos séculos XII e XIII reconhecem amplamente o nome correto do reino galego; assim, entre a toponímia da chanson de geste francesa, "Galice" aparece 50 vezes em 35 textos, "Saint Ja(c)ques" 65 vezes em 35 textos, " Compostel(l)e " 9 vezes em 6 textos, enquanto "Leão" só aparece algumas vezes.[132] Um exemplo pode ser encontrado no mais antigo dos seus exemplares, o Cantar de Rolán ( ca. 1170 ), onde a Galiza é mencionada duas vezes,[133] outro no Charroi de Nîmes onde a Galiza é mencionada ao lado de outras nações da época.[134]

- O historiador britânico Roger de Howden († 1201) também evita mencionar o suposto reino leonês em sua Chronica Magistri. Nesta obra, quando se refere ao reino galego, fá-lo sob a forma “a terra do rei de Sancto Jacobo”, ou seja, a terra de Afonso VIII de Santiago de Compostela.[135] Da mesma forma, no itinerário marítimo De Viis Maris, atribuído ao próprio Howden e composto entre 1191 e 1193, que descreve o percurso de Iorque à Terra Santa, o reino aparece com a mesma fórmula, especificando ainda que se chama "Galiza".[136]

Estes são os anos da chamada era compostelã, época de esplendor económico e de apogeu da língua e da poesia do reino galego. A língua do reino da Galiza, o galego-português, estava entre as quatro línguas autorizadas para a prática trovadoresca citadas pelo catalão Jofre de Foixá († ca. 1295) no seu Regles de Trobar. Nessa língua, o próprio rei castelhano Afonso IX  compôs as suas famosas Cantigas de Santa María e, ainda no século XV, Íñigo López de Mendoza († 1458), Marquês de Santillana, lembrou como o galego era usado para a lírica em todo o território peninsular. Este predomínio cultural da Galiza (a língua sempre foi companheira do império), é inexplicável a partir do paradigma historiográfico hispânico, e só pode ser compreendido aceitando a existência de um reino galego que abrangia todo o noroeste da península.

### Na coroa de Castela. Referências documentais (c. XIII-XV)

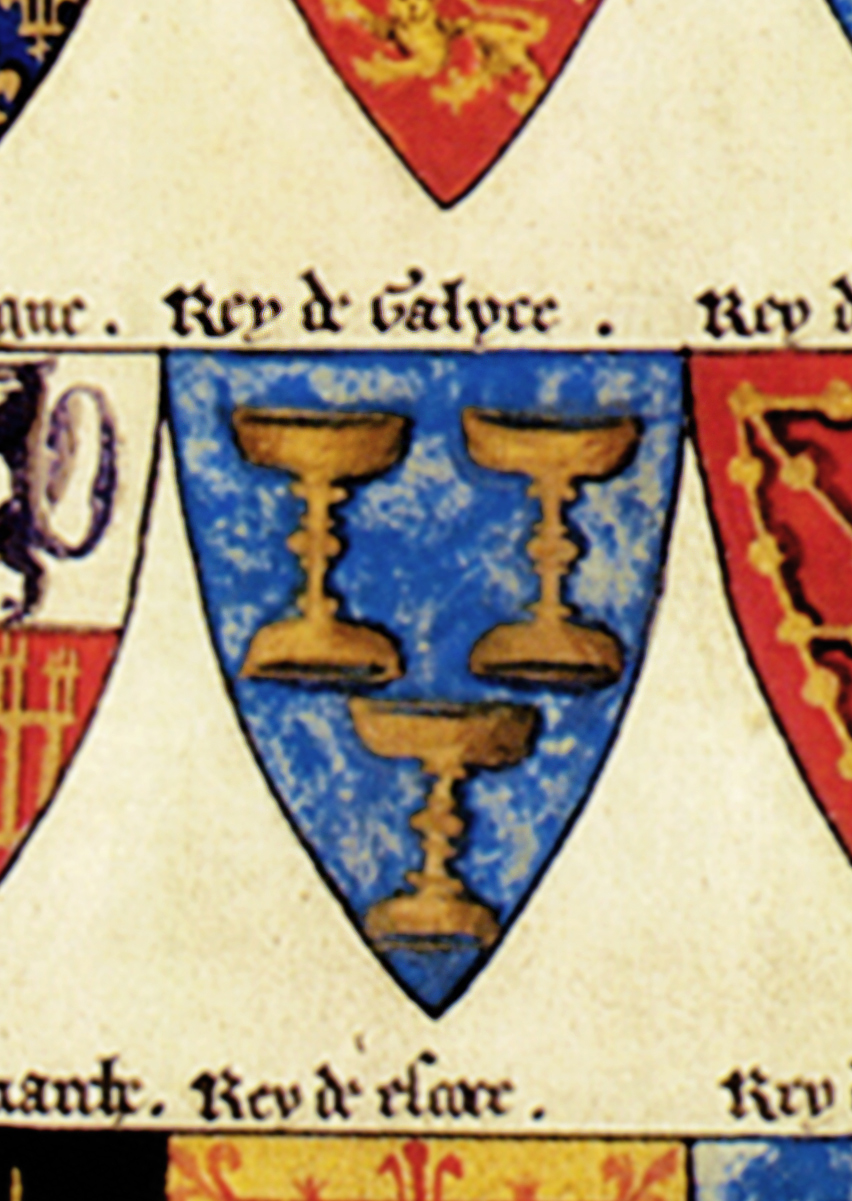
Brasão de armas da Galiza no armorial Segar's Roll (ca. 1282). A antiguidade e a projeção de que o reino e os seus reis gozaram durante séculos fizeram com que a sua representação heráldica se manifestasse em vários antigos heráldicos.

No século XIII, Fernando III († 1252), rei de Castela e filho de Afonso VIII, herdou a Galiza contra a vontade do pai. Durante o conflito sucessório, os galegos chegaram a propor Afonso de Molina, irmão mais novo de Fernando, para o trono. A união dos reinos do novo monarca apareceu na diplomacia real através de um par de entidades políticas: Castela-Toledo e Leão-Galiza, e assim também aparece em selos e sinais enrolados. A Galiza-León também manteve o seu próprio código legal, o Liber Iudicium. Significativamente, os arcebispos de Compostela e Toledo foram ambos chanceleres da coroa até ao ano de 1290, altura em que, após um processo anteriormente iniciado por Afonso IX, o cargo foi depositado apenas no de Toledo.
Durante a sucessão deste rei, os burgueses das cidades e vilas dos reinos, agora claramente diferenciados, de Leão e da Galiza formaram a "Hermandat de los Regnos de Leon et de Gallisia", que tinha como objetivo defender os direitos sucessórios de seu filho Sancho IV. Esta irmandade reapareceu em 1295 apoiando desta vez Fernando IV. Entre os anos de 1296 e 1300, Galiza-Leão e Castela-Toledo separaram-se novamente brevemente, quando Xoán I foi coroado rei de Leão, Galiza e Sevilha com o apoio do rei Dinis I de Portugal.
Durante o século XIV a Galiza aparece nos diplomas listados como mais um dos reinos da coroa castelhana. No início deste século era governada separadamente pelo infante Felipe, irmão do rei Fernando IV. Após a morte de Fernando, o reino passou para o seu filho Afonso X e depois para o seu neto Pedro I. Este monarca, apoiado pela nobreza galega, travou uma guerra civil pelo trono com o seu meio-irmão Henrique II. Após a sua derrota, os nobres galegos tentaram entregar o reino a Fernando I de Portugal e, mais tarde, a João de Gante. A derrota final significou o desaparecimento prático da alta nobreza galega e a ascensão de nobres de segunda linha, colocando as cidades sob o controlo do clero.
Esta situação política deu origem, no século XV, às revoltas das irmandades burguesas. Os irmandinhos levantaram-se em representação do reino da Galiza, e sempre se expressaram em seu nome, sendo a sua última acção de carácter nacional conhecida na Galiza medieval. Depois das guerras irmandinhas, a enfraquecida nobreza galega voltou a tomar partido do lado perdedor em outra guerra civil castelhana, desta vez juntando-se à causa de Xoana de Castela contra a sua tia Isabel. Xoana contou também com o apoio do rei de Portugal, Afonso V, seu marido, que tinha a pretensão de reunir os reinos galego e português. Após a derrota do partido de Xoana, iniciou-se um processo que ficou para a história como a "doma e castração do Reino da Galiza", em que os magnatas galegos caíram sucessivamente diante dos exércitos da vitoriosa Isabel de Castela. Primeiro o conde de Soutomaior Pedro Madruga, depois o marechal Pardo de Cela, e por último os condes de Lemos: Pedro Álvarez Osorio e Rodrigo Henriquez de Castro, nesta altura o território de Bierzo foi separado do reino da Galiza.
O desaparecimento de qualquer estamento capaz de conduzir a Galiza com uma dinâmica diferenciada, aliado à forte centralização exercida pela monarquia castelhana significou o desaparecimento prático do reino galego, agora convertido em território marginal, que no entanto manteve formalmente a categoria de reino em todo o Antigo Regime

## Reis galegos na documentação histórica medieval
Os reis do reino da Galiza são reconhecidos como tal pela documentação medieval. É assim que são nomeados os monarcas da Suábia já no século VI, e é também assim que são referidos os primeiros líderes asturianos no século VIII. No século IX, Afonso II foi o primeiro monarca amplamente documentado como rei da Galiza, e desde esse momento até ao século XIII praticamente todos os soberanos possuem referências que lhes conferem tal título.

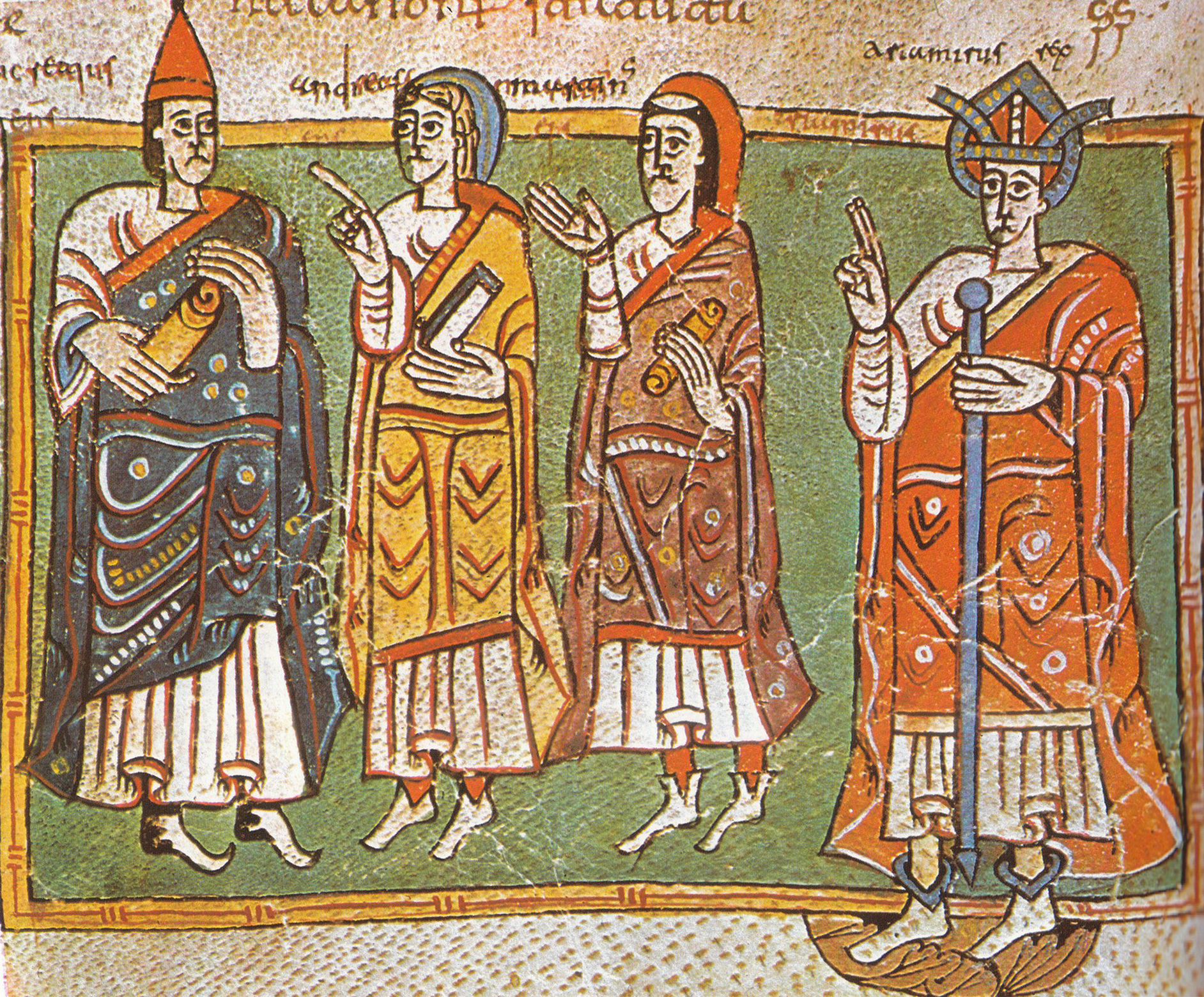
Rei Teodomiro em iluminura da Chronicon Albeldense, ca. 976.

### Período germânico
Os governantes suábios do "Galliciensim regnum" foram os primeiros a serem apontados como reis da Galiza em fontes documentais. Desta forma Gregório de Tours († 594 ) nomeia os monarcas Carriarico, Miro, Eurico e Andeca . Martiño de Dumio († ca. 580 ) dedica vários tratados à educação do seu aluno Miro, rei da Galiza. Xoán Biclarense († ca. 621 ) também chama Andeca de "rei do reino suevo da Galiza". E na crónica de Fredegario (ca. 650), Miro é novamente nomeado rei da Galiza. Teodomiro recebe a mesma designação na ata do Concílio de Lugo (569). Uma fonte serodiana, a Estoria de España (1289) do rei Afonso IX, também faz de Hermérico, Réquila, Requiário,  Remismundo e Teodomiro "rei da Galizia ". Mesmo após a anexação do reino da Suábia pela monarquia gótica, o rei visigodo Recaredo é descrito como "rei dos godos e dos suevos" numa missiva do Papa Gregório, o Grande († 604 ). As crónicas asturianas recordam, já no século VIII, como Vitiza governou a Galiza a partir de Tui, de modo que o seu pai Exica governou o reino dos Godos e o seu filho o dos Suevos.

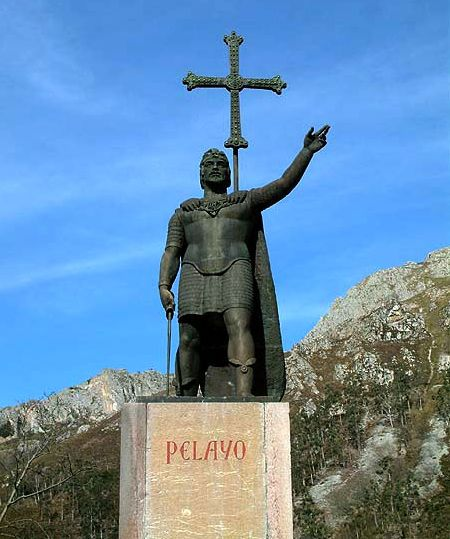
Estátua do mítico Paio, natural das Astúrias, na Galiza.

### Primeiros líderes
Perante o desaparecimento da estrutura estatal visigótica, as terras cristãs começaram a organizar-se em torno do clero e da nobreza concelhia, sem a existência de um poder centralizado. Este poder começou a estruturar-se, sob a influência do império carolíngio, no tempo do rei ovetense Afonso II († 842 )  e consolidou-se sob o reinado de Afonso III († 910 ). A corte deste monarca, em busca da afirmação da sua autoridade, criou uma série de crónicas que relacionavam a figura do rei com a dos últimos soberanos visigodos. Hoje considera-se que os primeiros senhores incluídos nesta lista de sucessores reais não poderiam ter ido além, caso existissem, de meros “líderes” territoriais.
Do primeiro destes caudilhos, Paio, para a historiografia espanhola o iniciador do suposto reino asturiano, diz-se na crónica de Almacari, que por sua vez cita o historiador Rasis († 977 ), que “nasceu nas terras da Galiza um burro selvagem chamado Belay [Paio]”, e acrescentando uma citação semelhante de ibne Haiane († 1075 ), relata-se que Paio era “natural das Astúrias, na Galiza”. Paio e os seus hipotéticos sucessores passaram a ser reis da Galiza em textos de crónicas árabes. É o que acontece com: Afonso I († 757 ) (malik Jilliquiyya ), Froila I († 768 ), Aurélio († 774), Silo († 783), Mauregato († 788 )  e Bermudo I († 797).

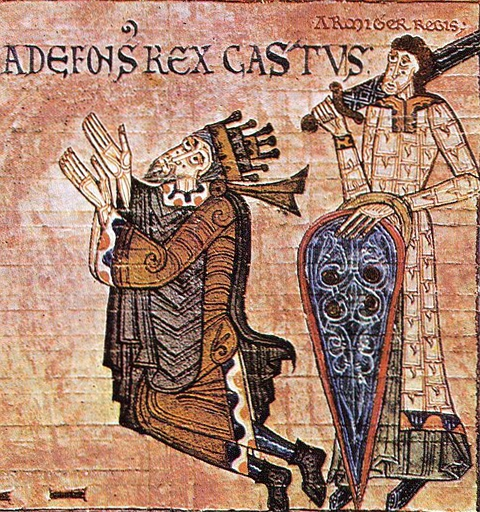
O rei da Galiza Afonso II. Livro dos testamentos da Catedral de Oviedo.

### Reisovetenses
Afonso II († 842 ) é também designado como "rei dos galegos" nas crónicas árabes. Existem outros exemplos deste monarca na documentação cristã: numa carta do ano 832 ele próprio se diz “rei de toda a Galiza”; nos Annales regni Francorum ( 741-829 ) é chamado "rei da Galiza e das Astúrias" ; na biografia de Carlomagno, Vita Karoli Magni, escrita pelo clérigo Exinhardo († 840 ), aparece como "rei da Galiza e Astorga"; O Bispo Ado de Viena († 875 ) chama-o de "rei da Galiza e da Áustria"; na biografia do imperador Lois, a Piedosa, Vita Hludovici ( ca. 840 ), ele é chamado de "príncipe das Galícias"; no Codex Augiensis ( ca. 850 ) ele aparece como "rei da Galiza"; e Rodrigo Ximenez de Rada († 1247 ) também a nomeia como tal já no século XIII.
Os herdeiros de Afonso II, Ramiro I († 850 )  e Ordonho I († 866 ) são também reis da Galiza para os estudiosos da época. E o mesmo acontece com Afonso III († 910 ); é o que nos conta ibne Haiane, que, seguindo uma crónica anterior de Rasis († ca. 977 ), afirma ser filho do rei da Galiza Ordonho I. O próprio Papa João VIII ( † 882 ), numa missiva do ano 876, aponta D. Afonso como "glorioso rei da Galiza". Num documento do ano 893, o rei navarro Fortún Garcés enumera os poderes políticos que tem como vizinhos citando-o como monarca da Galiza. Também a Crónica Silense ( ca. 1020 ) indica que Afonso é "o grande e glorioso rei vivo no comando da província da Galiza" e uma crónica anónima do século X, a Liber Historiae Francorum, chama Afonso rei da Galiza em tempo que relata sua amizade com o imperador carolíngio Carlos II .

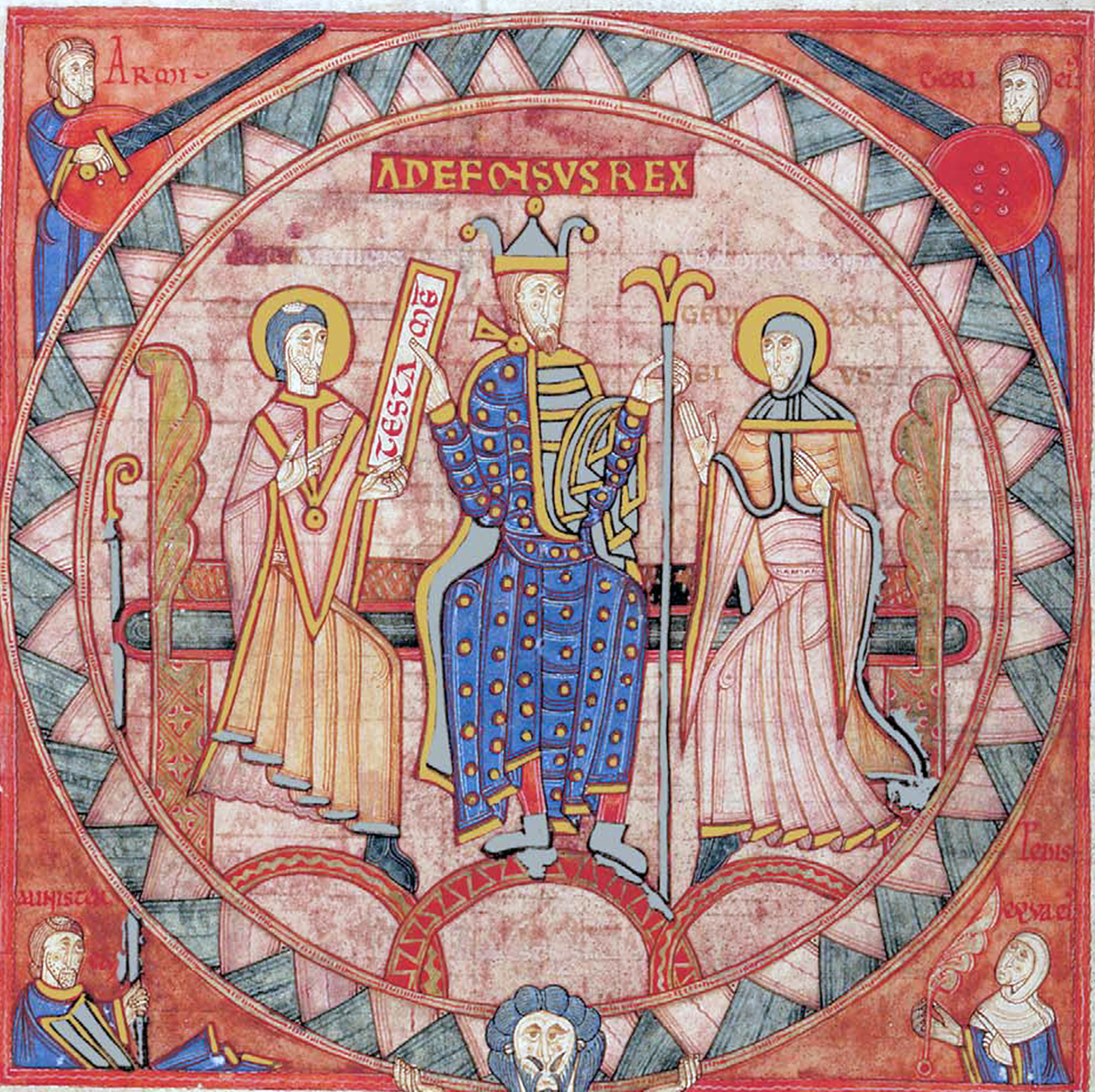
Afonso V, Rei da Galiza. Livro dos testamentos da Catedral de Oviedo.

### Reislegionenses
No início do século X a corte dos reis foi transferida das Astúrias para a cidade galega de Leão, facto ainda lembrado pelo pontífice Honório III no século XIII. Apesar da mudança da sede real, as referências ao reino da Galiza e aos seus monarcas permanecem inalteradas. Os filhos de Afonso III são considerados reis da Galiza, que dividiram o reino após a sua morte: García I († 914 ), Ordonho II († 924 )  e Froila II († 925 ). Os filhos de Ordonho II também dividiram o reino entre si, sendo Sancho I († 929 ) reconhecido como rei da Galiza "nuclear" e Afonso IV († 933 ) governando as "terras de fora e as cidades", até ao ano de 926, quando Sancho, "rei sereno [...] príncipe da Galiza", se torna monarca de todo o reino. Outro filho de Ordonho, Ramiro II († 951 ), é "rei dos galegos" para Alhimiari e "rei da Galiza" para o andalusino ibne Haiane, e como tal aparece em textos Cristãos como o Prólogo de Gomesanis ( 950 )  ou na obra de Liuprando de Cremona († 972 ), que o indica como "o rei mais cristão da Galiza". Até um diploma do mosteiro aragonês de San Juan de la Peña, datado do ano 948, faz dele imperador da Galiza.
Foi também "rei cristão da Galiza" Ordonho III († 956 ) para ibne Idari, e simples rei da Galiza Sancho II († 966 ) para ibne Caldune. Ordonho IV († 962 ), "príncipe infiel da Galiza", veio "da família dos reis galegos". Ramiro III († 985 ) é citado como “rei da Galiza”  e “senhor da Galiza”. O rei Bermudo II († 999 ), coroado em Compostela no ano de 982, aparece como " rex na Galezia " numa doação ao mosteiro de Sahagun no ano de 997, como " em Gallecia dominante " em 998 na documentação do mosteiro de Samos, e como " dei gratia Rex Gallecie " e " Rex Veremudus regnans Gallecie " na do mosteiro de Caaveiro . Sem existir neste último caso acordo entre estudiosos sobre a datação do diploma, porque o cartulário foi modificado no século XIII. É também apresentado como rei da Galiza pela Crónica Silense, indicando no manuscrito que foi nas fronteiras daquele reino onde Bermudo obteve a coroa.
O rei Afonso V († 1028 ) é indicado como "rei galego" pelo cronista Adémar de Chabannes († 1034 ). A Crónica Silense também o nomeia como tal, que também o chama de "príncipe dos galegos" ao falar dos seus herdeiros: Bermudo III († 1037 ) e Sancha I († 1067 ). No momento da morte do rei Bermudo III, que governa uma Galiza que chega ao rio Pisuerga e a quem Sancho III, o Maior de Navarra, chama de "imperador da Galiza" num diploma do ano de 1030, ele herda a coroa da irmã da "imperatriz" Sancha, casada com Navarro Fernando I († 1065 ) com quem governou o "império galego". Fernando, que sitiou Leão a caminho do trono e defendeu a Galiza do seu irmão García de Navarra, aparece como rei da Galiza na documentação do mosteiro de Celanova e é denominado "rei do Galegos" pelo historiador marroquino ibne Idari em sua crônica do século XIII.

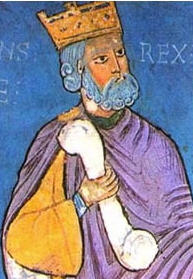
O rei da Galiza Afonso VI. Túmulo A da Catedral de Santiago.

### Crise de sucessão
Fontes europeias também referem Afonso como rei da Galiza. É o que fazem Orderico Vital († 1142 ), na sua obra Ecclesiasticae Historiae, e Guilherme de Malmesbury († 1143 ), no seu De Gestis Regum Anglorum, ambos referindo-se ao seu possível casamento com Ágata, filha do rei Guilherme I. da Inglaterra O mesmo é feito por outro monge inglês, Mateus de Paris († 1259 ), na sua Historia Anglorum.

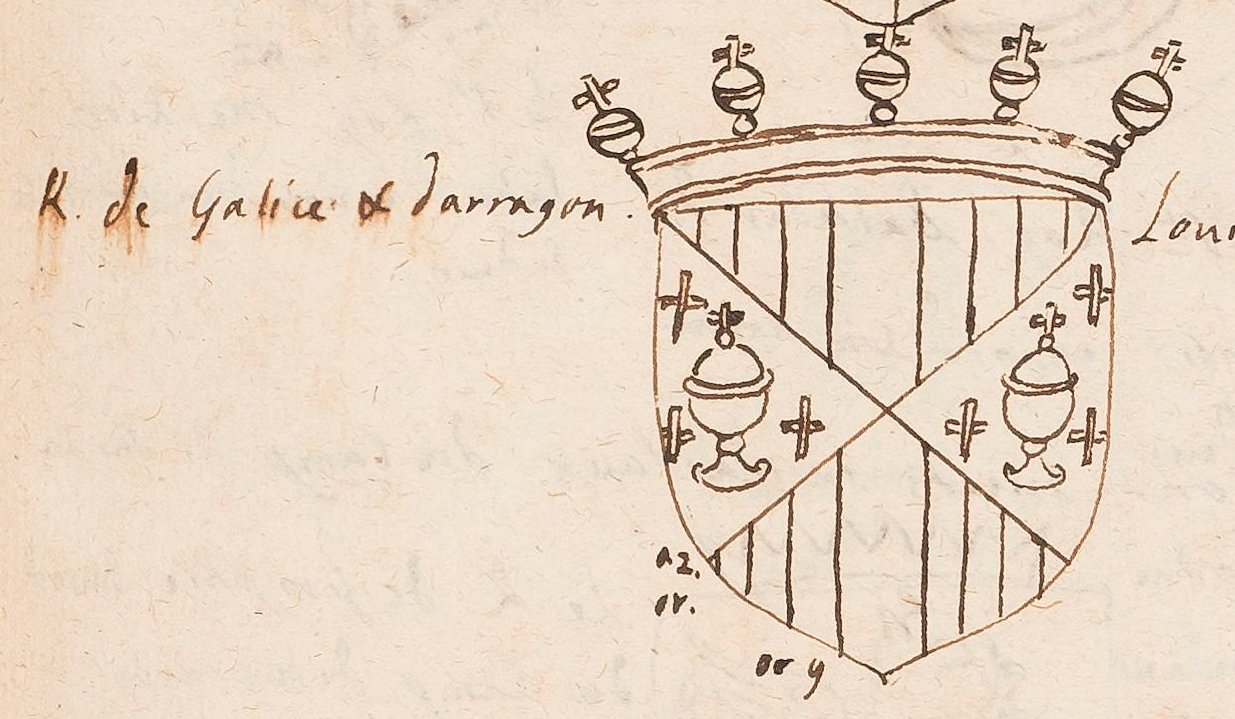
Escudo atribuído ao rei da Galiza e de Aragão num arsenal francês. Em 1109, Urraca, rainha da Galiza, casou-se com Afonso I de Aragão.

Durante o reinado de Afonso, a Galiza nuclear, que tinha sido atribuída a García II, foi confiada ao nobre franco Raimundo de Borgonha († 1107 ), casado com a sua filha e herdeira Urraca I († 1126 ). Raimundo aparece na documentação histórica com atribuições e definições quase régias, sendo por vezes qualificado como " reinante" na Galiza e até como "imperador de toda a Galiza". A Galiza de Raimundo incluía naturalmente a zona leonesa, chegando a autoridade do conde a Zamora ou Salamanca. A pegada histórica do nobre da Borgonha foi testemunhada no Cantar de Rolán onde aparece sob o nome de Hamon de Galicia. O conde Raimundo morreu em 1107, e agora Urraca é mencionada nas fontes históricas em termos semelhantes aos do seu marido: "imperatriz de toda a Galiza". Urraca e o seu filho Afonso VII († 1157 ) disputaram durante muito tempo a coroa do reino galego. Afonso VI tinha deixado o reino para Urraca mas deixou claro que se voltasse a casar o reino passaria para o neto. Urraca casou-se com Afonso I de Aragão e, durante os longos anos de conflito, o seu filho Afonso foi coroado rei da Galiza em Compostela em duas ocasiões: no ano de 1111, em toda a Galiza, contando com a aquiescência da sua mãe, e em 1116 apenas na Galiza nuclear e em confronto aberto.
Finalmente Afonso assumiria a coroa aquando da morte da sua mãe em 1127, governando "toda a Galiza, Astúrias e as terras de Leão, Castela, Estremadura e Trasierra". O cronista árabe Ibn Al-Atir fala dele como “rei do povo franco dos galegos”. É chamado rei da Galiza pelo monge francês Helinando de Froidmont († 1237 ). No livro V do Códice Calixtino afirma-se que Afonso foi o “imperador de Espanha e da Galiza”. O diploma do mosteiro de Caaveiro diz que “o imperador Afonso reina na Galiza”. Um diploma dos Annales Cambriae ou Cameracenses também parece referir-se a ele ao enumerar os impérios da cristandade para o ano de 1159: o germânico (Frederico I), o bizantino (Manuel I) e o galego (Afonso VII), embora seja possível que já se refiram ao seu filho Fernando II. O historiador inglês Mateus de Paris explica que no ano de 1155 Afonso VII é “rei de Espanha, que a sua capital é Toledo e que os seus principais reinos são Aragão e a Galiza, por isso é chamado imperador de Espanha”.

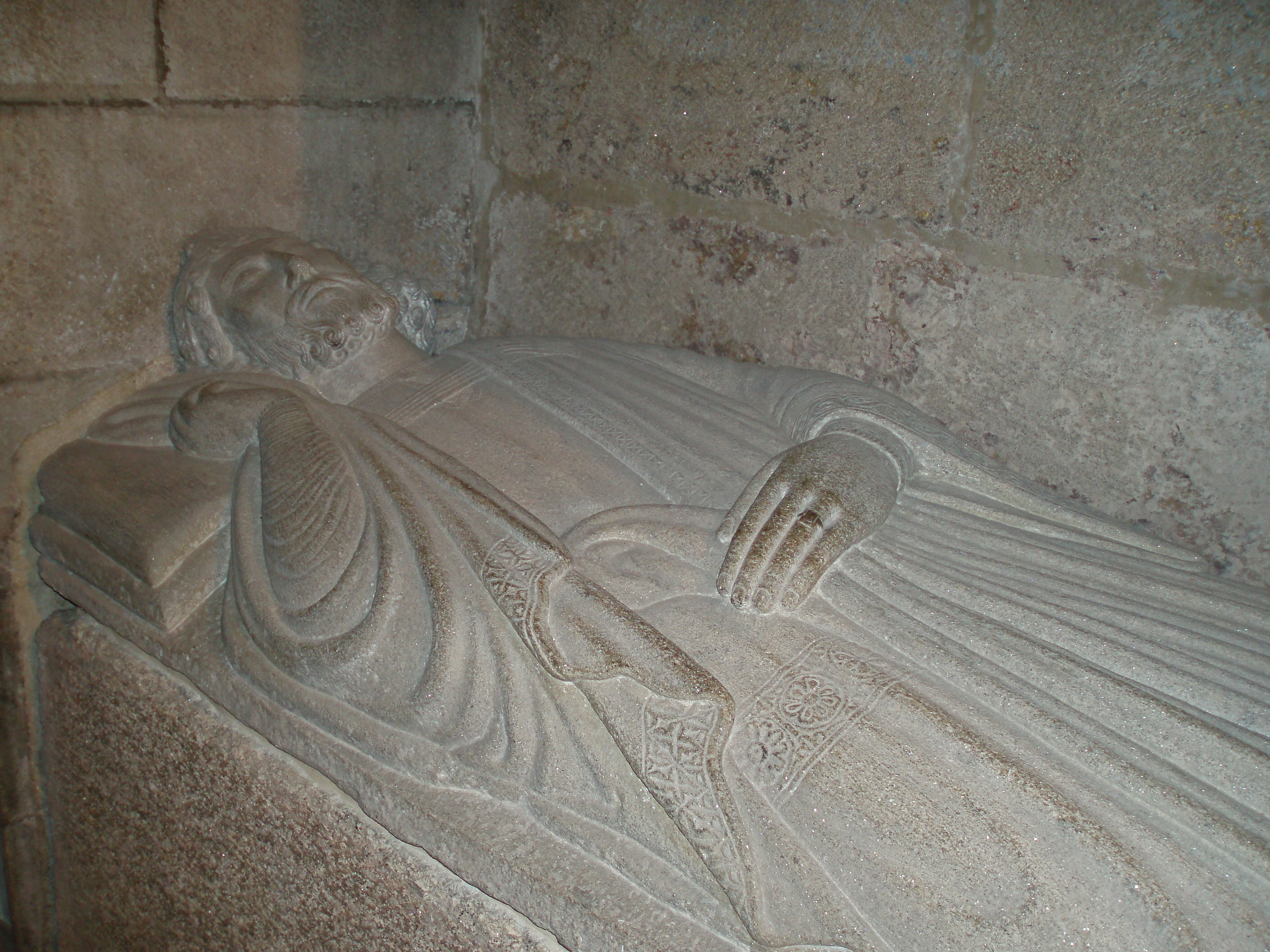
Túmulo de Afonso VIII na Sé da Catedral de Santiago. A historiografia espanhola atribui-lhe o numeral "IX", reservando fraudulentamente "VIII" para o primeiro rei de Castela.

### Divisão do reino
Na altura da morte de Afonso VII o reino foi dividido entre os seus filhos, Sancho recebeu Castela e Toledo e Fernando II († 1188 ) " toda a Galiza, todas as Astúrias de Oviedo, as cidades e terras de Leão, Astorga, Toro, Zamora e Salamanca". A partir do ano de 1152, cinco anos antes da morte do imperador Afonso, o seu filho Fernando aparece intitulado rei da Galiza em vários documentos. Desde a morte de Afonso VII, D. Fernando assina a diplomacia régia maioritariamente sob a fórmula “rei em Leão, Galiza, Astúrias e Extremadura”. O trovador provençal Arnaut Daniel († 1200 ) refere-se a ele como "Senhor dos Galegos" na sua composição "Doutz brais e critz". Também o fazem rei da Galiza, o religioso britânico Mateus de Paris na sua Chronica Majora e a anónima Chronica regia Coloniensis.
Com a morte de Fernando II, herdou o trono o seu filho Afonso VIII († 1230), que assinou como "rex legionensis et Gallecie" na maior parte dos diplomas conservados até hoje, 213 dos 322 estudados pelo historiador Julio González. Esta fórmula também está presente em seus selos e letreiros enrolados, já presente na época de seu pai Fernando.  Na sua representação nos túmulos de Compostela, é intitulado "rei dos leoneses e da Galiza". O cronista britânico Roger de Howden († 1201) refere-se a D. Afonso como o "rei de Santiago" e o francês Alberico de Trois-Fontaines († 1252 ) chama-o rei da Galiza ao narrar o casamento de uma das suas filhas ao rei de Jerusalém Nesta crónica utiliza como equivalentes os nomes rei de Leão e rei da Galiza.

## O reino da Galiza na cartografia medieval
Os mapas medievais referem-se graficamente à configuração política da Península Ibérica apresentada pela documentação escrita. Em toda a cartografia preservada, Galiza é o nome utilizado para designar o território do Noroeste. Não existe um mapa do período medieval em que Astúrias ou Leão apareçam sozinhos e, nas ocasiões em que estes territórios estão representados, estão sempre dentro ou perto da Galiza.

### A Galiza na cartografia do século XV

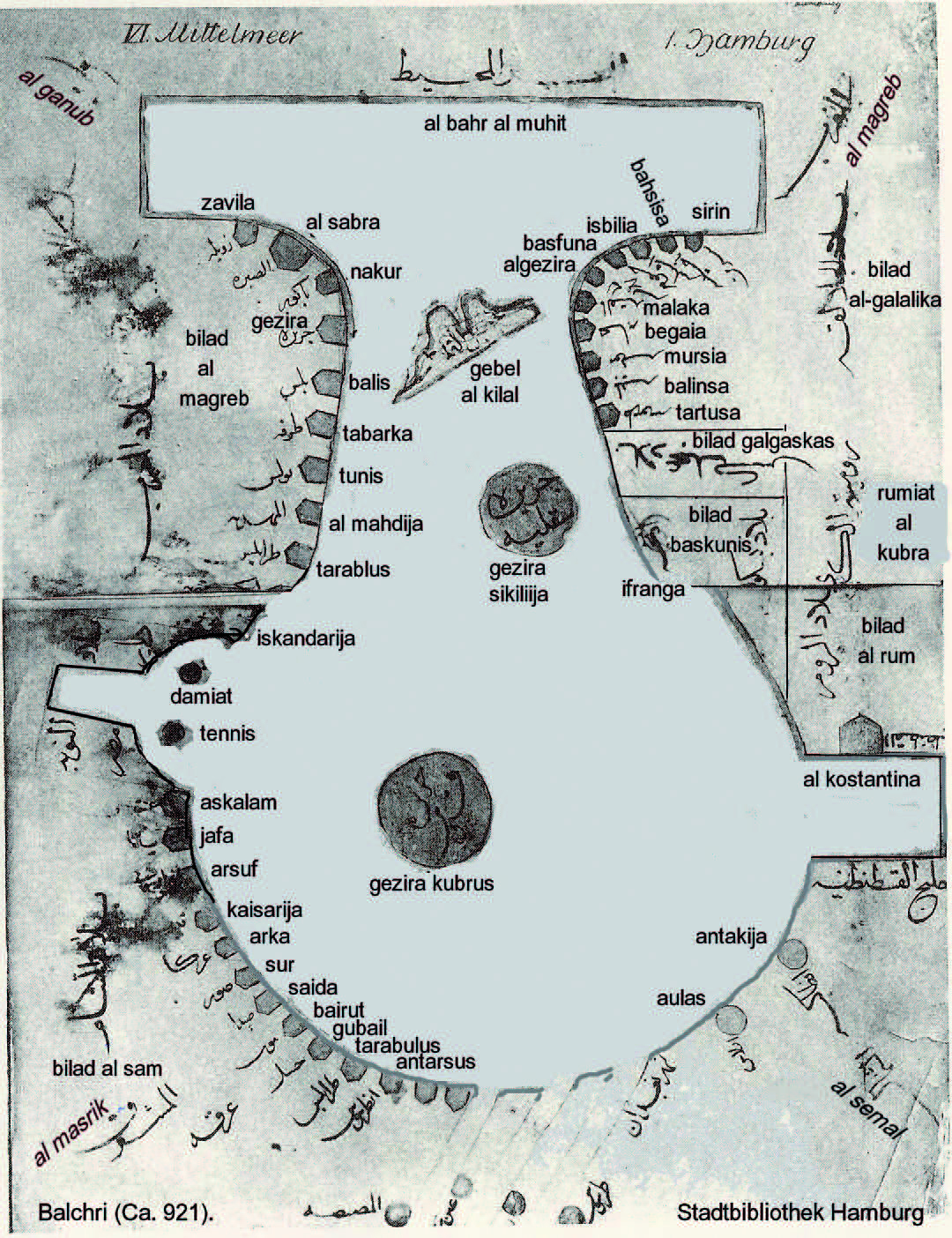
Ano 921. Mapa do mar Mediterrâneo de Albalqui com a transcrição de Konrad Miller. Na margem direita da metade superior do mapa, na Península Ibérica, figura a bilad al-galalika (terra dos galegos).
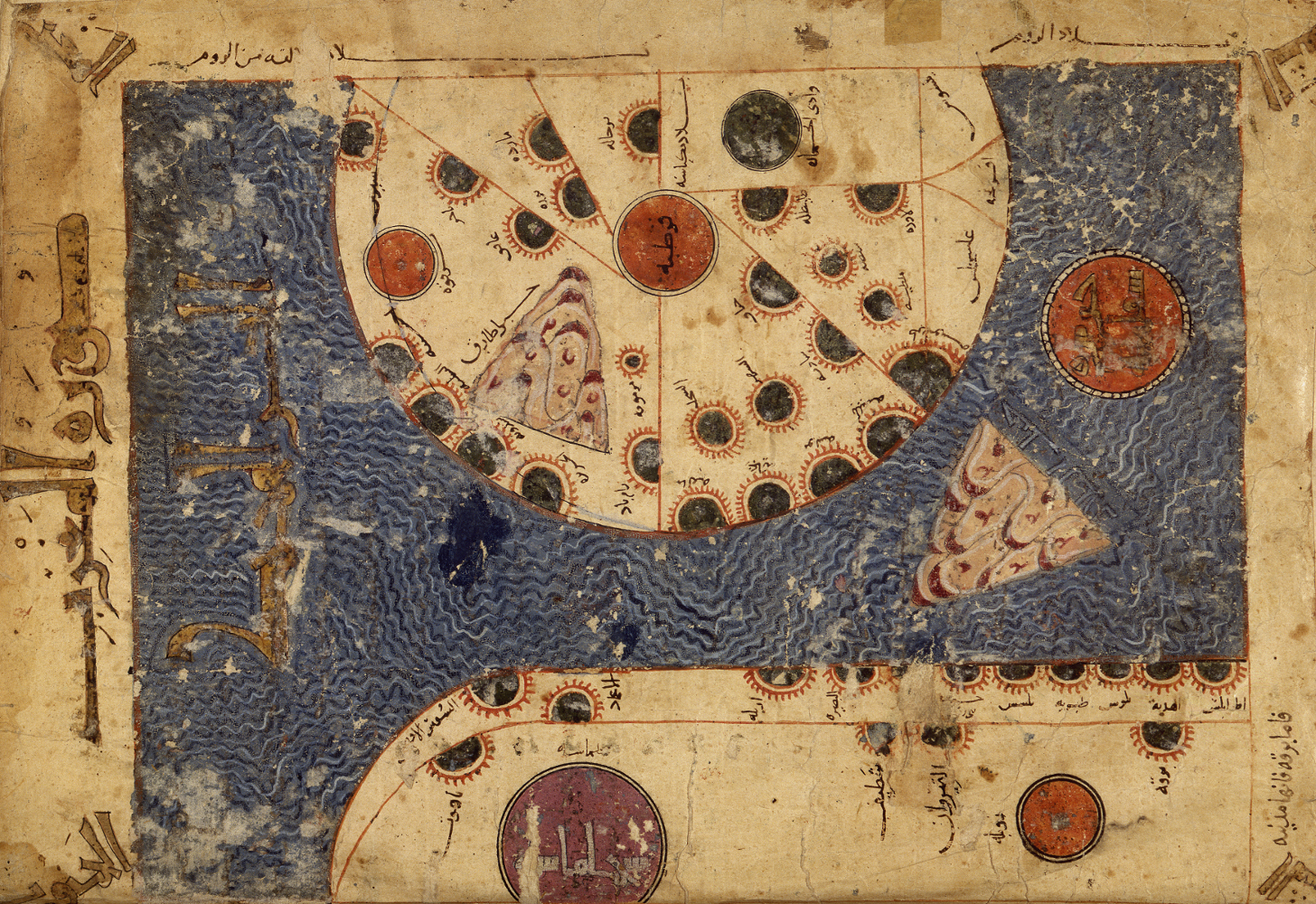
Ano c. 934. Mapa do Magrebe (ponhente) segundo al-Istakhri. Na margem superior é indicado que fóra dos límites do mapa fica a “região de Galícia, zona dos cristãos”.
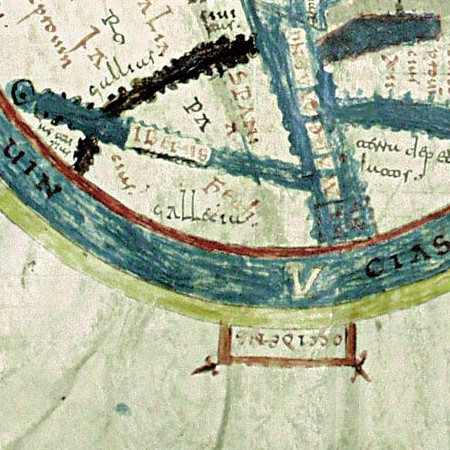
Ano 946. Fragmento do mapa das Etimologias de Isidoro de Sevilla. Gallecia ocupa todo o norte da península ibérica fronte a Espânia, o outro espaço territorial apresentado.
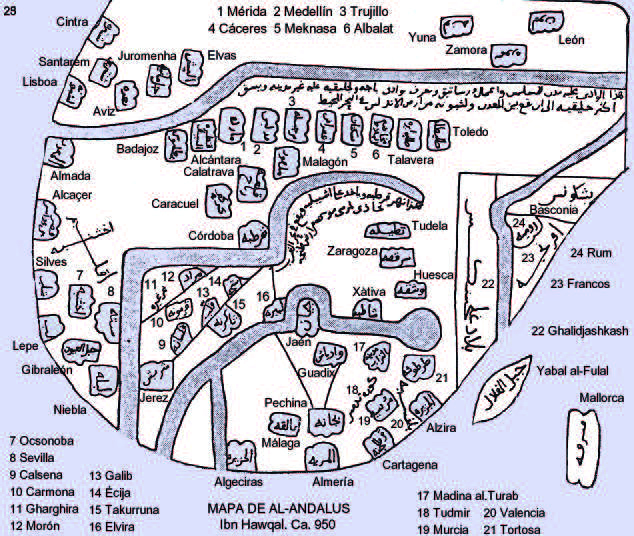
Ano c. 950. Mapa de Alandalus de Ibne Haucal com a sua transcrição. Nele diz: “Este é um rio junto ao qual se encontram lugares […] que pertencem aos musulmanos; chamado de río Tejo, sobre o seu curso há uma cidade [Zamora] que faz fronteira com a Galiza. Este río atravesa Galiza entre Almada e Lisboa, do domínio de al-Andalus, e penetra no Oceano”.
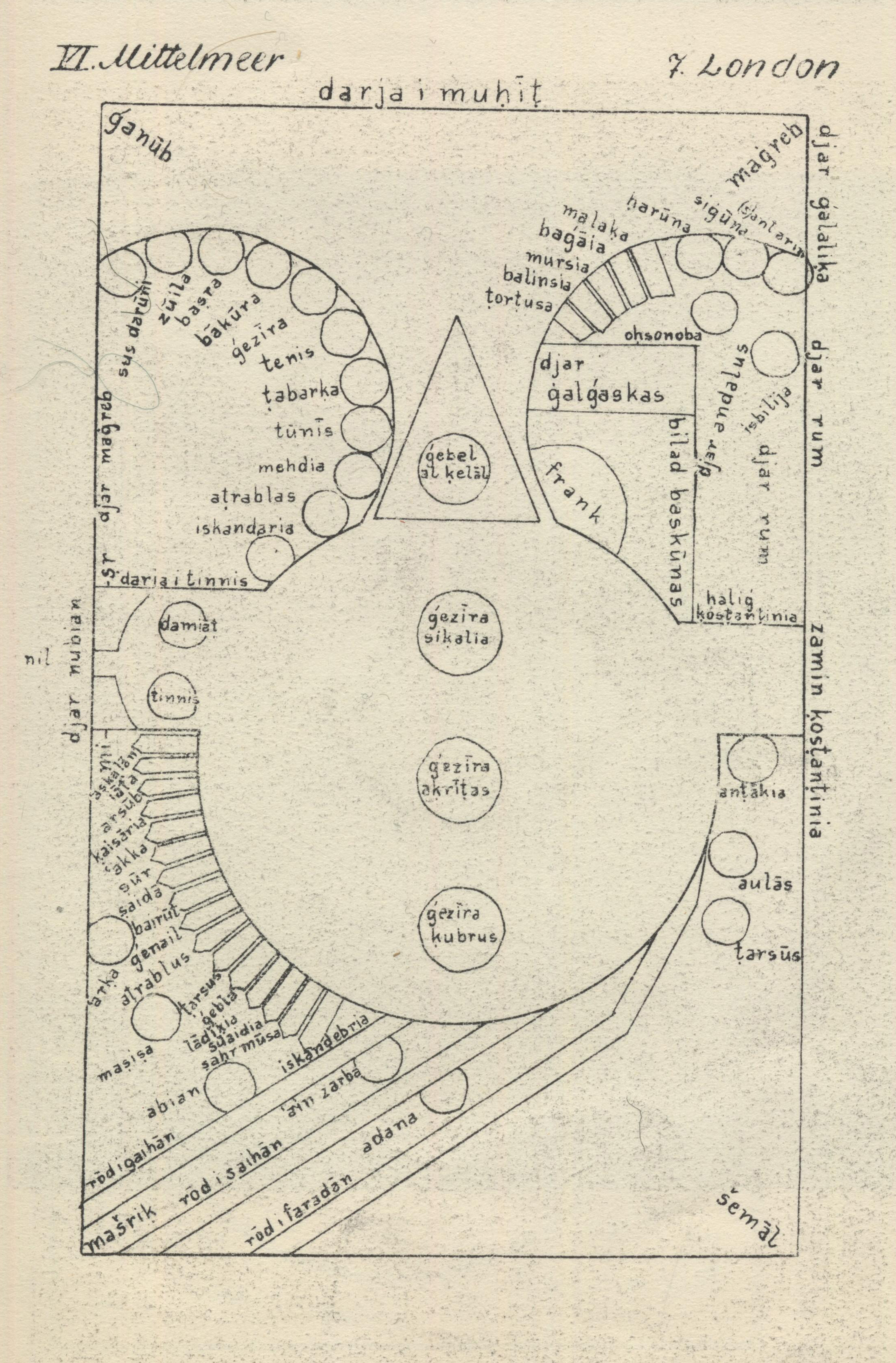
Ano c. 950. Versão persa do mapa do Mediterrâneo de Albalqui. Conservada em Londres, foi transcrita por Konrad Miller. Na margem direita na parte superior do mapa figura o território galego como djar ǵalalika.
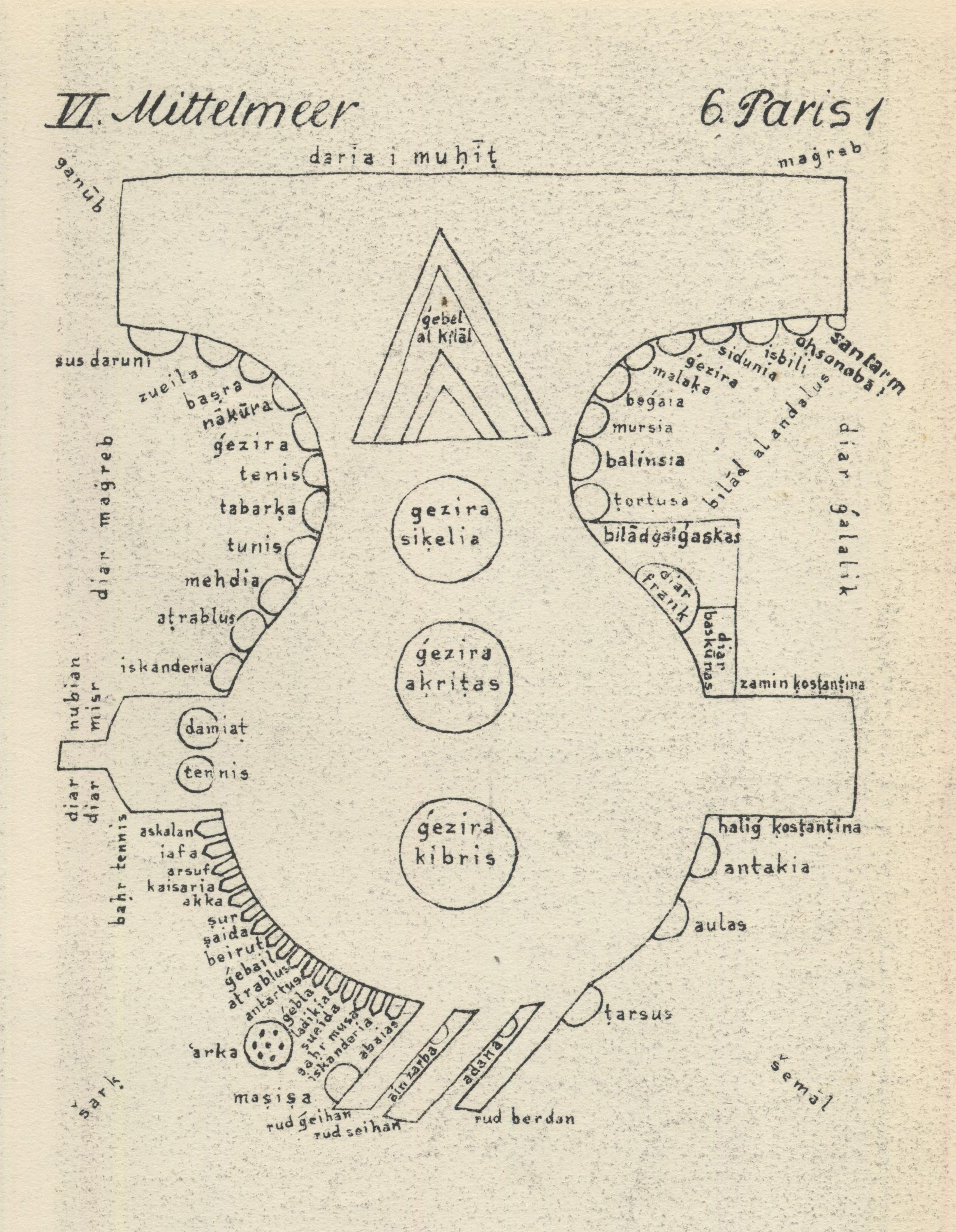
Ano c. 950. Outra versão pérsica dos mapas do Mediterrâneo pertencentes à «escola de Albalqui». Conservada em Paris, neste caso, também foi transcrita por K. Miller. Na margem direita consta Galiza como diar ǵalalik, ocupando a Península além bilād al andalus.
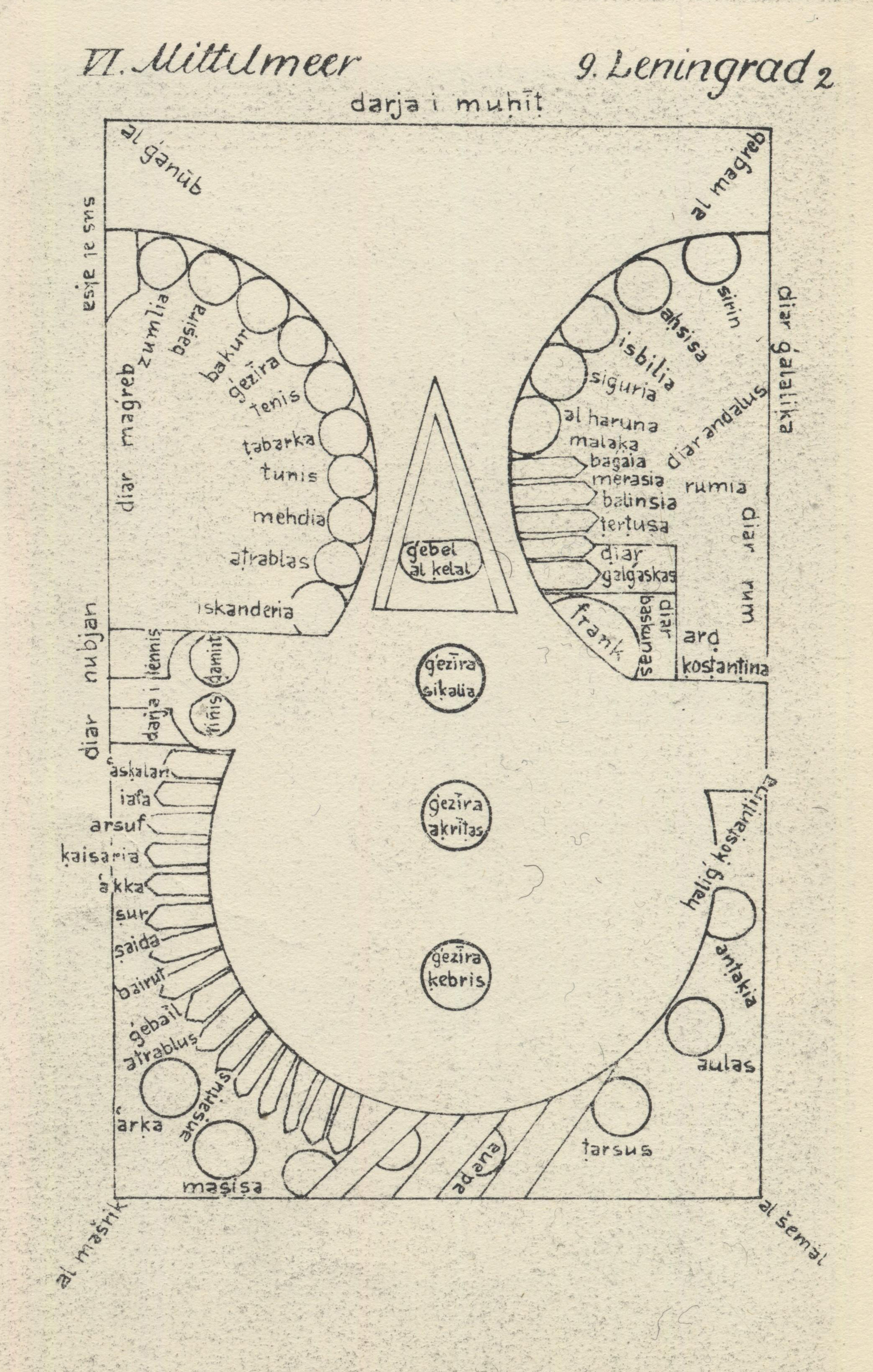
Ano c. 950. Terceiro mapa persa da «escola de Albalqui». Transcrito igual que os anteriores por Miller e mantido em São Petersburgo, possui na margem direita as palavras diar ǵalalika, que representam a Galiza além de diar andalus.
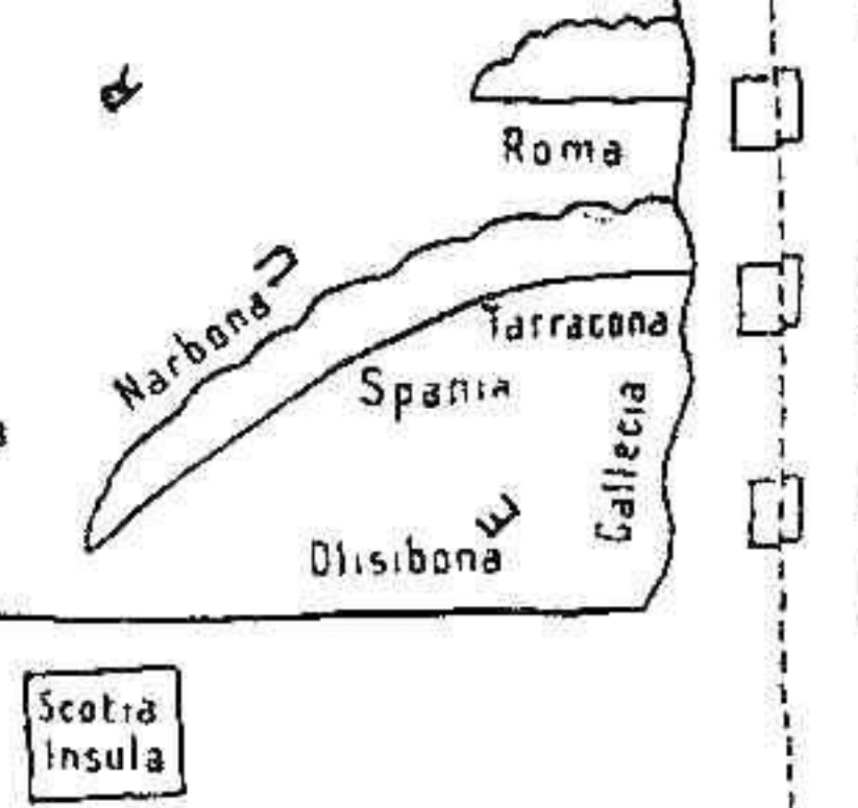
Entre o ano 922 e o 958. Fragmento do Beato Morgan,[308] o mapa mais antigo da série cartográfica derivada da obra do Beato de Liébana. Gallecia ocupa em solitário o espaço noroccidental da península ibérica, onde tambén figura Spania, Olisibona e Tarracona.
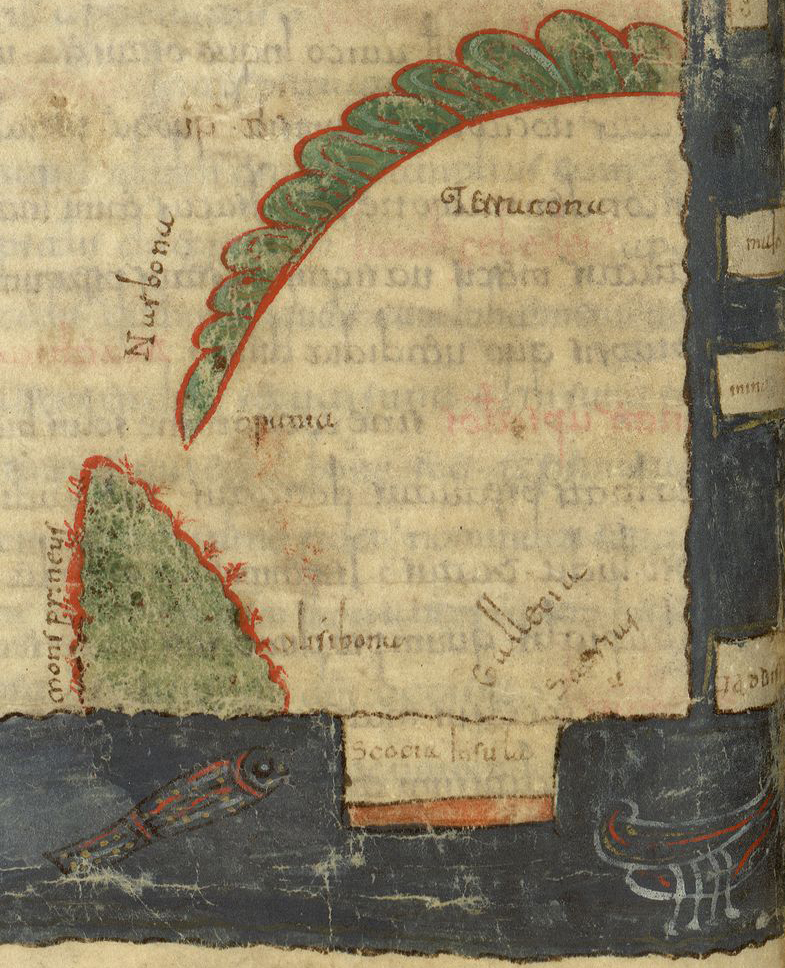
Ano 970. Fragmento do Beato de Valcavado.[310] Pertencente à série cartográfica dos "beatos", o mapa situa Gallecia no noroeste da península ibérica citando tambén Spania, Olisobona, Tarracona, e engadindo agora Asturias no interior da Galiza cristã.
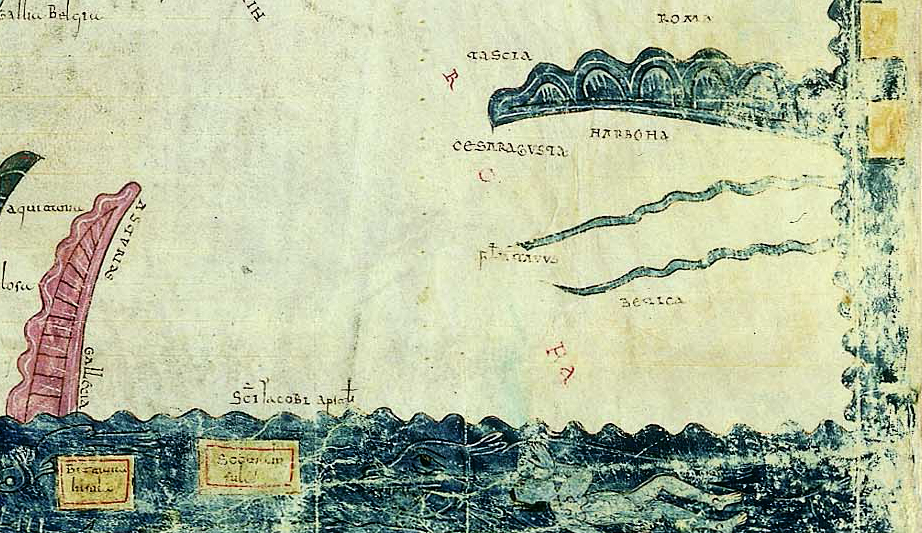
Ano 975. Fragmento do Beato de Girona.[311] Coloca Gallecia no canto noroccidental da península com as Astúrias à sua beira. Este beato, que não nomea a Espanha musulmã, faz referência por primeira vez à cidade de Santiago de Compostela (Sti. Jacobi Apstli).
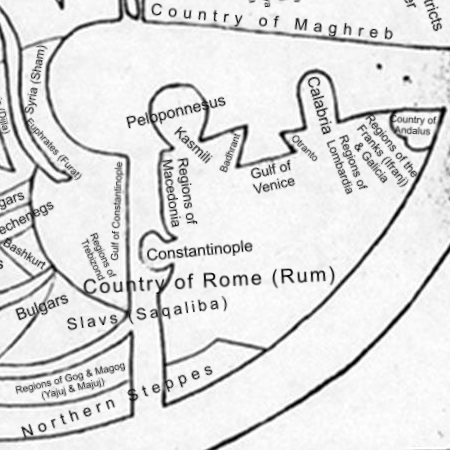
Ano 980. Tradução inglesa do mapamundi de ibne Haucal.[312] Indica a divisão da península em tres espaços: o Alandalus muçulmano, a Galicia cristã e a região dos Ifrani (francos).
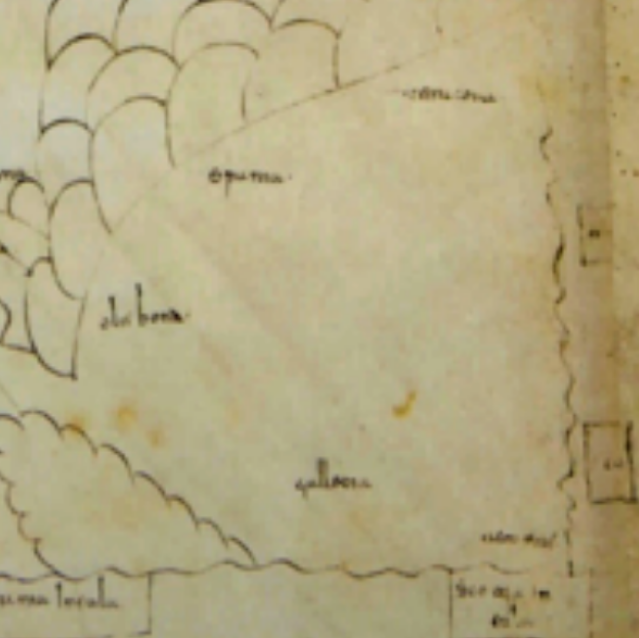
Ano 975 - 999. Fragmento do Beato de Seu d'Urgell.[313] Único da sua série sem policromia, o mapa reproduz a península presentada pelos outros beatos com Gallecia a noroeste e Astúrias ao seu lado.

### Galiza na cartografía do século XI

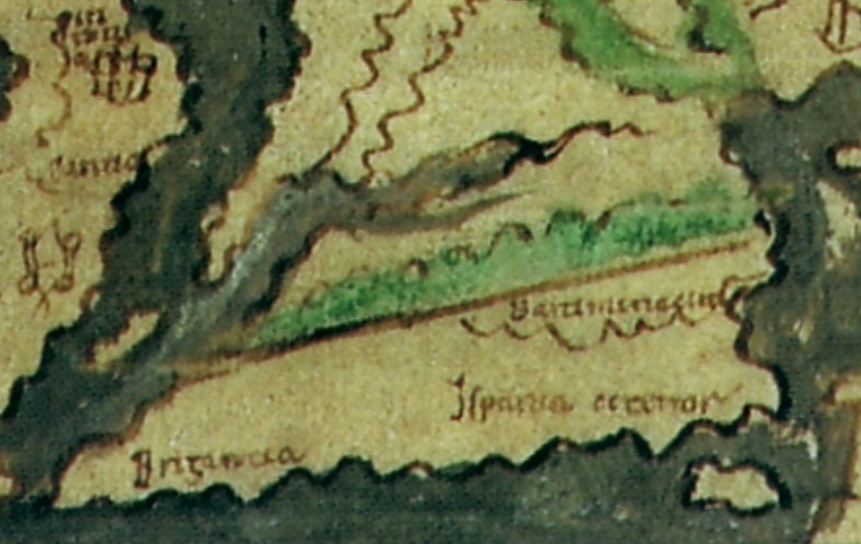
Ano 995 - 1050. Fragmento do Mapa de Cotton.[314] Cópia de uma geografia do século VI, não guarda relação com as outras famílias cartogŕaficas medievais. A península ibérica aparece dividida em tres espaços territoriais: Ispania citerior no sur, Barcinona (Barcelona) no leste e Brigantia (Brigantio - Galiza) a noroeste.[h]
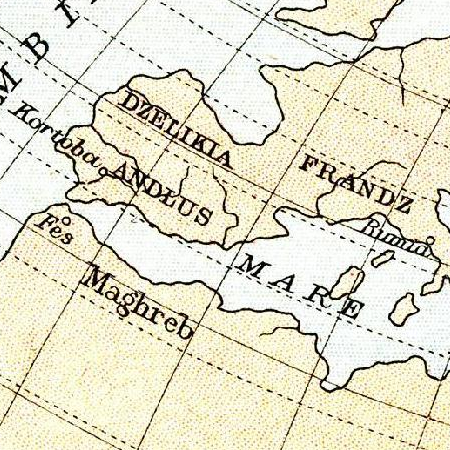
Ano 1030. Fragmento de uma reconstrução do 1912 do mapa de Albiruni.[316] O erudito muçulmano divide a península ibérica em dois espaços territoriais: Zelikia (Galiza) e Andlus (Alandalus).
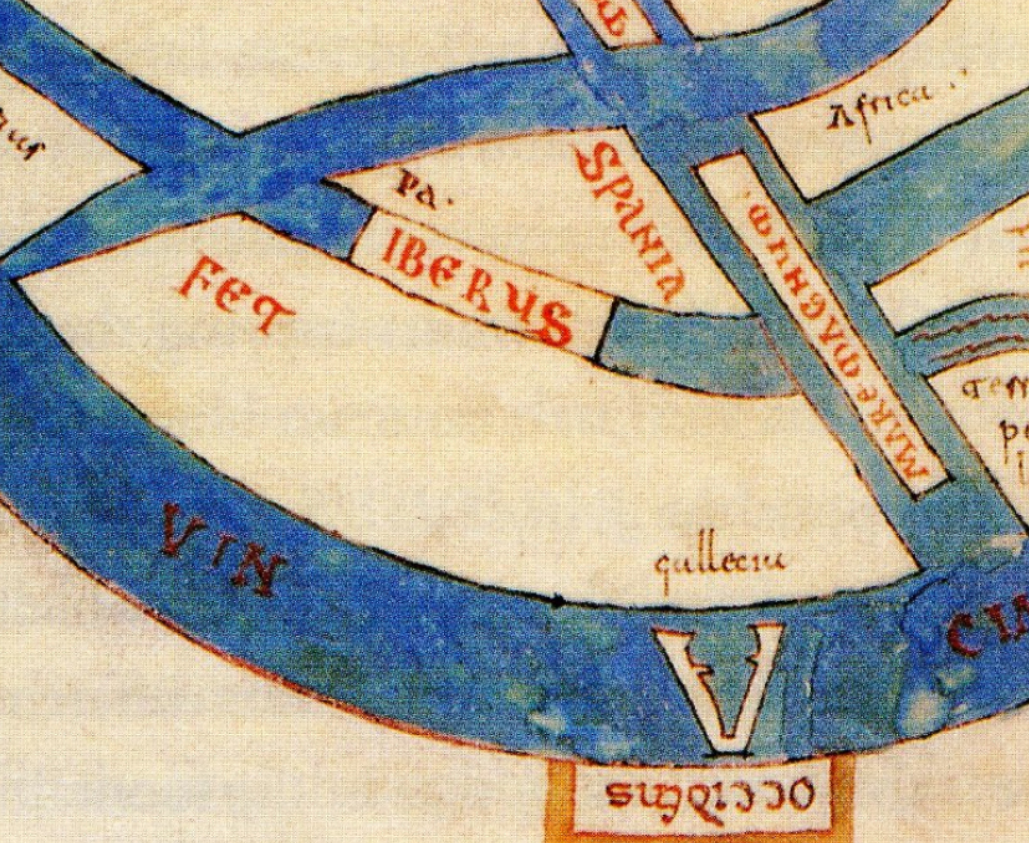
Ano 1047. Fragmento do mapa das Etimologias de Sancha I. Elaborado para a educação dos seus filhos os príncipes herdeiros, o mapa apresenta Gallecia como único nome do reino.
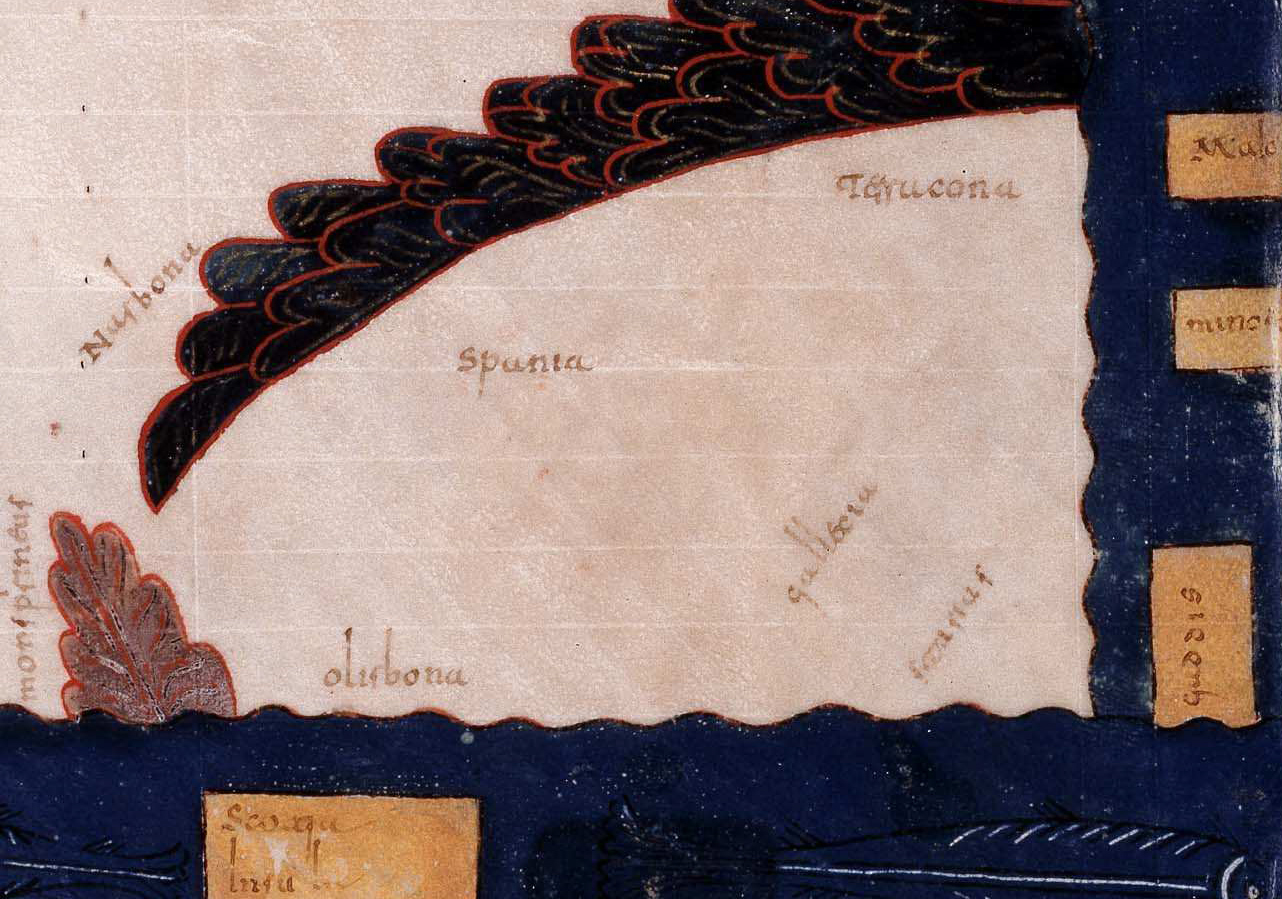
Ano 1047. Fragmento do mapa de Fernando e Sancha.[318] Pertencente à saga cartográfica dos "beatos" foi elaborado para a educação dos filhos dos reis. Gallecia' figura no noroeste peninsular com Asturias' no seu interior.
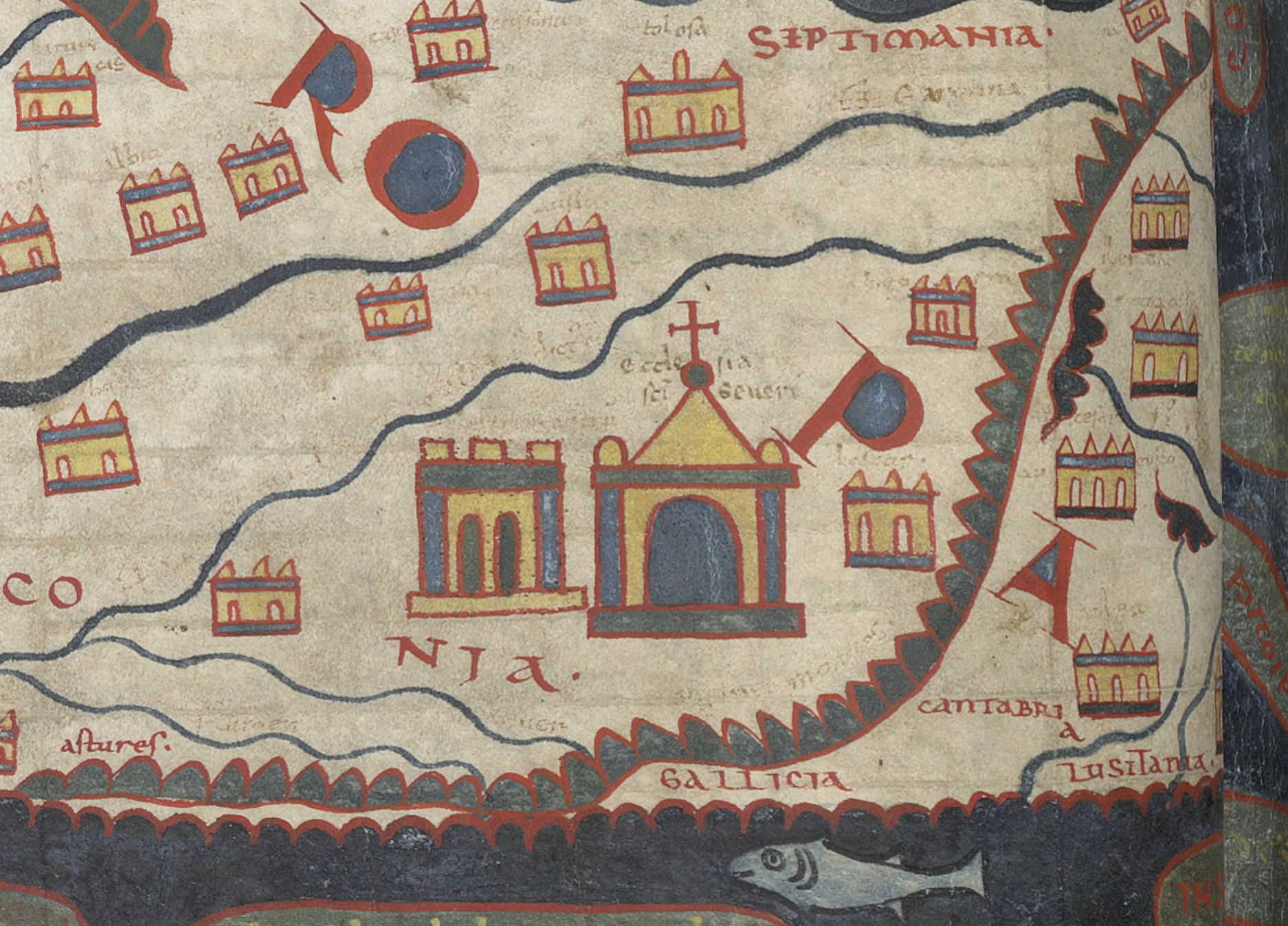
Ano 1060. Fragmento do Beato de Saint-Sever.[319] O mais pormenorizado mapa da família dos beatos, contando com até 270 nomes. Gallicia' figura na parte superior da península, com 'Cantabria' ao seu lado e separada da Lusitania' pelo río Douro.
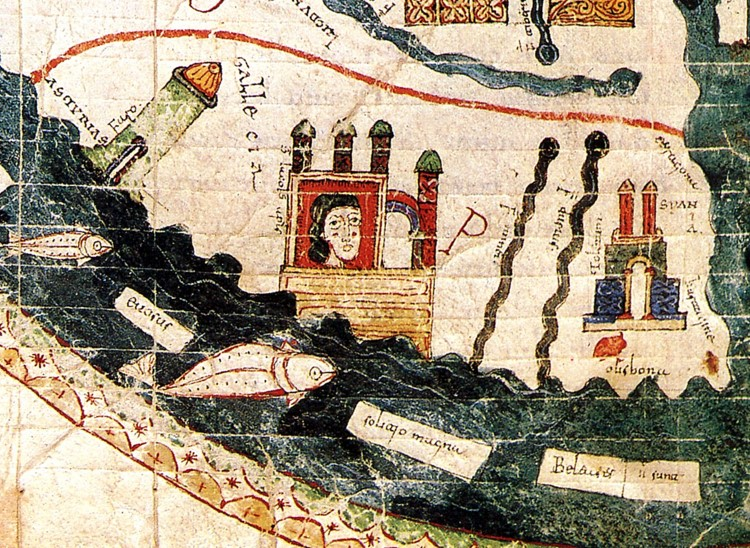
Ano 1086. Fragmento do Beato do Burgo de Osma.[321] Gallecia' ocupa todo o norte peninsular, dentro dela aparece 'Asturias e os dous monumentos máis importantes do reino: O farol da Corunha e a Catedral de Santiago. A sur dos ríos Minho e Douro também se representa a catedral de Toledo, na zona musulmá.

### Galiza na cartografia do século XII

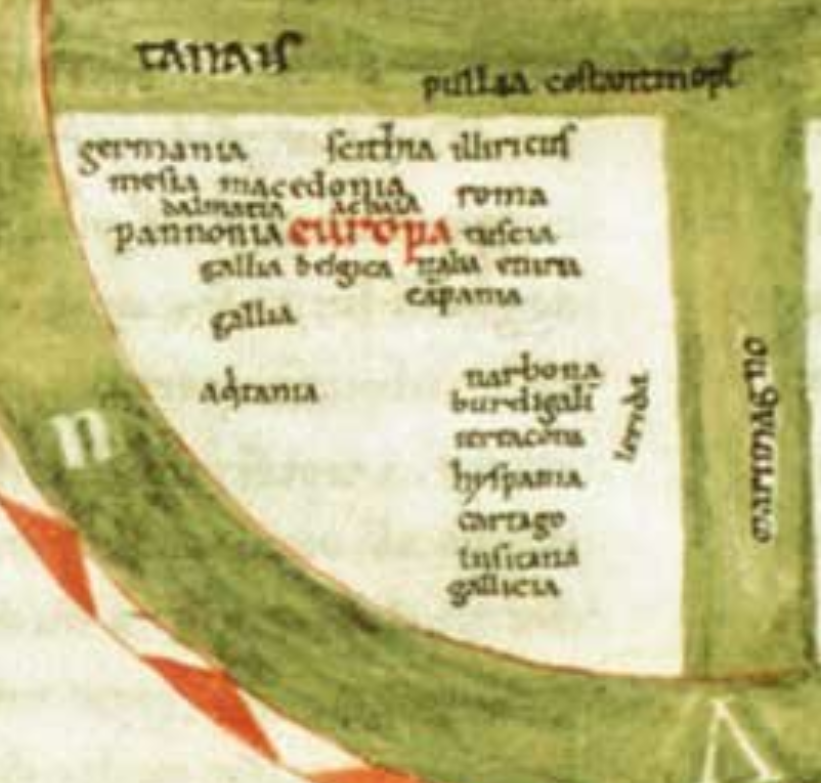
Ano 1100 - 1125. Fragmento de mapa anónimo de Mapa T e O (Orbis Terrarum). Procedente da Provença, o mapa cita Gallicia como o território mais occidental do continente europeu.
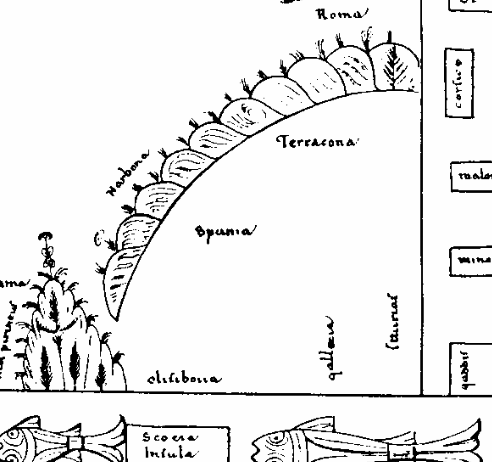
Ano 1109. Fragmento do Beato de Londres.[325] O mapa reitera a toponímia presente em anteriores "beatos": Gallecia ao norte com Asturias no seu interior, Spania no sur e Olisobona e Tarracona a leste e oeste.
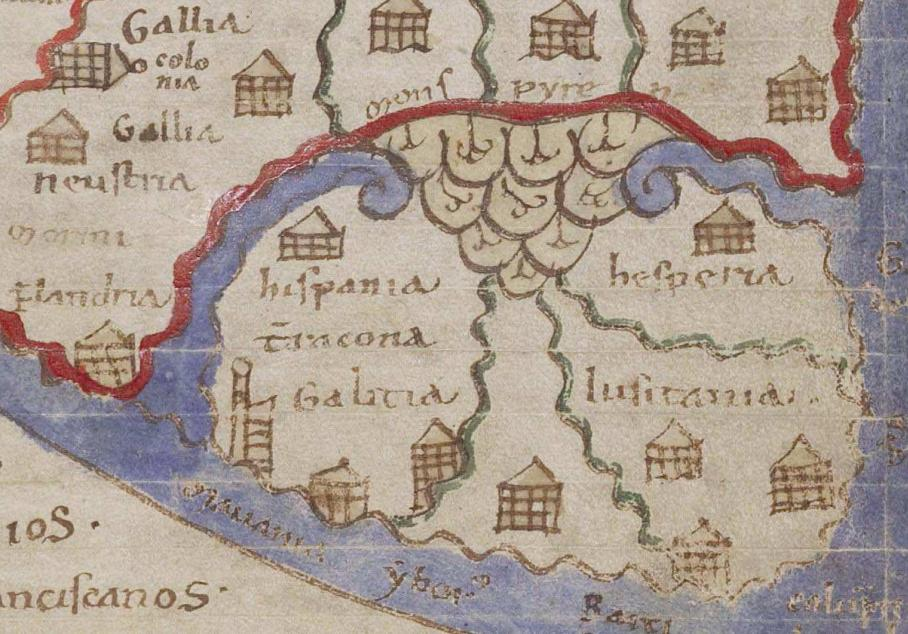
Ano 1120. Fragmento de um dos mapas recolhidos na enciclopédia Liber Floridus de Lamberto de Saint-Omer.[326] Na península ibérica presenta o nome de Galitia, junto a Hispania, Wascona, Lusitania e Hesperia.
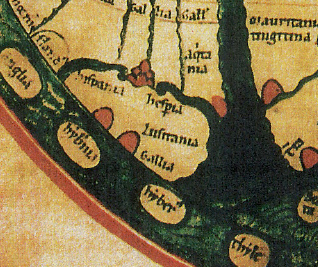
Ano 1120. Fragmento dun dos mapamundis aparecidos na enciclopedia Liber Floridus de Lamberto de Saint-Omer.[328] Gallia (Galiza) é representada no norte peninsular, junto a outros tres topónimos Lusitania, Hispania e Hesperia??.
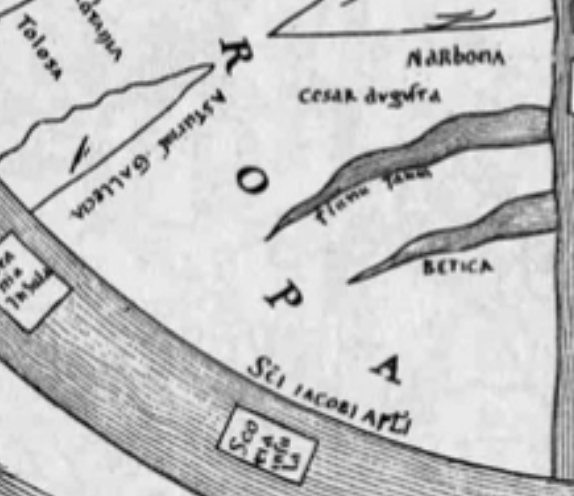
Ano 1150. Fragmento do Beato de Turín.[329] O mapa situa Gallecia na parte norte da península ibérica junto a Asturias e a cidade de Santiago (Sti. Jacobi Apstli).
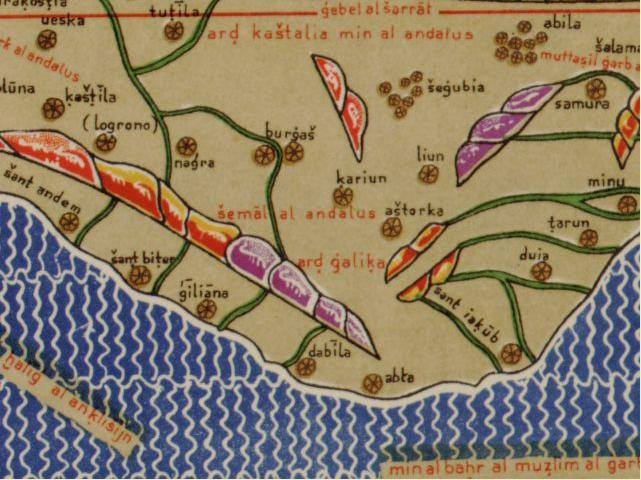
Ano 1154. Fragmento da Tábula Rogeriana de Dreses.[330] O autor divide a península ibérica em tres espaços: ard Galika (Galiza), al-andalus (a Espanha musulmana) e ard kastalia (Castela).
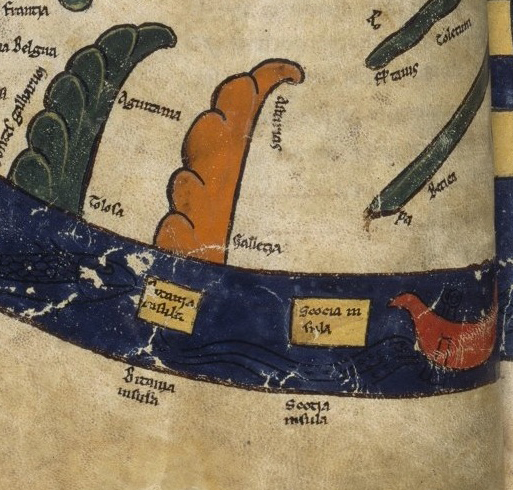
Ano 1175. Fragmento do Beato de Manchester.[332] Representa Gallecia no noroeste da península ibérica com Asturias à sua beira.
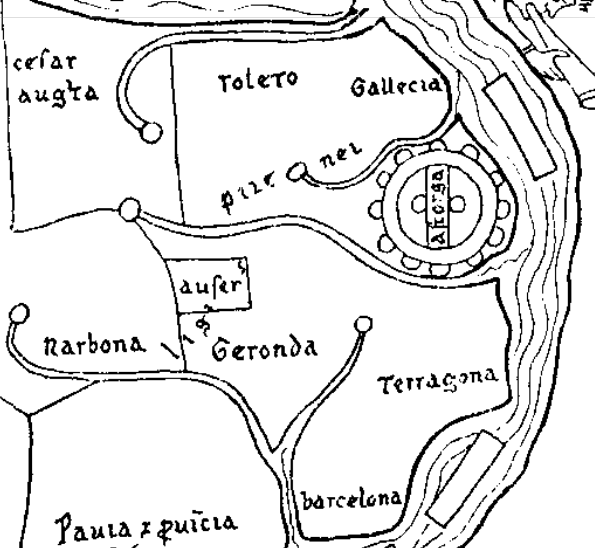
Ano 1180. Fragmento do Beato de Navarra.[333] O mapa situa Gallecia no canto noroccidental peninsular colocando em sua fronte Toleto, histórica sé religiosa, e ao seu lado, de um jeito destacado, a cidade de Astorga.
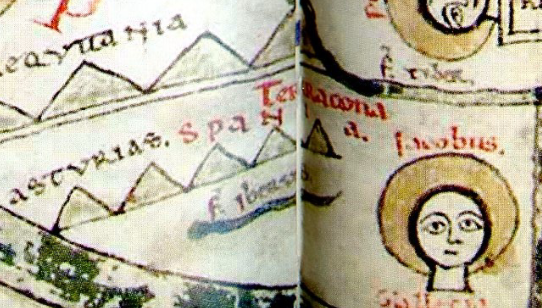
Ano 1185. Fragmento do Beato de Oña.[334] Representa a imagem do apóstolo Santiago (Iacobus) sobre Gallecia, a sua zona de apostolado. O mapa guarda grandes similitudes com o mural aparecido na igreja de San Pedro de Rocas, Esgos.[335] Dentro da área galega fica incluída Astúrias situada detrás de uma formação montanhosa.
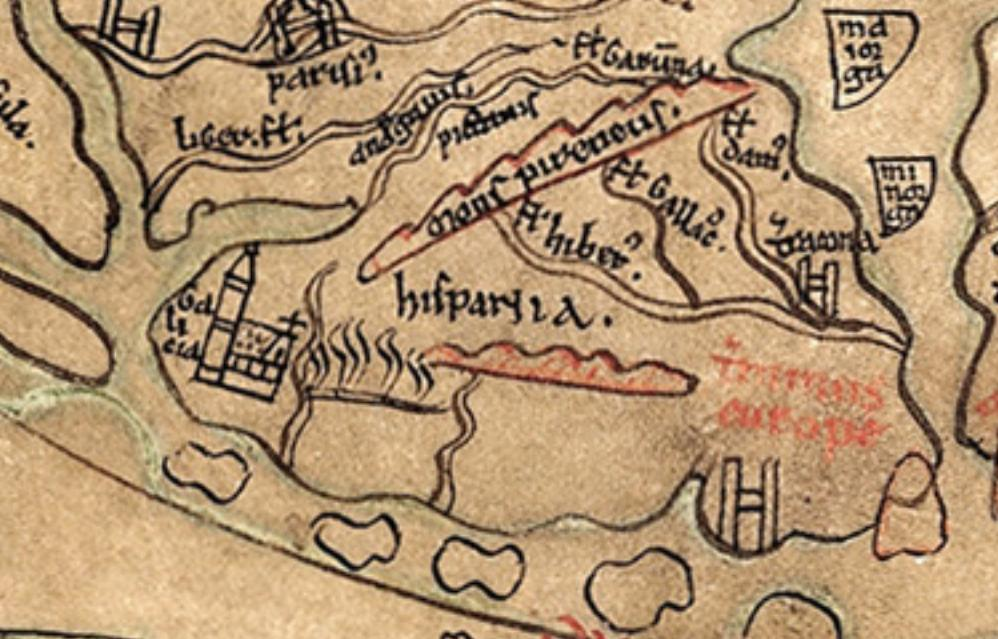
Ano 1190. Fragmento do mapa de Sawley da Imago Mundi de Honorius de Autum.[337] Galicia ocupa a parte norte peninsular enfrontada a hispania. Destaca a Catedral de Santiago cuja representação figura como o edifício mais grande de Europa, mesmo maior que a Basílica de São Pedro de Roma.
Entre 1190 e 1210. Mapamundi do Kitāb ġarā'ib al-funūn (Livro de Curiosidades), cópia de um original fatímida da 1.ª metade do séc. XI. Na Península [canto inferior dereito] está indicada a terra dos galegos (al-Jallāliqah), indicando ademais ―no texto sobre a extensão de al-Andalus― que fica «cara ao oeste». Tambén aparece a cidade de Leão (Liyūn), da qual se diz que é «onde está (o rei dos galegos)».[340]
Entre 1190 e 1210. Mapa do mar Mediterrâneo do Livro de Curiosidades. O autor situa os «ancoradoiros de Galicia (ou dos galegos)» (marāsī al-Jillā’iqah) entre os de al-Andalus e os dos francos.[341][342]

### Galiza na cartografía do século XIII

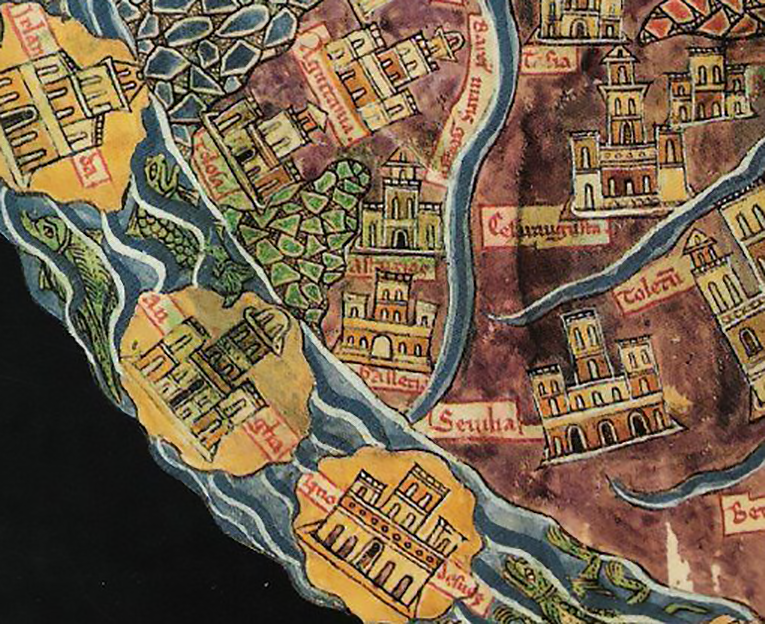
Ano 1220. Fragmento do mapa do Beato de San Andrés de Arroyo.[343] O mapa de estilo românico não esquece de situar Gallecia no norte da Península acompanhada de Asturias.
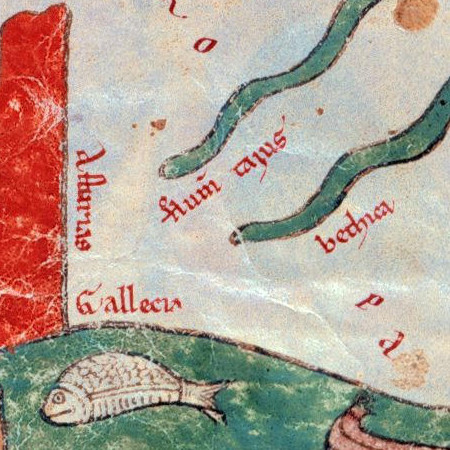
Ano 1220. Fragmento do Beato de Las Huelgas,[344] uma das últimas representações da família cartográfica derivada da obra do Beato de Liébana. Situa Gallecia no noroeste peninsular com Asturias à sua beira.
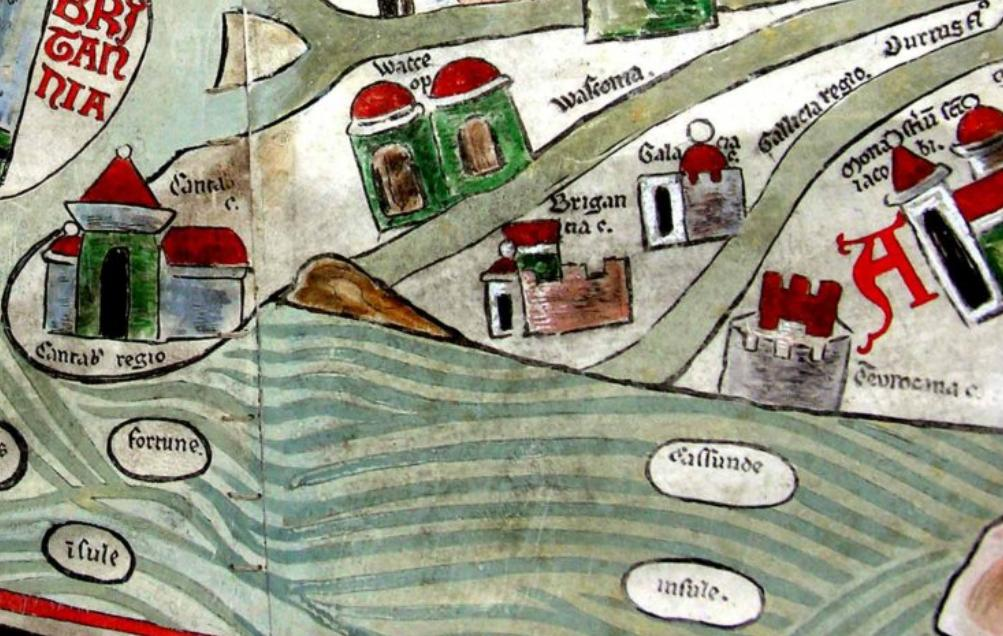
Ano 1234. Fragmento do mapamundi de Ebstorf.[345] O mapa asigna ao reino galego (Gallicia regio) um espaço territorial delimitado pelo rio Douro (Durrus Fl.).Nele se destacam dois edifícios, a Catedral de Santiago e o farol de Brigantia (Corunha).
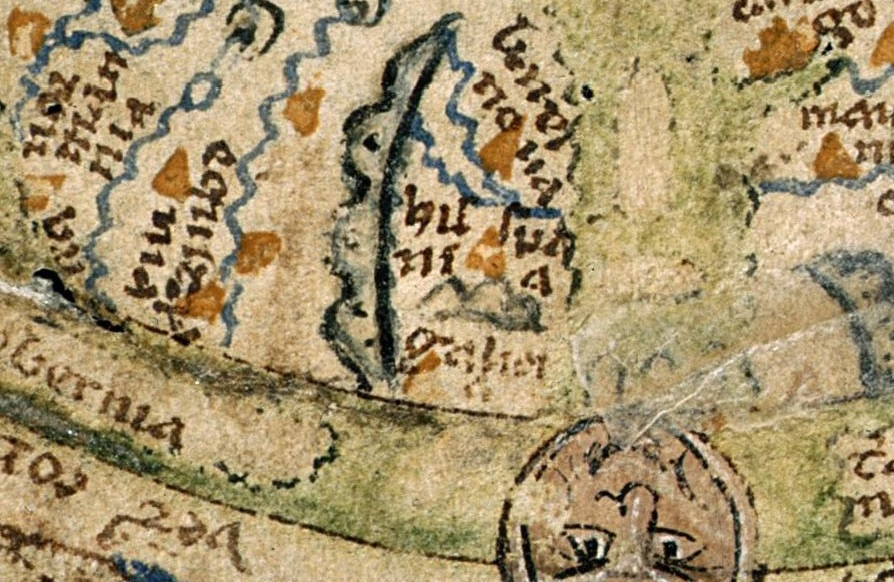
Ano 1225 - 1265. Fragmento do mapa do saltério de Londres.[347] Este pequeno mapa-múndi, que apareceu num livro de salmos em inglês, representa Galizia como a terra mais occidental do orbe, partilhando a península ibérica com Hispania.
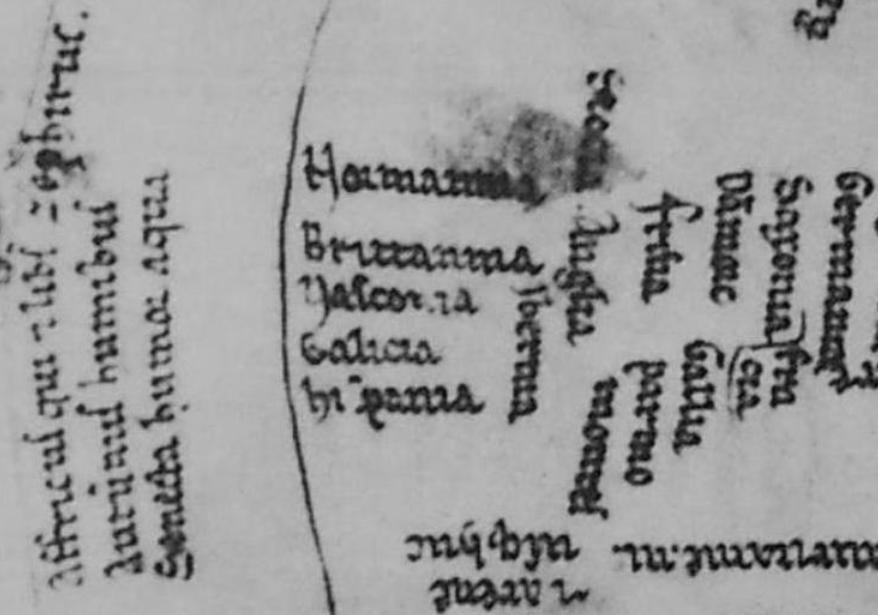
Ano c. 1250. Fragmento de um mapa islandês conservado no Instituto Árni Magnússon para os Estudos Islandeses de Reykjavik. É outro dos mapa-mundis que dividem a península entre Galicia e Hispania.
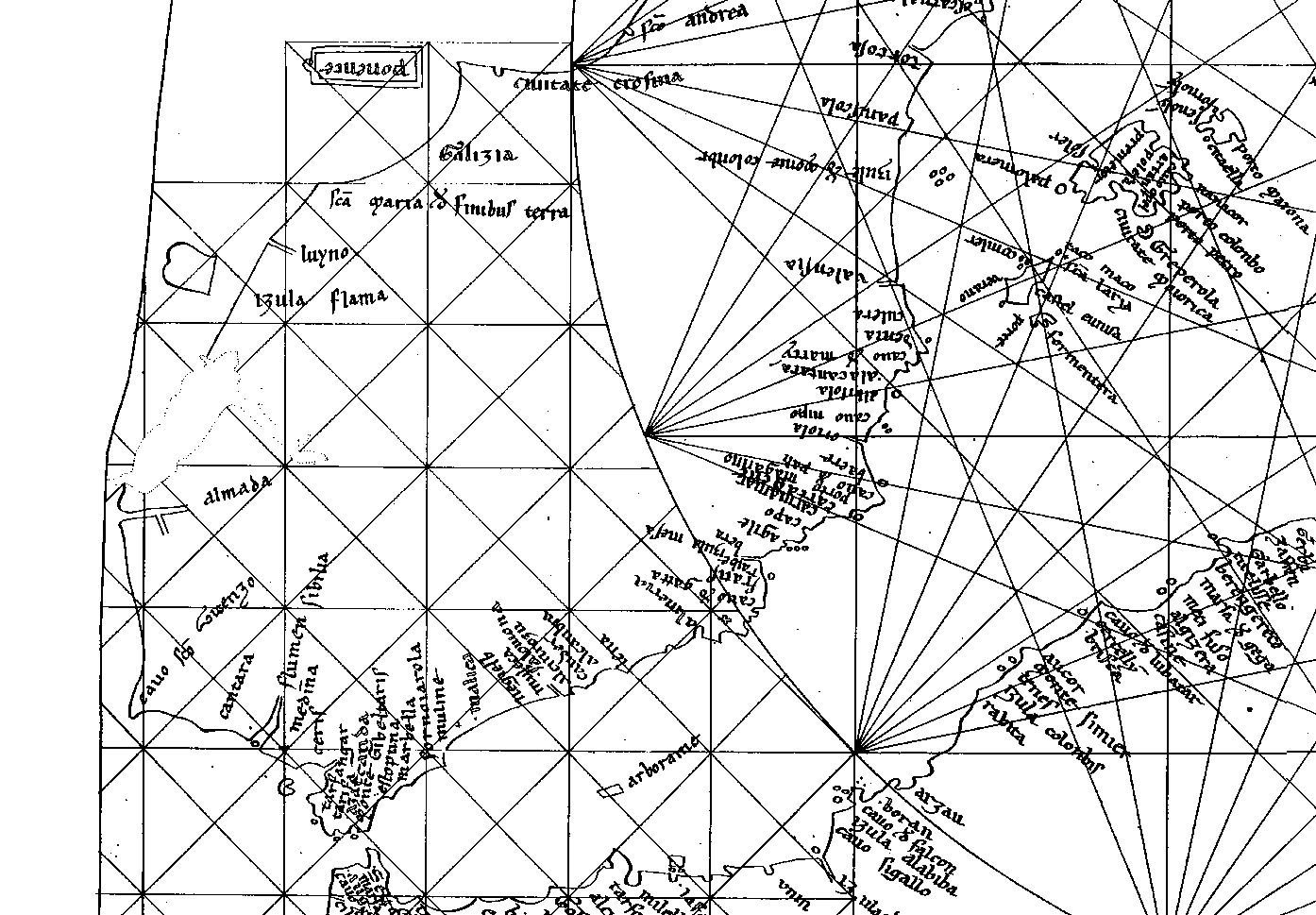
Ano 1258 - 1291. Fragmento da Carta Pisana,[349] a mais antiga carta náutica conservada. O portolano engloba a costa noroeste da península ibérica sob o nome de Galizia.
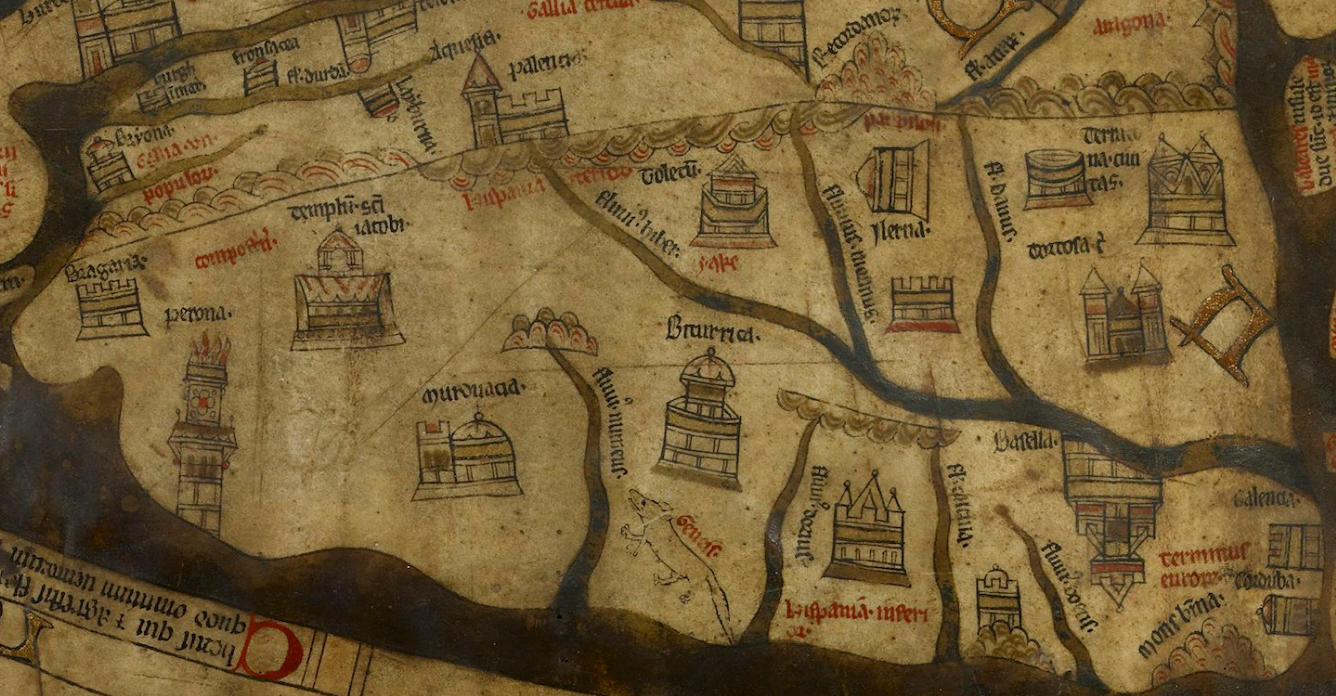
Ano 1290. Fragmento do mapa de Hereford.[350] Destacam-se em vermelho as distintas áreas geográficas e em preto as cidades. O habitual "Galicia" é substituído aquí por Compostii (Compostela), desenhando-se no interior o farol da Corunha e a Catedral de Santiago e aparecendo os topónimos Bragantia (Corunha), Templum Sancti Jacobi entre outros.

### Galiza na cartografia do século XIV

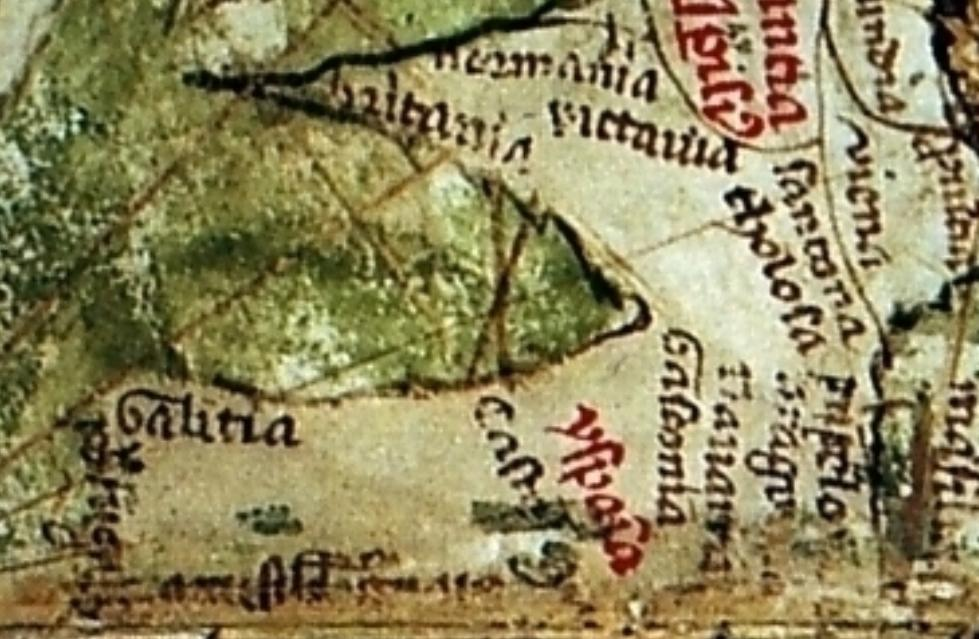
Ano 1320. Fragmento do noroeste da península ibérica no Liber Secretorum de Marino Sanuto.[353] O mapa, elaborado pelo cartógrafo Pietro Vesconte, apresenta Galitia como único nome para a zona setentrional da península ibérica.
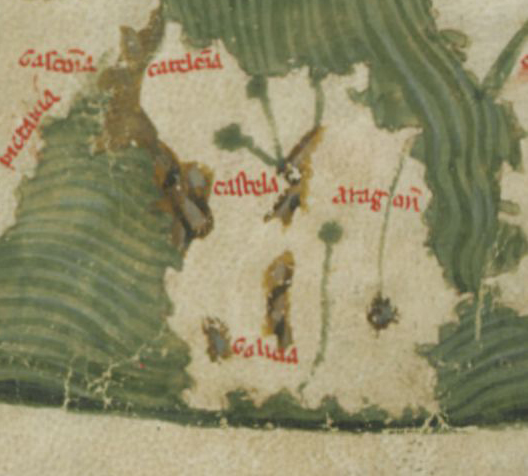
Ano ca. 1320. Fragmento do noroeste da península ibérica no mapa de Paulus Venetus.[354] Relacionado com o mapa de Vesconte, na representação da península ibérica sitúa Castela e Aragon compartindo espazo territorial com Galicia, que ocupa todo o noroeste.
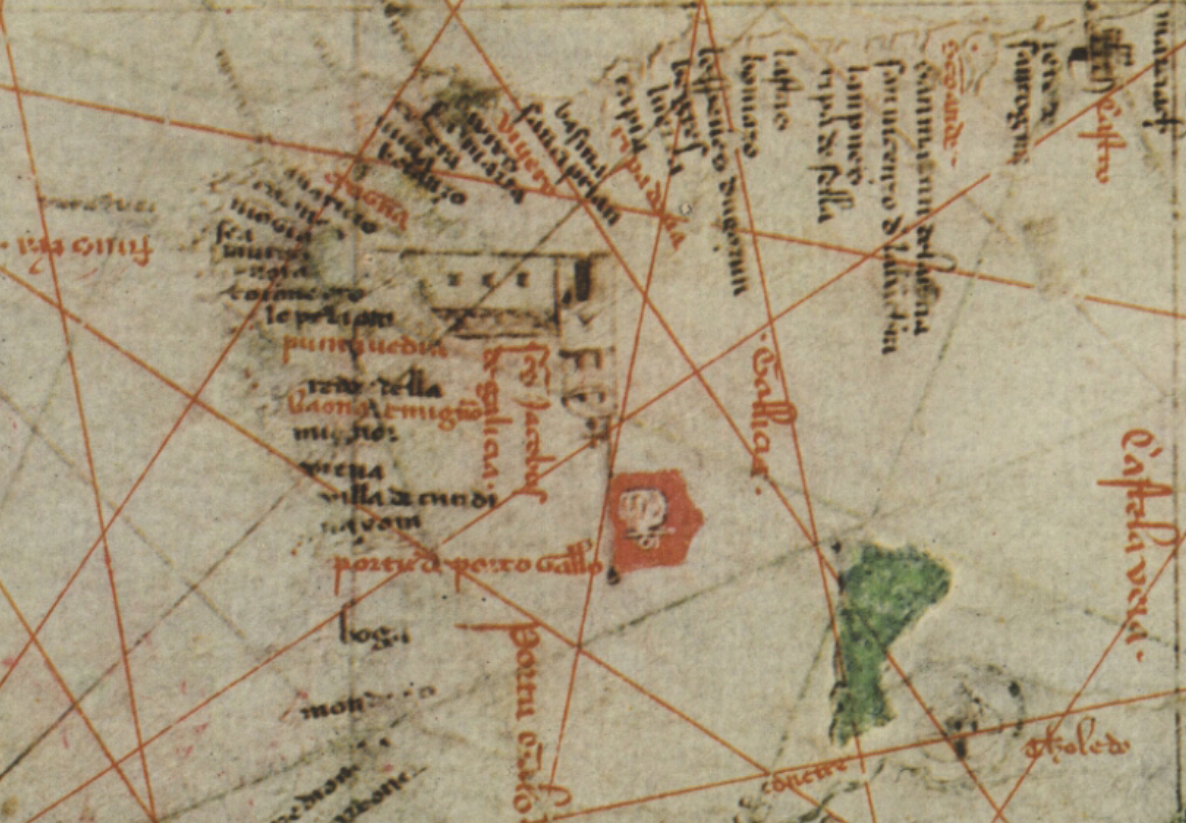
Ano 1339. Fragmento da península ibérica no portulano de Angelino Dulcert.[355] A pormenorizada carta náutica situa Gallicia no noroeste ibérico, entre Castela Vela e Portu gallo, com a destacada representação da Catedral de Santiago (St. Iacobus de Galicia).
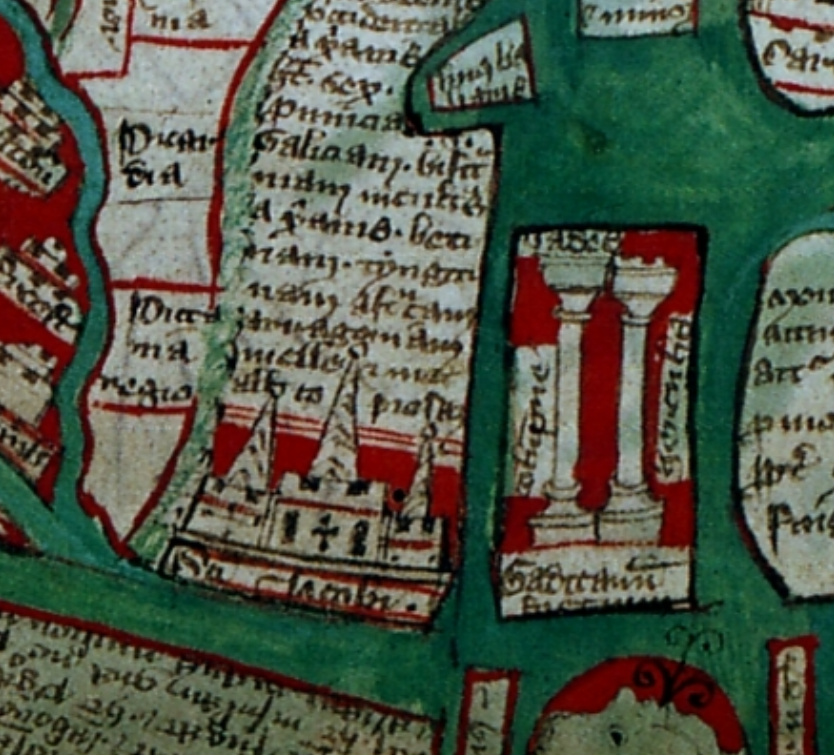
Ano ca. 1350. Fragmento do mapa-mundi de Ranulf Hidgen.[356] O mapa, que coloca Jerusalém no centro do orbe terráqueo, situa St. Iacobi (a catedral de Santiago) ocupando todo o norte da península ibérica como o monumento mais importante do occidente europeu.
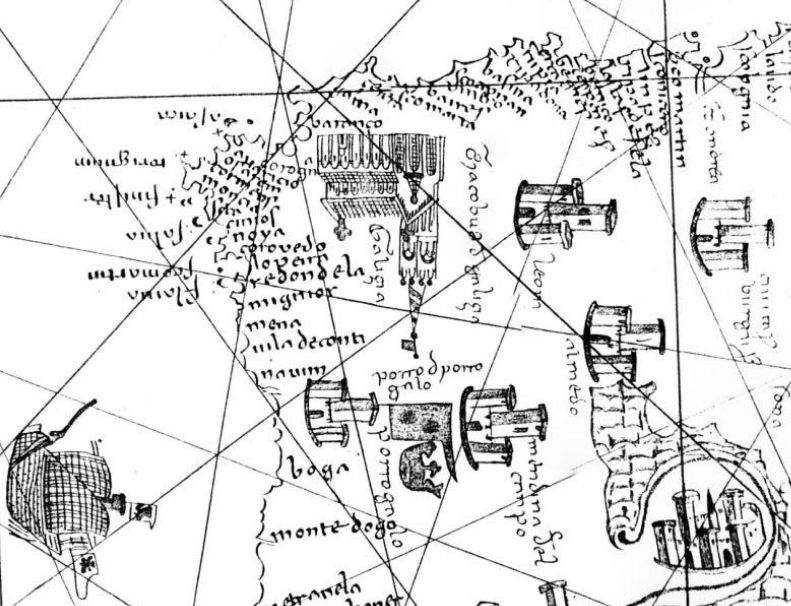
Ano 1367. Fragmento do quadrante noroccidental da península ibérica no portulano de Pizzigano.[358] A carta náutica continua o esquema presentado no portulano de Dulcert situando Galizia no noroeste e destacando a Catedral de Santiago.
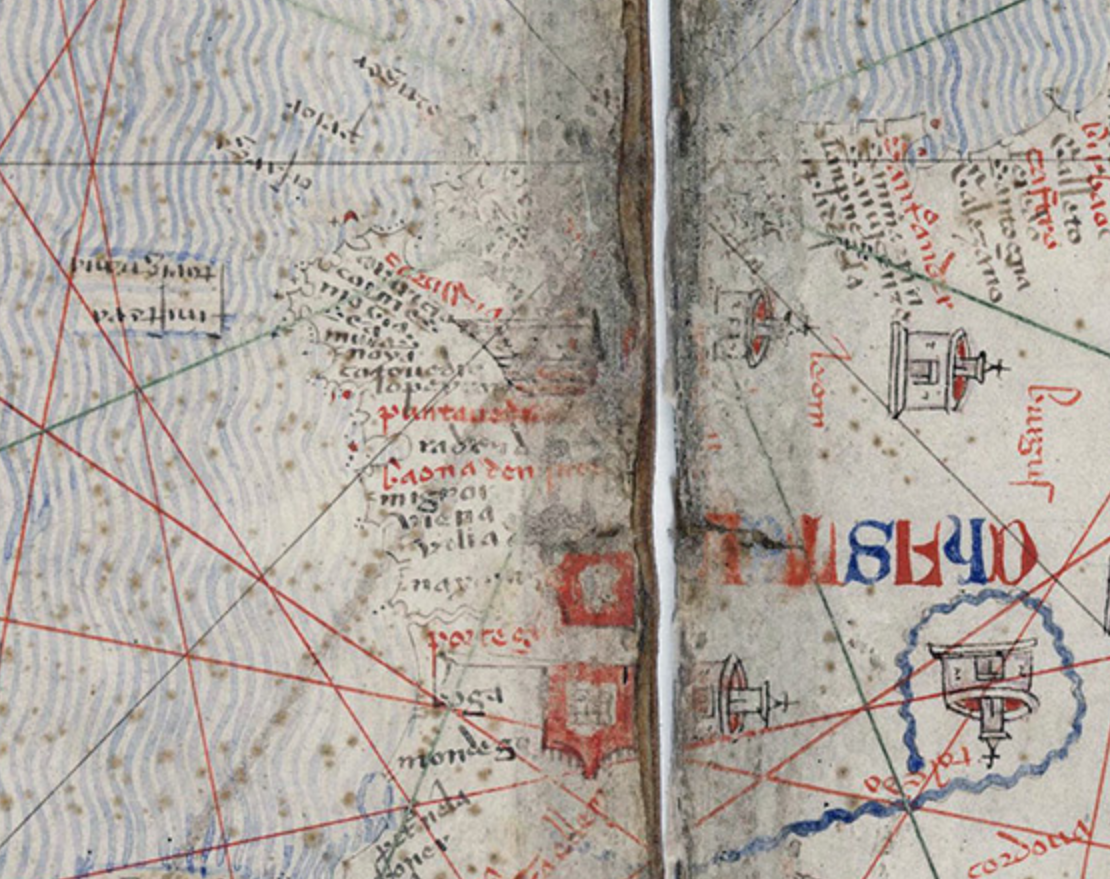
Ano 1375. O Atlas Catalão de Abraão Cresques[359] apresenta a mesma configuração do território peninsular de portolanos precedentes, destacando a catedral de Santiago no território galego. No original preservado não é legível a toponímia do noroeste peninsular.
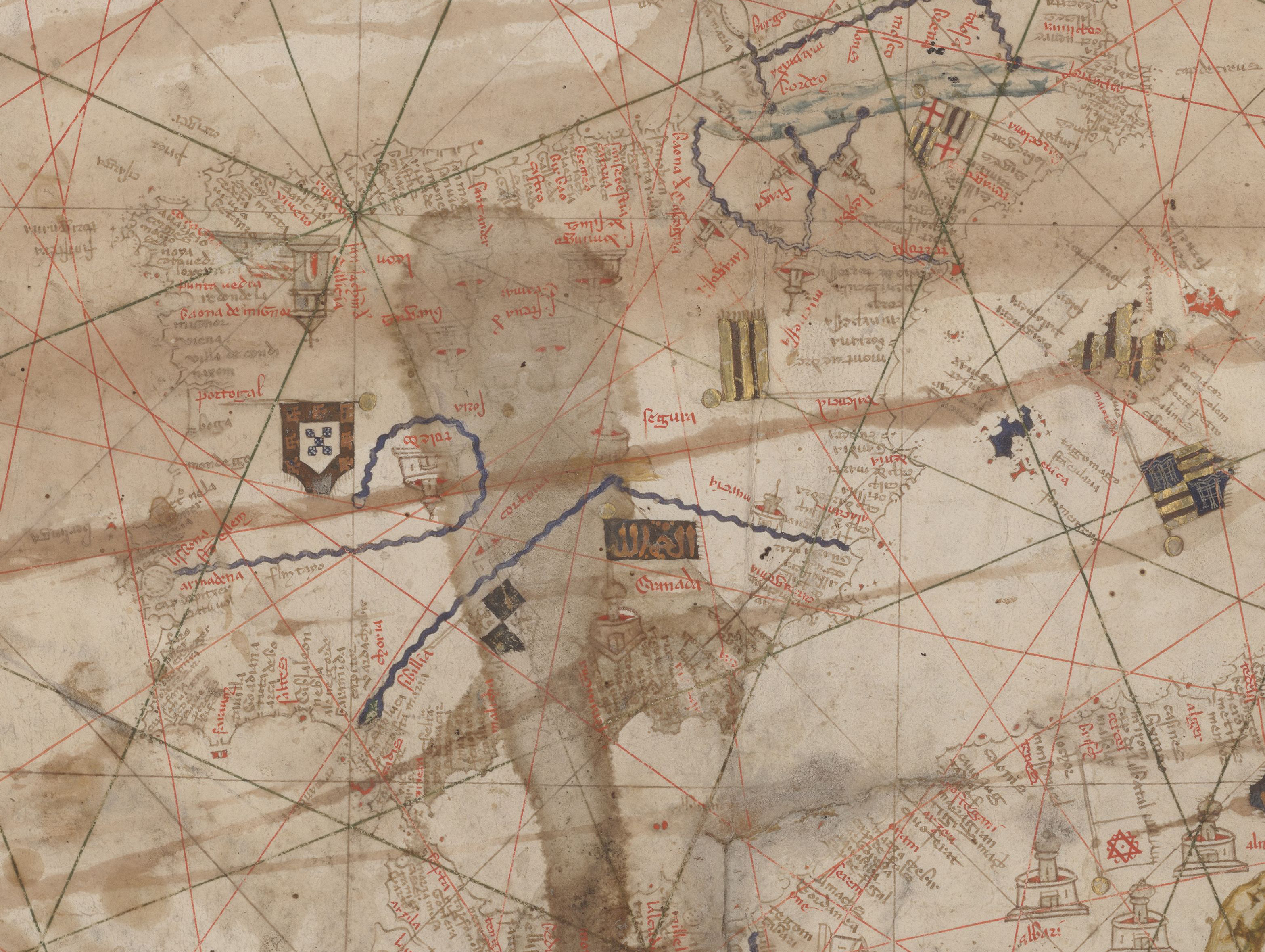
Ano ca. 1390. Portulano anónimo conservado na Biblioteca Nacional de França,[360] datado a finais do século XIV, é atribuído ao obradoiro de Abraão Cresques. Repite a configuração política presente em cartas náuticas precedentes destacando Santiago em Galicia.

### Galiza na cartografia do século XV

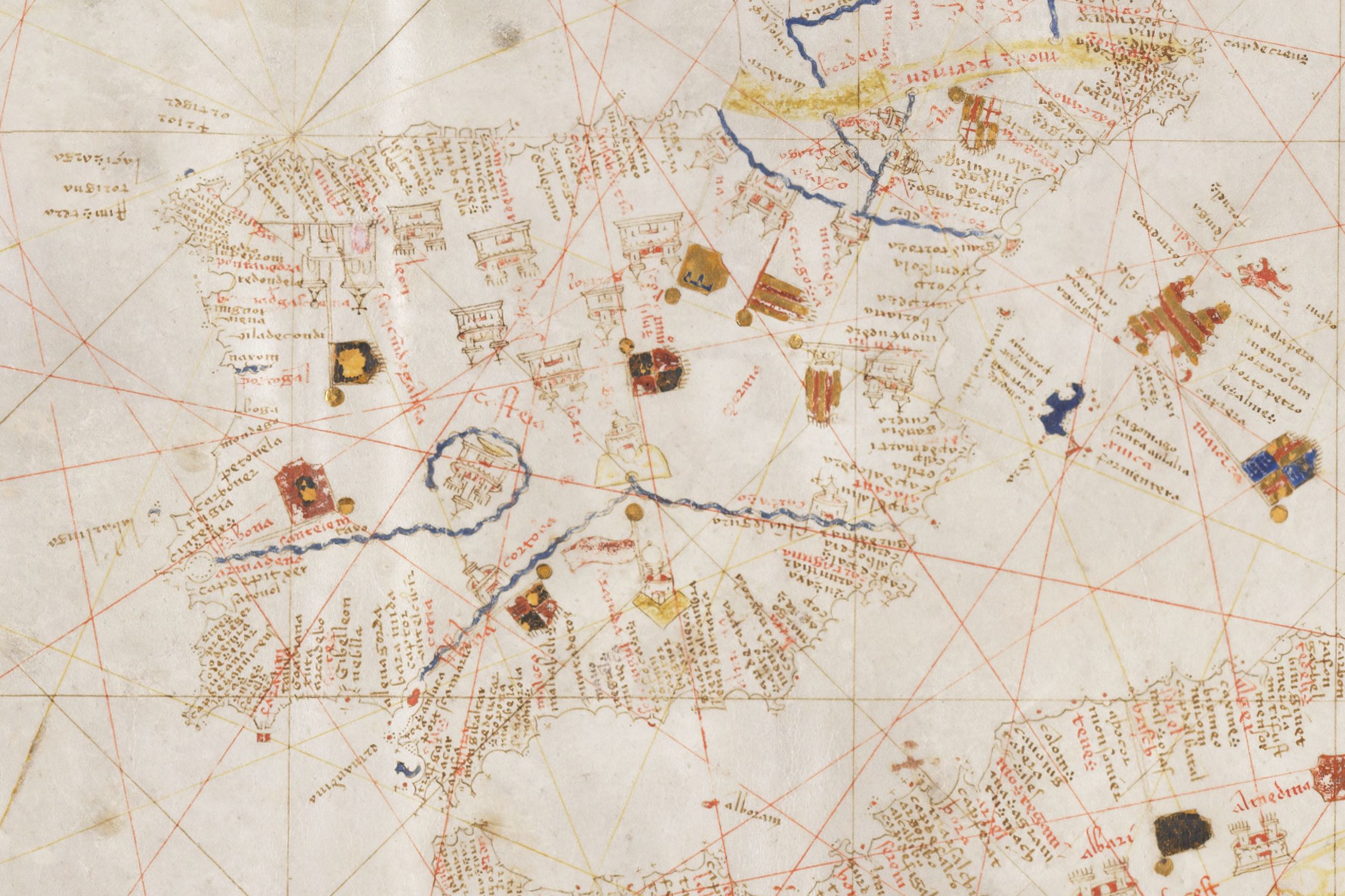
Ano 1413. A carta náutica de Mecia de Viladestes[361] segue o esquema de portulanos mais antigos. Galicia ocupa o noroeste peninsular com a Catedral de Santiago como o seu senlheiro monumento.
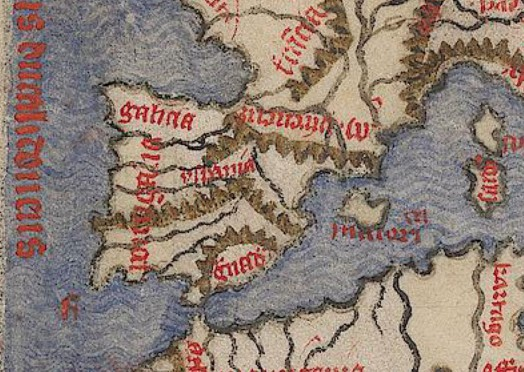
Ano 1414. Fragmento da península ibérica no mapa- mundi de Pirrus de Noha.[362] O mapa divide a península entre Galicia no noroeste, Portugalia, Ispania e Granada.
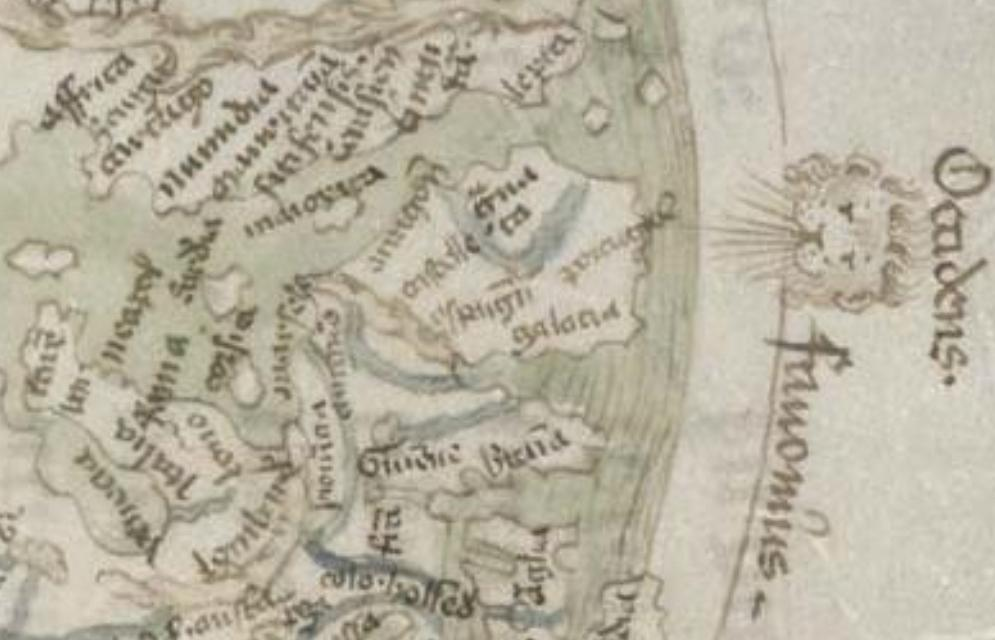
Ano 1420. Fragmento do occidente europeo no mapa do Salústio de Genebra.[364] O mapa está influído pela obra de Ptolemeu e reflicte a distribuição territorial da península ibérica, com a Galacia ocupando todo o noroeste ibérico.
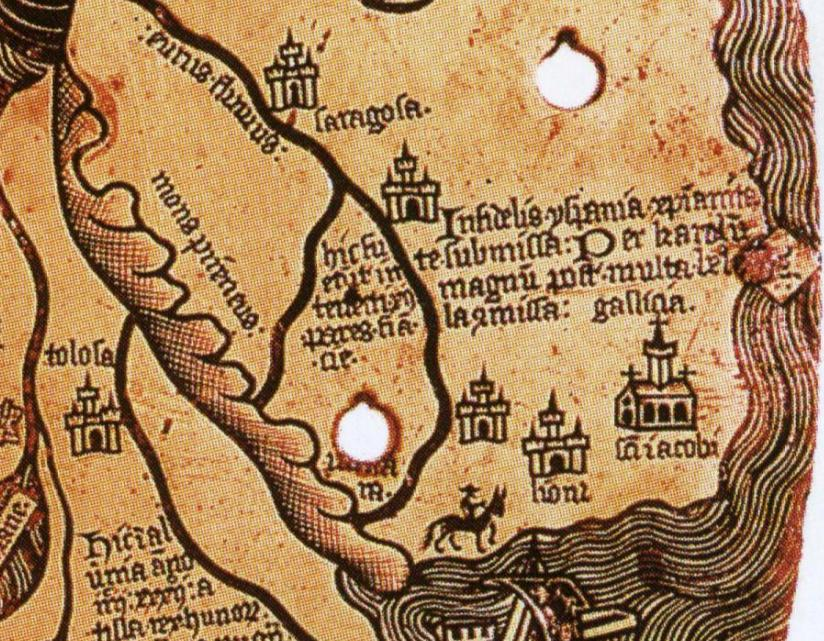
Ano ca. 1430. Fragmento do mapa de Bórgia[366] Na representação cartográfica da península ibérica esta aparece divida entre a "Infidelis Yspania" e Galiicia, espaço em que aparecem as cidades de Santiago (Iacobi) e Leão (Lioni).
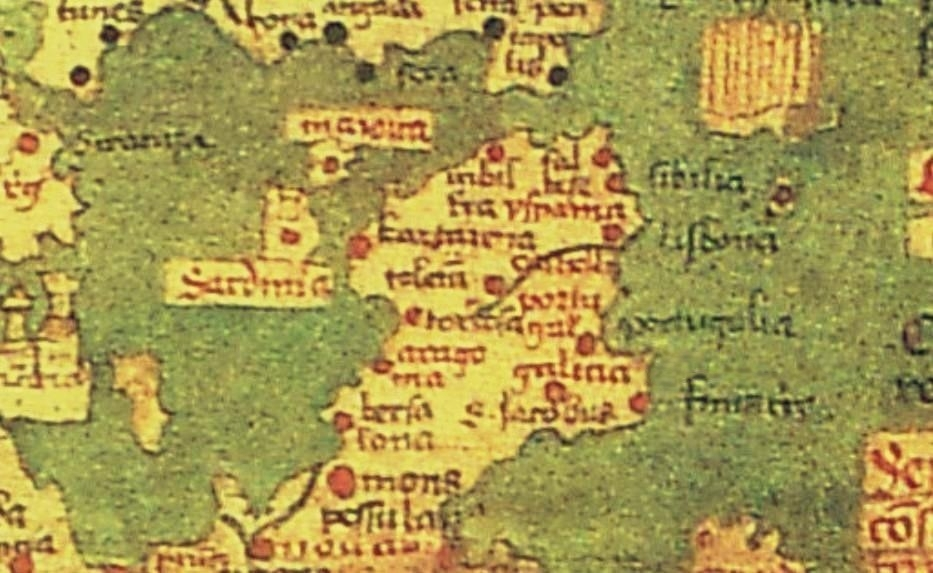
Ano 1448. Fragmento do mapa-múndi de Andreas Walsperger.[368] O mapa, orientado ao sur, apresenta Galicia como o nome do reino que ocupa a parte noroccidental da península.
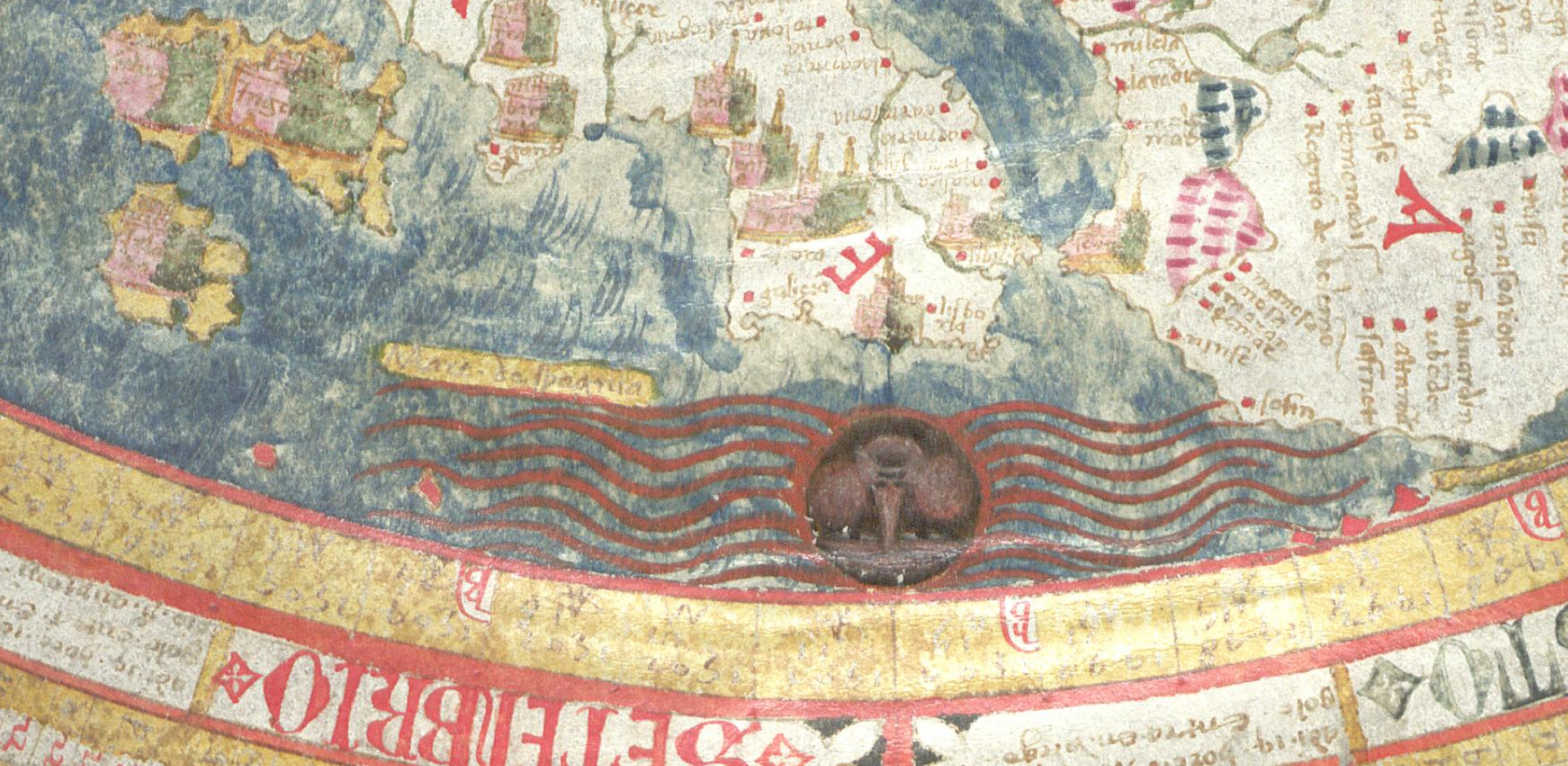
Ano 1453. Fragmento do mapa de Giovanni Leardo.[369] Influído pela obra de Ptolomeu e pelos portolanos catalães apresenta um preciso mapa político da Europa de sua época que sitúa Galizia no noroeste da península ibérica.
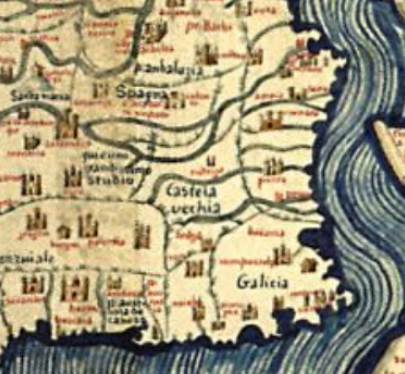
Ano 1459. Fragmento do mapa de Fra Mauro.[371] O pormenorizado planisfério do cartógrafo veneziano apresenta Galicia no noroeste da península ibérica.
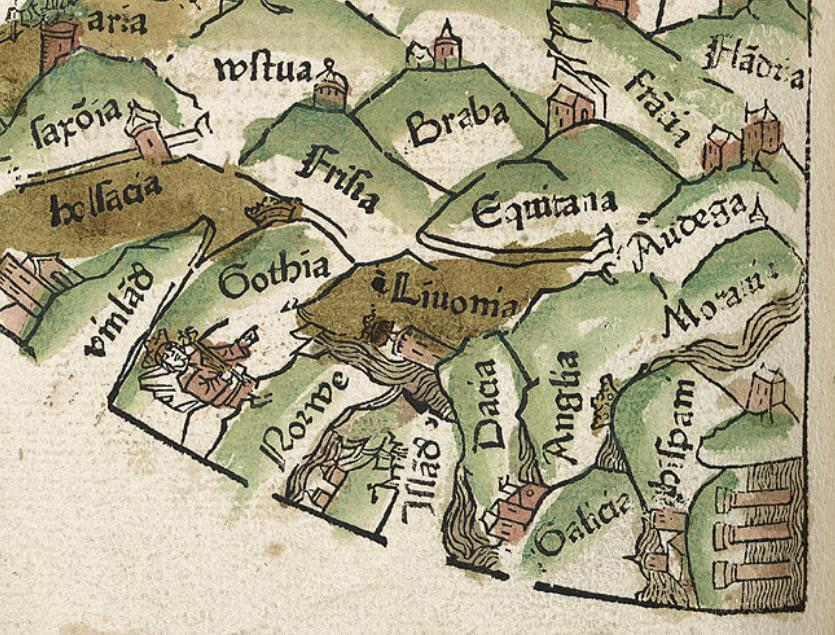
Ano 1475. Fragmento do mapa recolhido no Rudimentum Novitorum de Lucas Brandis.[372] O mapa de tipo T e O, que pasa por ser o primeiro mapa-múndi impreso, situa Galicia no extremo occidental de Europa entre outros territórios como Hispani ou Anglia.
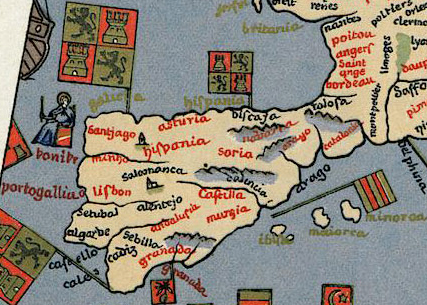
Ano 1492. Fragmento do globo terrestre mais antigo que se conserva: o Erdapfel de Martin Behaim. O mapa divide a península entre Galicia e Hispania, outorgando uma bandeira quartelada com as armas do leão e do castelo, dando preferência ao leão na galega e ao castelo na hispana.
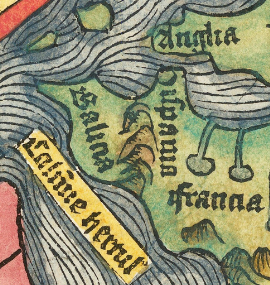
Ano 1493. Fragmento do mapa-múndi da Crónica de Nuremberga de Hartmann Schedel.[374] O mapa, de inspiração Ptolomeica, situa Galicia como o territorio mais occidental do orbe conhecido.

## Interpretação historiográfica
Na Idade Moderna (séculos XVI-XVIII), a lembrança da magnitude e importância do reino galego medieval já se dissolvera no tempo. Nesta época de grande galegofobia, os historiadores, incapazes de assimilar que a deprimida Galiza por eles conhecida fosse o mesmo reino da cristiandade medieval sobre o que escreviam, recorreram nas suas obras a diversas denominacións para um reino ao que não podiam chamar ainda Castela, nem obviamente Espanha. Assim, por exemplo, o erudito Henrique Flórez, que não tinha reparos em fazer desaparecer documentos que fossem "contra o honor da nação" ―admitindo por carta #o seu queima e pedindo ademais que a própria carta fosse também destruída para não deixar constancia nenhuma―, recorria ao #me ter "reino dos cristãos". O cóengo e historiador Pascual Galindo, perante a atitude de Flórez e após se dar conta das eivas existentes na España Sagrada ―a obra mais famosa de Flórez― ao estudar a história da igreja de Tui, chega a se perguntar se lhes ocorreria o mesmo a outros documentos, por esse ou outros motivos, e se serão fiáveis todas as transcrições e publicações.
Não foi até o século XIX, momento no que se elaboraram as grandes histórias dos estados liberais, quando a historiografía hispana fixou as denominacións de "reino das Astúrias" (na realidade uma parte da Galiza) e "reino de León" (inicialmente uma cidade galega). Naquele momento, a procura no passado da "esencia nacional", levou ao estabelecimento de uma sequência segundo a qual o devir histórico de Espanha se iniciaria com o reino toledano dos visigodos,[lower-alpha 13] continuaria nas Astúrias, León, Castela, e culminaria na Espanha contemporânea. Neste esquema ideológico o reino medieval da Galiza foi eliminado, empregando como justificação o facto de, em #ocasião, o nome do reino ser identificado com o da cidade na que se assentava o trovão. Algo habitual nas chancelarias reais da época,[lower-alpha 14] e que não implicava que o território baixo a soberania do rei tivesse o mesmo nome que a residência régia.
Também costuma ser apresentada como equivalente ao "reino de Astúrias" duas palavras presentes numa frase da Crónica Albeldense: "Asturorum Regnum divina providentia exoritur", literalmente: "nasceu pela divina providência o reino dos ástures". Assume-se que haja uma falha no texto porque "Asturorum" se traduz em "Asturores", não "Astures". Este erro gramatical, a rara definição étnica do reino, e a abundância de manipulações na documentação da época fazem existir dúvidas sobre a autenticidade da referência solitária. De qualquer forma, constituiria uma exceção em séculos de documentos, como ocorre por exemplo com "Xp̃ianorum regnum" (reino dos cristãos), também da Albeldense, de modo que não pode ser considerado como denominação para o reino.
No entanto, os historiadores ainda têm que recorrer a outras fórmulas maiores que lhes permitam guardar a documentação histórica e, desta forma, validar a existência dos reinos das Astúrias e de Leão em vez do galego; fórmulas como traduzir Galiza por "Galiza e Astúrias", "Astúrias", "León", "Castela-León" ou "Cantabria" conforme o caso, consideram que o papa e a sua chancelaria tinham apenas um "vago conhecimento dos assuntos políticos da Espanha", descrevendo como "anomalia" as aparições do reino e dos reis como galegos, ou mesmo acusando alguma crónica de "confundir deliberada e repetidamente com a Galiza o reino de Leão". Adicionalmente, o facto de estes dois espaços políticos e territoriais inventados serem tomados como referências pelos historiadores da arte e pelas ciências auxiliares da história para os seus objectos de estudo, dando origem a conceitos e termos erróneos, como a mal denominada arte asturiana, gera uma importante feedback com o qual a historiografia tradicional reforça sua tese.
Na historiografia internacional, a influência do modelo espanhol é evidente na Enciclopédia Britânica, pois enquanto a 11.ª edição do ano de 1911, considerada uma das edições mais famosas pela sua erudição e estilo literário, falava de Afonso III como o monarca do "reino conhecido como "da Galiza" ou "de Oviedo", atualmente aparece apenas como rei das Astúrias. Porém, também existem obras em que o nome do reino foi mantido, pelo menos durante determinados períodos. Desta forma, no atlas histórico The Penguin Atlas of Medieval History de Colin McEvedy, publicado pela primeira vez em 1961, na série de mapas políticos da Europa que incluem o período entre os anos 771 e 888, o reino é denominado Galiza. Da mesma forma, a Europa daquela época é mostrada politicamente na edição revisada que foi publicada em 1992 sob o título The New Penguin Atlas of Medieval History. Outro exemplo é o mapa que representa a Europa política do século IX e que foi publicado num especial sobre a Idade Média do ano de 2015 da edição alemã da revista National Geographic. Porém, tanto na obra inglesa como na alemã, o reino é denominado Astúrias no período imediatamente anterior e Leão no período posterior.
Este paradigma histórico é mantido hoje, apesar de, motivado pelas denúncias de uma parte da historiografia moderna, haver um intenso debate em torno da questão.

### Cronologia
Era moderna

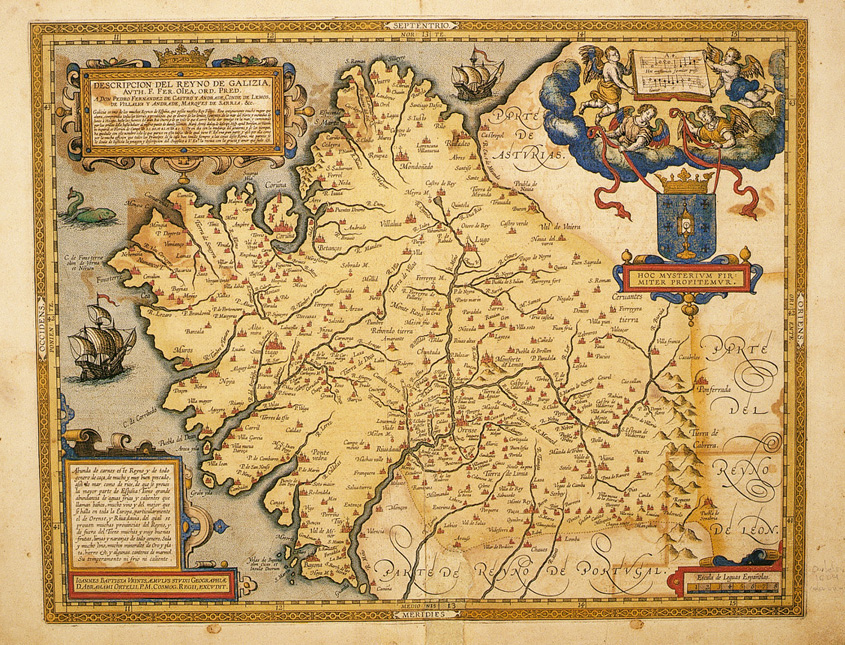
O salientável mapa de Fernando Ojea, 1603. Além de ter sido um dos primeiros independentes da Galiza, e de possuir um brasão galego que se tornou o padrão a seguir nos séculos seguintes, também dava conta da antiga extensão do reino.

- 1572. Quando o nome e o território da Galiza já estavam restritos às suas dimensões atuais, o historiador Ambrosio de Morales utilizou o nome "Reino de Leão, Galiza e Principado das Astúrias" para um relato de uma viagem a estes reinos encomendada por Filipe II.[398]

- 1580. Jerónimo Zurita, historiador e cronista do Reino de Aragão, regista que foi Paio ou Pelágio o primeiro rei da Galiza, o sucessor dos reis visigóticos.[399]

- 1600 e 1603. Nos Annales Ecclesiastici, uma história dos primeiros doze séculos da Igreja Cristã escrita pelo cardeal e historiador italiano Cesare Baronius, aparecem como reis da Galiza Afonso I,[400] Aurélio,[401] Silo,[402] Mauregato ― e Bermudo I por extensão ―,[403] Afonso II[404] e Afonso III.[405] O trabalho foi continuado por diferentes autores nos séculos seguintes.

- 1603. O religioso Hernando Ojea, no texto incluído na sua obra cartográfica Descripción del reyno de Galizia, indicou que no passado os limites do reino galego iam da Biscaia às nascentes do Douro e destas até à sua foz, marcando a fronteira ao longo o curso do rio. Afirmou ainda que “com a mudança de governo, e com os tempos, só o que aparece neste mapa ficou com este nome”.[406]

- 1608. O jesuíta Juan de Mariana utilizou a expressão “reino dos cristãos” em sua História Geral da Espanha.[407]

- 1612. Na edição póstuma da obra Theatrum orbis terrarum do cartógrafo Abraham Ortelius, nota-se que a Galiza do seu tempo era uma pequena parte da do passado.[408]

- 1634. O clérigo Prudêncio de Sandoval percebeu implicitamente o território como um conjunto de reinos: Castela, Leão, Galiza e Portugal, não dando nome ao conjunto nas suas obras.[409]

- 1662 O frade agostiniano Felipe de la Gándara indicou nas suas Armas e triunfos: feitos heróicos dos filhos da Galiza que "a Galiza foi a cabeça [...] de onde aqueles que hoje se chamam Velhos Castelhanos, Asturianos, Leoneses, Bascos e aqueles que vieram para Portugal fizeram um Reino" e que quando "os limites e os prazos variaram, o nome geral foi reduzido, e a Galiza ficou reduzida ao aperto em que hoje se encontra, [...] ambiciosa do título de Mãe destes Reinos".[410]

- 1696. O erudito sevilhano Nicolás Antonio, na sua obra póstuma Bibliotheca hispana vetus, disse o seguinte sobre os reis da Galiza: "É um absurdo que ainda sejam chamados reis de Oviedo, porque há séculos são chamados de Galiza ou Leão, como é conhecido na epístola do Papa João a Alfonso, o Grande".[411]

- 1730 O religioso português Manoel da Rocha dedicou um capítulo do seu tratado Portugal Renascido à, para ele, a surpreendente inclusão da província da Beira na Galiza no século X.[412] Após uma revisão das fontes históricas, o autor concluiu concluindo que a razão foi que da Galiza “tinham chegado os seus reis restaurando as terras de Portugal”.[413]

- Reino da Galiza

- O reino da Galiza nos mapas medievais . YouTube
- Falsificações Históricas: O Reino das Astúrias [414]. Galiza histórica [415]
- A História das histórias do Reino da Galiza nas histórias da Galiza desde o século XVI até à actualidade.

- 1774 . Henrique Flórez utilizou o eufemismo de "reino dos cristãos" e "principado das Astúrias" nas suas obras, colecionando um título criado no século XIV para os herdeiros da coroa.[416]

Século XIX
- 1820 O arabista José Antonio Conde y García, tradutor de diversas crônicas árabes, manteve-se fiel aos textos históricos que reconheciam a Galiza como o nome do reino cristão. O autor explica que “os árabes chamavam aos reis da Galiza o que chamamos de reis de Leão, Astúrias e Galiza”,[417] ao mesmo tempo que denunciava as traduções irregulares de alguns dos seus colegas.[418]

- 1846 . O português Alexandre Herculano seguiu as denominações das Astúrias e de Leão marcadas pela historiografia espanhola, embora notando que os muçulmanos chamavam os monarcas residentes nas Astúrias de "reis da Galiza".[419]

Bandeira imaginária do "Reino das Astúrias" com a cruz da vitória.
Embora não existam referências documentais que o apoiem, a historiografia espanhola sustenta a sua existência entre os séculos VIII e X.

- 1847 O geógrafo e estadista navarro Pascual Madoz, no seu conhecido Dicionário Geográfico-Estatístico-Histórico de Espanha e das Possessões Ultramarinas, apresenta sem prejuízo alguns condes da Galiza "quase ao mesmo nível do Rei de Oviedo", explicando assim o decisivo papel da nobreza galega,[423] e reconhece que os muçulmanos “apelidavam constantemente os reis da Galiza de os das Astúrias”.[424]
- 1849. O historiador e jornalista Leopoldo Martínez Padín publica a sua obra Historia política, religiosa y descriptiva de Galicia. Nela afirma, à luz das referências historiográficas, que os limites primitivos da Galiza cobriam metade da península[425] e que só atingiram os actuais na época de Afonso VI.[426]

- 1850 e até 1867. Modesto Lafuente, autor de uma História enciclopédica de Espanha em 30 volumes, estabeleceu definitivamente o nome "reino das Astúrias", que continuaria a ser adoptado pelo resto da historiografia hispânica. Reino asturiano que as fontes históricas denominaram Galiza, como o próprio Lafuente reconheceu numa nota de rodapé,[427] e que admitiu estender-se da "Galiza à Bascónia".[428]

- 1867 O arabista Miguel Lafuente Alcántara, tradutor do texto árabe Ajbar Machmúa, indicou no seu índice geográfico que Galiza é o nome que o texto utiliza para designar o reino dos cristãos da Península Ibérica.[429]
- 1871 Benito Vicetto advertiu no quarto volume da sua História da Galiza que o nome errado do reino galego estabelecia um erro terminológico que “destruiria a pureza da história” para a posteridade.[430]

- 1904 A autora germano-portuguesa Carolina Michaëlis de Vasconcelos alertou que a Galiza era o único nome pelo qual o território cristão peninsular era conhecido globalmente na Idade Média. Há evidências desse fato "na poesia épica germânica, nas sagas escandinavas, nos historiadores flamengos, nas canções francesas, na poesia popular inglesa, nas obras dos trovadores, nos poetas da Itália e nos autores árabes".[431]

- 1911 A 11ª edição da Enciclopédia Britânica, considerada uma das edições mais famosas pela sua erudição e estilo literário,[391] refere-se a Afonso III como o monarca do "reino conhecido como "da Galiza" ou "de Oviedo".[392]

- 1921 O francês Louis Barrau-Dihigo publicou a sua tese de doutoramento sobre o reino asturiano ( Recherches sur l'histoire politique du royaume asturien (718-910)), tese que começava por indicar que se tratava de uma história "estritamente nacional e que afecta apenas o península", bem como "obscuridade e falta de fontes documentais".[432]

- 1926 O académico Julio Puyol y Alonso questiona-se mesmo se realmente existiu um Reino da Galiza,[433] reconhecendo na sua luta para esclarecer esse facto que "na corte de Roma e de outros povos da Europa o nome do reino da Galiza foi dado a o estado cristão do noroeste"[434] e que Leão não passava de um território da Galiza.[435]
- 1928 O medievalista Claudio Sánchez-Albornoz publicou o artigo A organização monetária primitiva de Leão e Castela . Nesta obra, o autor não explica a razão da profusa circulação das moedas conhecidas como gallicanos, gallicenses ou galleganos na Galiza do início da Idade Média. "Os homens do século 10 significariam galicanos sólidos da Galiza?" questiona-se, e apesar de encontrar escrito sobre elas serem "usadas em nossa terra ( usui terre nostre )" o autor ignora a evidência de que o nome da moeda deriva do nome do reino: "é difícil explicar que elas foram qualificadas como sólidos galeganos fabricados pelos reis de Leão para todo o seu reino e é muito duvidoso que os soberanos de Leão só cunhassem na Galiza".[436]

- 1933 Armando Cotarelo Valledor publica uma premiada biografia de Afonso III na qual lhe é concedido o estatuto de rei da Galiza.[437] No entanto, apesar de afirmar que nunca houve uma conquista muçulmana do território galego[438] e de traduzir corretamente as fontes árabes e cristãs que apontam Afonso como rei da Galiza,[439][440] o autor assume que o reino galego dependia de Astúrias, para ele uma entidade diferente.[441] Uma edição fac-símile da obra foi publicada em 1991 sob o título Alfonso III el Magno. Último rei de Oviedo e primeiro da Galiza.

- 1944 Alfonso Daniel Rodríguez Castelao, numa carta a Claudio Sánchez-Albornoz, acusa-o e a Menéndez Pidal de "esconderem com malícia dos inimigos tudo o que a Galiza significou na Espanha de outros tempos".[442]

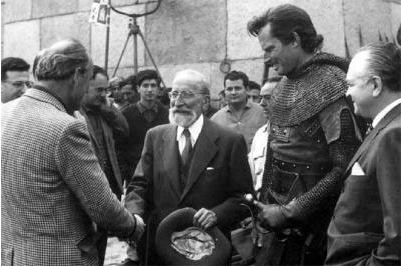
Ramón Menéndez Pidal nas filmagens do filme El cid, baseado no Cantar de Mio Cid, manuscrito de propriedade de sua família. O hispanista inglês Colin Smith, analisando as tintas do manuscrito com raios X, mostrou que Pidal manipulou o documento retocando versos, alterando palavras e alterando a data que aparece no texto para fazê-lo parecer mais antigo do que realmente era.

- 1947 Ramón Menéndez Pidal, o grande promotor da ideia de Castela como núcleo da "nação" espanhola, comparou a "lacónica historiografia cristã" do período asturiano com a historiografia árabe cujos historiadores foram "precisos na cronologia, abundantes em detalhes, muito atento aos personagens secundários, mostrando ao longo de todo um poder de visão extenso e ao mesmo tempo penetrante."[447] Apesar disso, o autor optou por ignorar o entendimento político dos estudiosos árabes, substituindo o nome da Galiza pelos de Castela, Astúrias e Leão.

- 1948 Américo Castro Quesada também retira o nome Galiza como próprio do reino medieval do norte da península, embora incluindo a advertência de que “os árabes chamavam todos os cristãos do norte de galegos”.[448]

- 1949 O professor Antonio Cristino Floriano y Cumbreño indicou na sua obra Espanhol Diplomático do período Astur que o nome utilizado para designar o reino galego medieval nada mais era do que um "conceito político-geográfico".[449]

- 1952 O catalão Ferran Soldevila, na sua História de Espanha, afirmou também que “os sarracenos também incluíam asturianos e leoneses sob o nome de galegos”.[450]

- 1954 José Antonio Maravall, na sua obra El concepto de España en la Edad Media, reconheceu que tanto nas fontes cristãs como nas árabes todo o território cristão medieval era denominado Galiza.[451]

- 1956 O historiador Claudio Sánchez-Albornoz, em Espanha, um enigma histórico, não conseguia compreender porque é que a língua galega era utilizada em todo o reino cristão medieval quando, para ele, a Galiza era ainda um território marginal.[141]

- 1961 e 1992 . O atlas histórico O Atlas Penguin de História Medieval, de Colin McEvedy, nomeia o reino como Galícia na série de mapas políticos da Europa que cobre o período entre 771 e 888. Isto é mantido na edição revisada publicada em 1992 sob o título The New Penguin Atlas of Medieval History .[394][395]

- 1963 O médico e historiador ribadavi Ruben García Álvarez lembrou, num artigo da revista Grial, que “Galiza foi o único nome utilizado pelas fontes latinas e árabes para falar da Espanha cristã”.[452]

- 1970 O notário da Corunha Eduardo Menéndez-Valdes Golpe, na sua obra Separatismo e unidade – Um mito histórico, criticou a idealização de Castela levada a cabo pela historiografia espanhola, ao mesmo tempo que salientava que na realidade esta surgiu por separação do reino cristão medieval. Um reino chamado incorretamente de "Leon".[453]

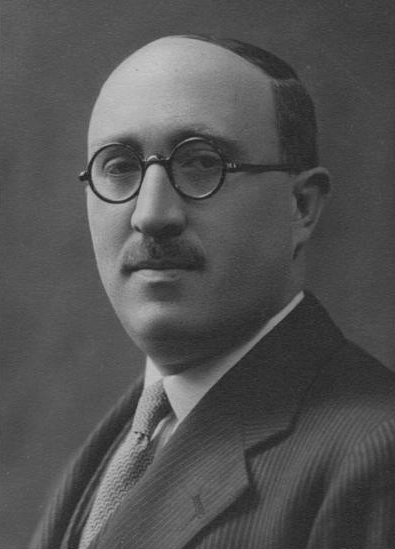
Fotografia de Claudio Sánchez Albornoz. Este autor escreveu um artigo em 1974 intitulado “Sobre una epístola del Papa Juan IX a Alfonso III de Asturias”, ilustrativo do processo do medievalismo hispânico, pois no documento D. Afonso só é nomeado como rei da Galiza.

- Fotografia de Claudio Sánchez Albornoz . Este autor escreveu um artigo em 1974 intitulado “Sobre una epístola del Papa Juan IX a Alfonso III de Asturias”, ilustrativo do processo do medievalismo hispânico, pois no documento D. Afonso só é nomeado como rei da Galiza.[454][385]1981 Claudio Sánchez-Albornoz reconheceu na sua obra Estudos sobre a Galiza na Alta Idade Média que se tratava da Galiza e não de outro nome com que se encontrava nas fontes históricas por ele manuseadas.[455]

- 1981 A edição da crónica de Ibne Haiane, dos autores María J. Viguera, Federico Corriente e José María Lacarra, traduz "al-yalalika " (galego) por "leonês" e substitui "Yalliqiyya" (Galiza) por "León" (que aparece no texto como "Liyun").[456] No apêndice toponímico do livro os autores explicam que " Yilliqiyya " é "o território cristão então capitalizado em León".[386]

- 1986. O arabista Elías Teres Sábada, na sua obra Materiais para o estudo da toponímia hispano-árabe: nomina fluvial, não hesita em traduzir "Yilliquiya " (Galiza)[65] por "Castela-Leão". Porém, no mesmo texto aparece "Qastalla"[457] traduzido corretamente por Castela.[387]

- 1986. O filólogo Giuseppe Tavani, estudioso da poesia lírica galega medieval, afirmou no seu livro A poesía lírica galego-portuguesa que "a razão pela qual a poesia lírica expressada por esta entidade socioeconómica e superestrutural era galega e, pelo contrário, ainda é a ser explicado, não asturiano ou leonês".[142]

- 1988. A historiadora ourensã Olga Gallego, na sua obraLa organización administrativa territorial de la antigua provincia de Ourense a mediados del siglo XVIII, ao fazer uma síntese histórica da organização territorial da Galiza, diz que "o território da Galécia romana e do posterior reino suevo incorpora o reino Asturleones" (em itálico no original), mas considerando e explicando que para Vicetto é uma monarquia galaica.[458]

- 1995. No primeiro número da nova edição da revista Terra e Tempo, dedicada à história da Galiza, os historiadores Anselmo López Carreira e Luís Obelleiro Piñón, no artigo "A história "oficial" e a negação da Galiza", e também o historiador André Pena Graña, em "O reino da Galiza na Idade Média", alertam que o país galego era independente no período medieval e que a sua existência é negada ou distorcida pela historiografia oficial espanhola por não se enquadrar no modelo patriótico espanhol. O professor e político Francisco Rodríguez Sánchez adere a este novo paradigma historiográfico.[459]

- 1995. O hispanista inglês Roger Collins, na sua obra A Conquista Árabe de Espanha: 710-797, afirmou que a união da Galiza com as regiões vizinhas "é geralmente chamada de Reino das Astúrias", embora "os detalhes históricos precisos sejam obscurecidos pelos mitos nacionais que levaram à construção da identidade espanhola moderna".[460]

- 1996. O professor da Universidade de Cambridge, Colin Smith, publica o artigo “Galiza, todo um reino” em homenagem à professora Pilar Vázquez Cuesta. Nele, o autor analisa documentação de todos os tipos e origens verificando a projeção internacional do reino galego e a inexistência dos supostos reinos das Astúrias e de Leão. O surpreso professor especula sobre a possibilidade de tal fato se dever à “projeção do culto jacobeo” ou à “sobrevivência de textos da geografia clássica”.[461] Mais tarde, num texto póstumo publicado em 2000, o Professor Smith afirmará, falando da História Turpini, que "as razões da extrema proeminência da Galiza em toda a região (..) podem ser conjecturadas e não são tão absurdas como poderiam parece; este erro (que o reino de Leão se chamasse Galiza) não foi reduzido ao presente texto."[462]

- 1996 e 2001 . O economista e político Camilo Nogueira Román publicou diversos artigos na revista A Trabe de Ouro,[463] obra ampliada em 2001 no livro A memoria da nación. O Reino da Gallaecia, no qual fez uma crítica à ideologia castelhana e denunciou o desaparecimento historiográfico do reino galego medieval.[464]

- 1997 - 2003. O historiador Anselmo López Carreira, na obra colectiva Historia Xeral de Galicia, advertiu que o reino cristão do noroeste peninsular se chamava Galiza, não Astúrias ou Leão.[465] Este autor publicou posteriormente duas pequenas obras dedicadas ao reino galego: O Reino da Galiza em 1998 e Os Reis da Galiza em 2003, nas quais mais uma vez abordou este facto.[466]

- c. 1997 Um conjunto de 18 fichas intitulado História compacta do Reino da Galiza e editado pela Galiza Nova teve como objectivo dar a conhecer o passado medieval galego, "oculto de forma interessada", bem como esclarecer e revelar as manipulações nele feitas, quando a Galiza era soberano e tinha uma situação cultural, política e economicamente normalizada. O historiador Anselmo López Carreira esteve novamente envolvido na preparação dos textos sobre o reino galego.[467]

- 1998. O lingüista Xose Ramón Freixeiro Mato somava à denúncia da eliminação do reino da Galiza da narração histórica com um texto publicado pela editora A Nosa Terra.[468]

- 1999. O historiador galego Xosé Antonio López Teixeira publicava entre o 1999 e o 2001 três artigos n'A Trave de Ouro com os que conformaria o livro Arredor da conformación do reino da Galiza no ano 2003.[469] Posteriormente, em 2010, publicou A formação do reino da Galiza. Nestes trabalhos o autor realizou uma análise das origens do reino galego reconhecendo o seu correcto alcance e denominación.[470]
- 2000 O cartunista Pepe Carreiro, historicamente assessorado pela equipe das Edições A Nosa Terra, escreveu e ilustrou uma história didática e divertida da Galiza para os mais jovens. Intitulado História da Galiza. A nossa história explica que, quando os muçulmanos acabaram com o reino visigótico e ocuparam toda a Península, exceto a Galiza e algumas zonas do norte, “o reino da Galécia ficou durante algum tempo sem rei”; que os “senhores da Galiza” estabeleceram uma nova monarquia, que passou a residir em cortes como Oviedo, Leão ou Compostela; e que a “Galiza” tinha limites muito mais elevados do que hoje, tanto no sul como no leste. Foi publicado em 2000[471] e reeditado em 2001.[472] Também foi realizada uma edição para a Fundação Caixa Galicia.[473]
- Em 2009, uma nova edição de História da Galiza. A nossa história foi publicada.[474] Em 2010 também foi publicada uma edição para o Conselho Provincial (Deputación) da Corunha.[475]
- Em 2012, Baía Edicións lançou a sua própria edição da História da Galiza. A nossa história, sob o título Historia de Galicia. Da vida nas cavernas ao acampamento nas praças. Os textos foram modificados: por um lado, foram suprimidas as expressões "reino da Gallaecia" e "senhores da Galiza", por outro, foi especificado que naquela época "Gallaecia", além da actual Galiza, incluía as Astúrias, Leóm e Zamora a leste e até ao sul de Coimbra.[476]

Século XXI

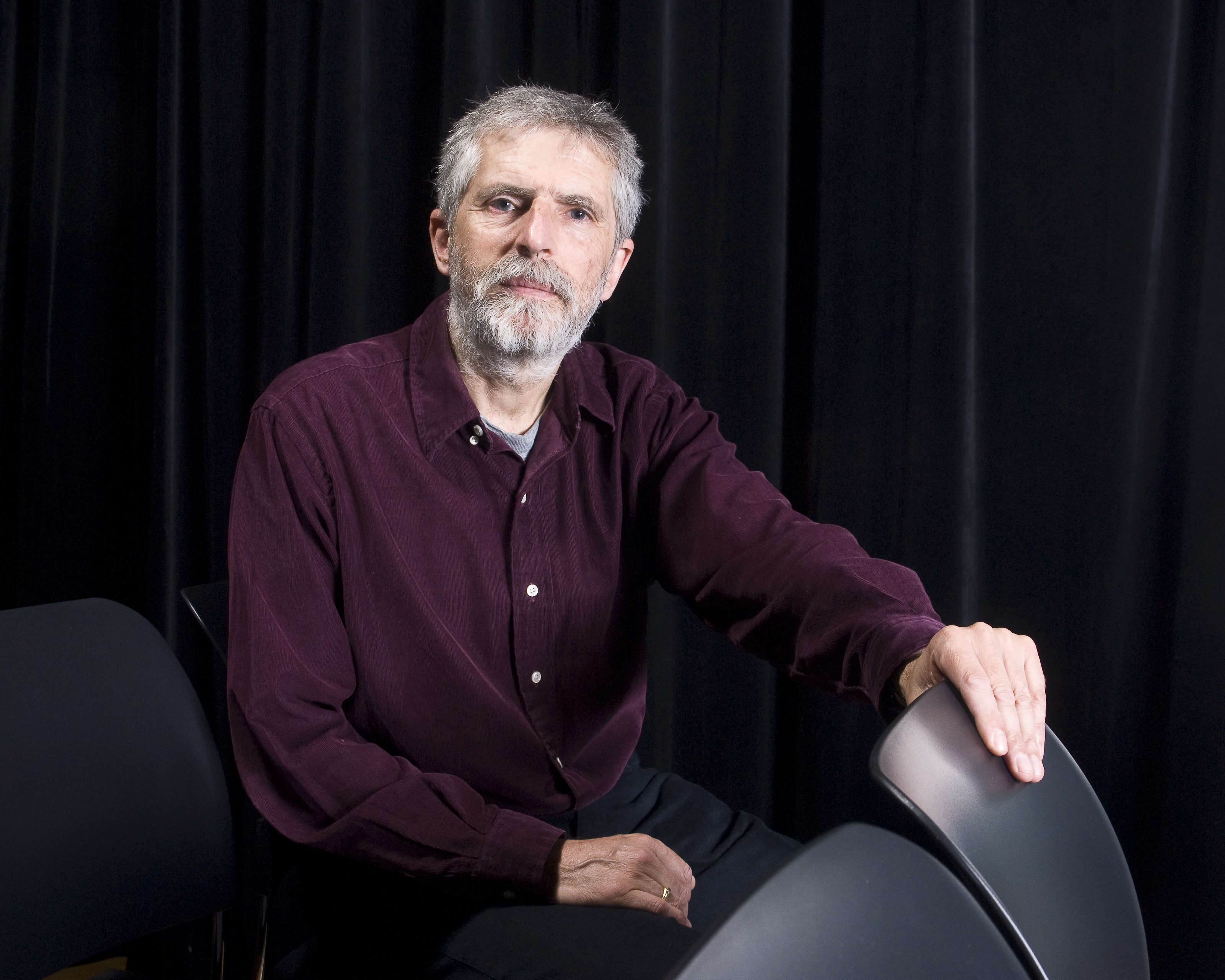
A publicação em 2005 do livro O reino medieval da Galiza de Anselmo López Carreira foi um ponto de viragem na consideração histórica do reino galego.

- 2001 Uma nova edição em castelhano do cronista ibne Haiane, de Mahmud Ali Makki e Federico Corriente,[477] traduziu "Gilliqiyah", termo que aparece no texto quatorze vezes, por "reino das Astúrias (e Leão)", quando "Astúrias" nunca aparece e Leão apenas uma vez e como cidade, não como reino.[478]

- 2005. É publicado em castelhano o artigo «Pervivencia altomedieval (714-1080) de la “Gallaecia” suevo-visigoda (561-714)» de Manuel Carriedo Tejedo. Nele, o medievalista leonês defende que a Gallaecia suevo - visigótica permaneceu em vigor por vários séculos após a conquista muçulmana da Hispânia, iniciada no ano 711. [479] Este paradigma historiográfico já se manifestou na trajetória anterior do autor, por exemplo, em estudos como “Andalusíes en la “Gallaecia” (756/1009)” em 2004 ou «Los obispos de sedes foráneas, documentados en la “Gallaecia” altomedieval (711-1065)» em 2003.

- 2005. O professor Anselmo López Carreira publicou o livro O reino medieval da Galiza no qual estudou detalhadamente a história do reino galego entre os séculos V e XV, denunciando a sua ocultação pela historiografia nacionalista espanhola.[480] A obra teve segunda e terceira edições em 2008 e 2020 respectivamente.

- 2006 O professor da Universidade de Deusto Armando Besga Marroquín afirmou num artigo sobre o Beato de Liébana e a Cantábria do século VIII que a monarquia asturiana carecia de nome oficial e que foram os historiadores que criaram a denominação de Reino das Astúrias que para os cronistas árabes recebeu o nome de Galiza.[481]

- 2007 A investigadora do CSIC Ana María Carballeira Devasa publicou o livro Galicia y los gallegos en las fuentes arabes medievales. Analisa a obra de mais de cinquenta autores árabes, dos séculos VIII ao XV, certificando que para os muçulmanos a Galiza era o espaço territorial ocupado pelos cristãos no norte da península.[482]

- 2008 O escritor Miguel-Anxo Murado publicou em castelhano a sua obra informativa Otra idea de Galicia na qual dedicou um capítulo ao desaparecimento da Galiza do cânone historiográfico hispânico[4] e analisou a interpretação errada dada ao seu período medieval.[483] Em 2013 publicou-o em galego.

- 2008 O medievalista Carlos Baliñas Pérez, autor que utilizou a terminologia estabelecida por Modesto Lafuente ao longo da sua carreira, reconheceu no livro O condado de Lemos na Idade Media que o nome "Reino de Astúrias" dado ao reino medieval galego nada mais é do que uma convenção.[484] Apesar de reconhecer a incorrecção do termo, este historiador mostrou-se disposto a continuar a utilizá-lo numa entrevista em 2016.[485]

- 2008 O historiador José Manuel Barbosa publica o Atlas Histórico da Galiza, e o seu contorno Geográfico e cultural. Na obra, recorrendo a 84 mapas e 70 textos descritivos, o autor descreve as alterações nos limites do território galego desde a época pré-romana, destacando o papel predominante do reino galego medieval na Península Ibérica.

- 2011 . O medievalista Armando Besga Marroquín afirmou no artigo "El problema del nombre (y de la naturaleza) del Reino de Asturias" que tal reino não aparece documentado, e que a fórmula reinante nas Astúrias com a qual por vezes se justifica a sua existência nada mais é do que uma forma de datar os diplomas.[486] E apesar de afirmar que segundo as fontes históricas o reino deveria chamar-se Galiza,[487] o autor termina concluindo que na realidade este reino carecia de nome próprio.[488]

- 2011. O historiador e professor da Universidade de Compostela Antonio Míguez Macho explica na sua Breve História de Galicia que os monarcas asturianos reinaram no que foi e continuou a ser o território da Gallaecia.[489]

- 2011. O historiador e teólogo Francisco Carballo publica uma breve história da Galiza na qual denuncia a suplantação do reino galego pelas inexistentes entidades políticas das Astúrias e de Leão.[490]

- 2013. O professor Robert Portass da Universidade Lincoln[491] publica o artigo All quiet on the western front? Royal politics in Galicia from c.800 to c.950. No texto, o medievalista indica que “por razões complexas relacionadas com o percurso da historiografia espanhola ao longo do século XX, a região da Galiza foi vista como politicamente periférica” e defende a sua posição política central durante os séculos IX e X[492]

- 2015. O especial da edição alemã da revista National Geographic dedicada à Idade Média de Janeiro deste ano representa a Europa política do século IX através de um mapa em que Galiza é o nome do reino.[397][396]

- 2015. O historiador David Pérez López publica uma História da Galiza na qual afirma que durante a Idade Média a Galiza “tornou-se um reino independente que alternava a sua capital entre Leão e Oviedo, cidades então pertencentes à Galiza”.[493]

- 2018. O historiador cántabro Víctor Manuel Aguirre Cano, no seu trabalho La construcción de la realeza astur: poder, territorio y comunicación em la alta edad media, assinala que "nunca houve um reino das Astúrias ou de Leão, senão que foram convenções posteriores da historiografía" e que "desde fora do regnum #se chamou frequentemente Galiza, ou reino da Galiza".[383]

- 2019. O historiador Isidro Dubert salienta que o paradigma historiográfico defendido especialmente por Anselmo López Carreira, que sustenta a existência de um reino da Galiza que incluía as Astúrias, parte da Cantábria, Leão e norte de Portugal, é correcto, porque é referendado pelas fontes contemporâneas do seu tempo. Sublinha também que o reino galego era tão real quanto a subsequente distorção histórica que sofreu da historiografia espanhola, que curiosamente o ligou de forma subsidiária, primeiro, às Astúrias e depois a Leão.[494] Logotipo do I Congresso Internacional do Reino Medieval da Galiza Regnum totius Gallaeciae

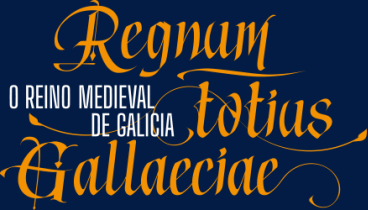
Logotipo do I Congresso Internacional do Reino Medieval da Galiza Regnum totius Gallaeciae

- 2020 - 2022. O jornalista e escritor Rodrigo Cota denuncia a invenção do reino das Astúrias, com o qual suplanta o da Galiza, em vários artigos da sua secção veiculados nos meios de comunicação do Grupo El Progreso.[495][496][497][498][499][500][501]

- 2020 É publicado o livro O reino medieval da Galiza. Crónica de uma memória dos historiadores Xosé Miguel Andrade e Anselmo López Carreira. Como afirma o professor Isidro Dubert no seu prefácio, o livro tenta explicar o papel que a Galiza desempenhou na história peninsular entre os séculos V e XIII, uma explicação que envolve questionar a utilização de fontes históricas feitas pelos historiadores espanhóis desde o século XIX para "esconder a existência do antigo reino da Galiza e impulsionar naqueles séculos a suposta importância do reino de Leão".[502]

- 2021. O historiador José Manuel Barbosa publica em dois volumes a sua obra A evolução histórica dos limites da Galiza, texto em que se analisam as modificações das fronteiras galegas ao longo da história desde um ponto de vista centrado na Galiza que confronta as posições da historiografia tradicional.[503]

- 2022. O ensaísta e estudioso Francisco Rodríguez Sánchez publica A relevancia do reino galego medieval, tomo I da sua obra Umha etapa estelar e conflitiva da Galiza (a segunda metade do século XIV). Nele expõe a eliminação e deturpação do Reino da Galiza pela historiografia espanhola, isto é, por exemplo, como a sua existência como entidade política independente é ocultada ou mesmo chamada de Reino das Astúrias. Explica também que o reino galego foi o primeiro da Península e os seus reis eram galegos.[504][505]
- 2022. De 19 a 22 de setembro, realizou-se no Museu do Povo Galego o primeiro Congresso Internacional do Reino da Galiza,[506] com o objetivo expresso de acabar com a sua ocultação.[507]